# Pompéi
Cet article concerne l'ancienne cité romaine. Pour la ville italienne actuelle, voir Pompei. Pour les autres significations, voir Pompéi (homonymie).
Pompéi (Pompeii en latin et Pompei en italien) est une ville et cité antique située dans la région italienne de Campanie. Elle est célèbre pour avoir été ensevelie à l'automne 79 lors d'une éruption du Vésuve, volcan situé à 9 km au nord-ouest.
Les origines de la cité sont mal connues. On suppose qu'elle fut fondée par une communauté locale issue des groupes osques qui occupèrent la région aux côtés des Grecs et des Étrusques, à la suite du mouvement de colonisation grecque de la côte tyrrhénienne au VIIIe – VIIe siècle av. J.-C. ; les Étrusques s'emparèrent ensuite vraisemblablement de la ville au VIe siècle av. J.-C., et y élevèrent sa première muraille en pierre de pappamonte vers 570 av. J.-C. Par la suite, Pompéi est très certainement conquise par les Samnites vers 425 av. J.-C., comme l'attestent les très nombreuses inscriptions en langue osque découvertes dans les fouilles de la ville. Elle tombe dans l'escarcelle romaine avec le reste du territoire samnite en 290 av. J.-C., sans pour autant devenir une cité romaine à proprement parler. Pompéi demeure une communauté oscophone et italique jusqu'au tournant de la Guerre sociale, au cours de laquelle elle est assiégée et prise par le général romain Lucius Cornelius Sylla, qui y fonde une colonie romaine en y installant près de 2 000 vétérans. La romanisation et surtout la latinisation de la cité s'accélèrent alors au détriment vraisemblable, dans les premiers temps, de la communauté samnite originelle.
Menant une vie relativement prospère au sein d'une région fertile, la Campanie, Pompéi est atteinte par plusieurs catastrophes naturelles au cours du Ier s. de notre ère : d'abord, un puissant séisme en 62 qui met hors d'état de fonctionnement plusieurs édifices thermaux et une bonne partie du réseau d'eau courante. Enfin, Pompéi est détruite en même temps qu'Herculanum, Oplontis et Stabies lors de l'éruption du Vésuve survenue au cours de l'automne 79.
Enfouie sous plusieurs mètres de sédiments volcaniques, la ville est l'objet de brèves tentatives de récupération de divers matériaux et richesses au cours de l'Antiquité, notamment sous le règne de Titus. La grande quantité de matériaux éruptifs rend cependant impossible un pillage systématique du site, ce qui paradoxalement va le protéger de toutes les spoliations courantes dont furent atteintes les villes antiques au cours du Moyen Âge. La ville sombre dans un relatif oubli pendant quinze siècles. Malgré quelques mentions dans les poèmes de Stace et de Martial (Ier siècle), l'oubli recouvre rapidement le plateau de Civita où la ville se situe. Une première fois, en 1592, les vestiges sont touchés par l'activité humaine, lors de la construction du canal du Sarno. Mais Pompéi n'est réellement redécouverte qu'au XVIIe siècle. L'ancienne cité romaine s'avère dans un état de conservation remarquable. Les fouilles entreprises à partir du XVIIIe siècle, notamment à partir de 1748, permettent d'exhumer une ville qui constitue un précieux témoignage de l'urbanisme et de la civilisation de la Rome antique. Depuis 1997, le site est classé au patrimoine mondial de l'UNESCO, de même que ceux d'Herculanum et d'Oplontis à Torre Annunziata.

## Le site

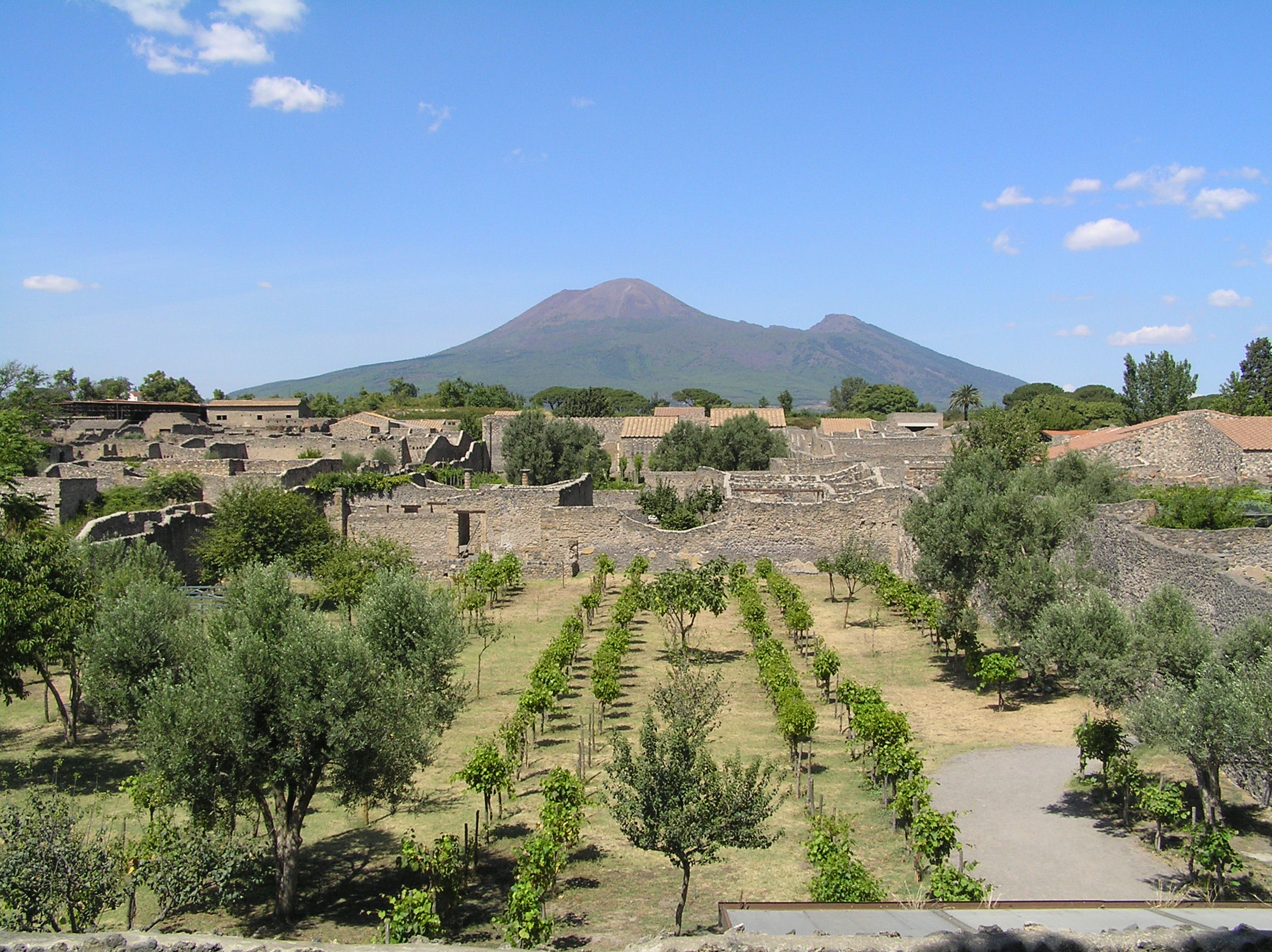
Pompéi : terre fertile au pied du Vésuve.

Le site archéologique de Pompéi est situé sur la côte ouest de l'Italie, au sud de Naples sur la baie du même nom. La ville antique de Pompéi était au cœur d'une riche région, la Campanie, que les Romains qualifiaient de « Terre des dieux » pour sa fertilité, sa proximité avec la mer et son climat. Aujourd'hui, une municipalité de la ville métropolitaine de Naples porte toujours ce nom (Pompei) ; le site antique (Pompei Scavi) en est un hameau.

### Une terre fertile
Pompéi est construite sur un plateau volcanique formé par une ancienne langue de lave et escarpé sur trois côtés. Le côté sud-ouest domine la mer Tyrrhénienne, mais le tout est surplombé au nord par le volcan Vésuve. Strabon décrivait le Vésuve au Ier siècle av. J.-C. comme « entièrement couvert de champs fertiles sauf au sommet partiellement plat, mais totalement stérile et d'aspect cendreux ».
Le volcan, éteint depuis plusieurs siècles, n'était pas une source d'inquiétude pour les habitants de la région. Ils n'en ignoraient toutefois pas complètement la nature, comme en témoignent ces quelques lignes de Vitruve (Ier siècle av. J.-C.) : « … on dit que les feux qui brûlent sous cette montagne ont autrefois éclaté avec une grande force, et jeté beaucoup de flammes dans tous les lieux d'alentour ». La terre, riche comme le sont tous les sols d'origine volcanique, permettait, en particulier, la culture de la vigne et donc favorisait l'afflux de population. Le nombre d'habitants de Pompéi au moment de sa destruction se situait, selon une étude approfondie datant de 2017, dans une fourchette comprise entre 7 500 et 13 500 personnes.

### Un site stratégique
Pompéi est située près de l'embouchure du fleuve Sarno (it) (sud-est) dont la navigabilité fait de la ville, toujours selon Strabon, « un port à Nola, Nocera et Acherra », villes situées à l'intérieur des terres. La situation élevée de la ville construite sur un plateau (33 m) en fait un poste stratégique pour la surveillance du déplacement des navires dans la baie de Naples. Mais la ville n'est pas entourée de sources et c'est un inconvénient. Les Romains ont donc construit des citernes d'eau pluviale, puis un aqueduc partant du fleuve Sarno pour assurer l'approvisionnement de la ville.
Pompéi était donc une terre prospère quand elle fut entièrement dévastée par une éruption du Vésuve. La date du 24 août 79, déduite du récit de Pline le Jeune, témoin direct de l'éruption, est celle communément retenue (notamment par l'UNESCO) mais des recherches récentes indiquent que l'éruption a certainement été plus tardive dans l'année, probablement le 24 octobre (cf. infra).
Cette fin tragique explique en partie la renommée de la ville ; quant aux fouilles archéologiques, elles ont permis de mettre au jour une cité florissante, de faire revivre toute une société et la richesse de son histoire.

## De la fondation de Pompéi à sa destruction

### Fondation
Pompéi fut fondée avant le VIe siècle av. J.-C. (peut-être au VIIe ou VIIIe siècle av. J.-C.), probablement par le synœcisme de cinq villages sarrastes et osques (pumpe signifie cinq en osque) passés sous influence étrusque, sur une route commerciale importante, débouché maritime probable de Nucérie.
La ville se développe d'abord vers l'est puis dans les directions nord-ouest et sud-est jusqu'à atteindre près de 66 hectares, dont 44 d'habitations, le reste étant constitué de jardins et de champs se concentrant principalement au nord de la voie d'Abondance.

### Influences diverses
Au VIe siècle av. J.-C., les Grecs introduisent le culte d'Apollon (construction du temple d'Apollon ; construction du temple dorique sur l'agora triangulaire). Pompéi n'est qu'une base pour contrôler les débouchés de l'arrière-pays, très fertile.
La cité fut sujette des Étrusques pendant presque cinquante ans (jusqu'en 474 av. J.-C.) lorsque ceux-ci occupèrent la partie intérieure de la Campanie, comme le confirment les plus anciennes inscriptions trouvées à Pompéi en langue étrusque, avant d'être englobée dans la zone d'expansion des Samnites. Ces derniers agrandirent notoirement la ville, édifiant alors le centre historique dont les vestiges sont aujourd'hui encore très importants. On le reconnaît notamment grâce à sa muraille d'enceinte plus ancienne, à l'architecture de certaines maisons (celles qui sont caractérisées par l'atrium de type toscan), aux édifices publics du Forum Triangulaire et au Temple d'Apollon dans le Forum civil.
De 474 à 424, les Grecs reprennent le contrôle de la ville, restaurent les temples, développent un quartier au plan géométrique (région VI), et entourent Pompéi de nouvelles murailles.
En 424, Pompéi est reconquise par les Samnites qui prennent le nom de Campani en arrivant dans les plaines. On se remet à parler l'osque, langue commune aux plus anciens occupants de source indo-européenne, les Osques, et aux nouveaux occupants, les Samnites qui étendent les murailles de la ville.

### Conquête romaine

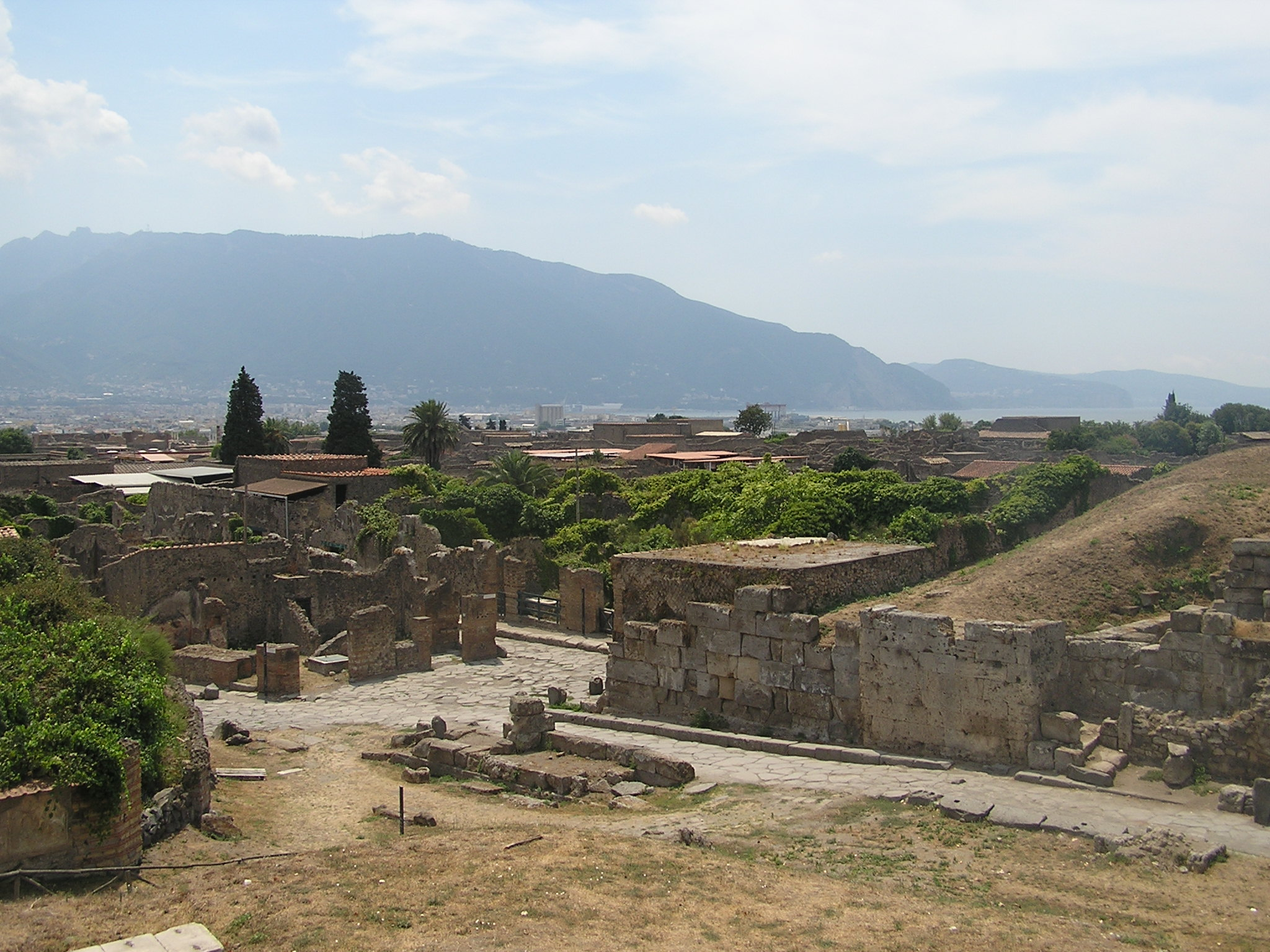
Sylla utilise des catapultes à lancer des pierres pour ébrécher les murailles de Pompéi dont les blocs de tuf gravés aux lettres osques gardent les empreintes des boulets (porte du Vésuve au nord).

Pendant ce temps, Rome avait entrepris son avancée progressive vers l'Italie du Sud et avait commencé à mettre à mal la résistance des populations italiques. Les peuples samnites durent eux aussi se soumettre à l'Urbs, après cinquante longues années de guerre. Avec la conquête de la Campanie, Pompéi connut donc la domination des Romains, devenant socia, statut qui comportait le maintien d'une autonomie locale.
Entre 214 et 210 av. J.-C. se déroule la deuxième guerre punique : Hannibal part à la conquête de Rome avec ses éléphants. Pompéi, contrairement aux autres villes samnites, reste fidèle à Rome.
Cette longue période de prospérité s'interrompt avec la guerre menée contre Rome par les cités italiques — dont Pompéi — afin d'obtenir la citoyenneté romaine. En mars 90, les villes samnites se révoltent contre Rome lors de la Guerre sociale. Cette fois, Pompéi se joint à elles. La guerre est dure et les Romains conduits par Sylla prennent Pompéi. Ils donnent l'assaut entre la porte d'Herculanum et la porte du Vésuve. Dans ce secteur, la muraille porte encore les traces des projectiles tirés par les machines de guerre romaines. Il nous reste un autre témoignage du siège de la ville : on a retrouvé à différents endroits des inscriptions en osque — six au total —, appelées inscriptions eituns à cause d'un mot qui s'y retrouve régulièrement et destinées à permettre aux défenseurs de la ville de rejoindre leur poste rapidement sans se perdre au moment d'un assaut.
Les Romains ne reconstruisent pas une nouvelle ville sur celle des Samnites, mais s'installent dans Pompéi telle qu'elle était au temps des Samnites.

### Colonie romaine
En 80 av. J.-C., Pompéi, prise d'assaut et conquise par les troupes de Lucius Cornelius Sulla, est transformée en colonie romaine. L'ère romaine commence. De nombreuses anciennes familles samnites disparaissent remplacées par d'anciens combattants romains qui occupent les habitations précédentes en les rénovant avec des fresques caractérisées par des représentations réalistes d'architectures influencées par des scènes théâtrales.
Comme par le passé, Pompéi continua à s'agrandir et à se développer dans tous les domaines, en particulier dans le secteur économique, largement favorisée par son arrière-pays fertile et par sa position géographique enviable. Toutes les activités liées au commerce et au trafic maritime progressèrent. La richesse de Pompéi provenait de la terre. Les fertiles sols volcaniques étaient propices à la culture de la vigne (l'un des vignobles réalisé à partir du cépage Holconia, près de l'amphithéâtre, suggère que le propriétaire, la famille des Holconii, vendait directement son vin aux spectateurs), et la mer était poissonneuse. Même les pierres de la région rapportaient de l'argent aux gens du cru : elles faisaient les meilleures meules de moulin à huile de tout le pays. Le résultat de ce remarquable développement fut immédiat : à l'extérieur, il conduisit à un accroissement de Pompéi par rapport aux autres villes de Campanie ; à l'intérieur, la conséquence fut l'augmentation générale de la qualité de vie d'une grande partie des différentes classes sociales. C'est ainsi que la classe des commerçants et des entrepreneurs, qui avaient fait la fortune de Pompéi, ne cessa de se développer, favorisée par l'exportation de l'huile, du vin et des parfums issus de fleurs (rose, giroflée, crocus), feuilles (myrte, vigne), racines (iris, valériane) ou fruits (coing, myrte, laurier).

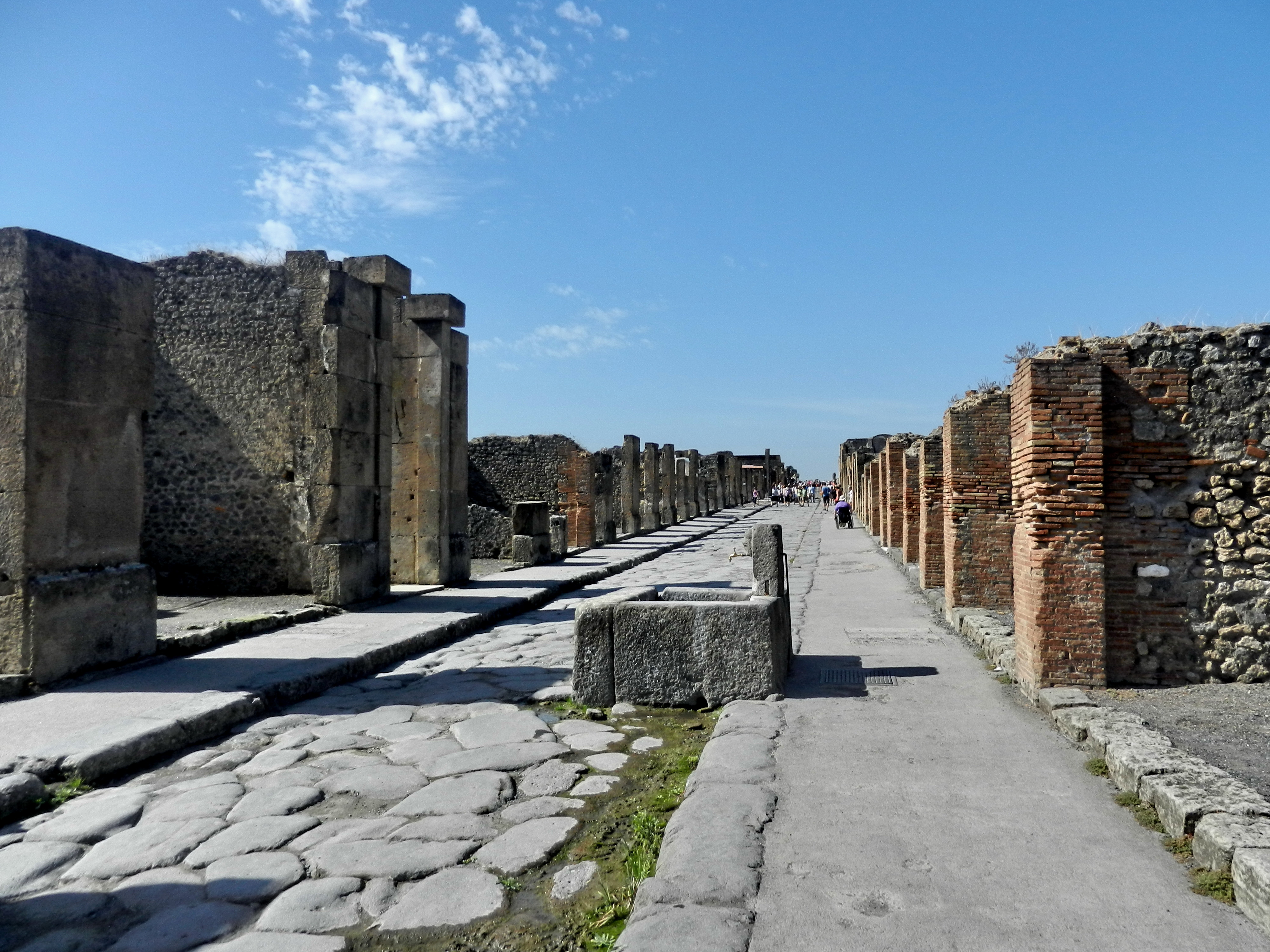
Via dell'Abbondanza, la rue principale de Pompéi

L'économie florissante entraîna un accroissement démographique considérable, une augmentation du niveau de vie de la population ainsi qu'un embellissement de la ville. Les nouveaux riches, désireux de prévaloir sur la classe aristocratique traditionnellement détentrice du pouvoir, entrèrent en compétition pour faire étalage de leur opulence par le biais de somptueuses demeures, d'objets et de bijoux précieux. Les tremblements de terre les années précédentes ayant à plusieurs reprises endommagé les villae des riches familles patriciennes, beaucoup de ces familiae étaient parties s'installer dans des régions moins sismogènes et avaient vendu leurs propriétés à ces nouveaux riches, notamment des esclaves affranchis ayant amassé de coquettes sommes dans le négoce, l'agriculture ou d'autres activités plus ou moins louches. L'expansion urbaine se réalisa surtout le long de la voie de l'Abondance (via dell'Abbondanza), centre symbolique de la nouvelle classe émergente.
Les résultats d'une étude génétique américaine, publiée dans la revue scientifique Current Biology en novembre 2024, remet en cause les certitudes historiques sur l'identité de certains habitants de Pompéi : les génomes des corps étudiés « font systématiquement remonter leur ascendance en grande partie à des immigrants récents venus de l’est de la Méditerranée »,. « À l'époque, l'Empire romain s'étendait de la Grande-Bretagne à l'Afrique du Nord et au Moyen-Orient, tandis que Pompéi était située à côté de l'un des ports les plus fréquentés du monde antique, où les navires arrivaient régulièrement d'Alexandrie en Égypte ».
Sur les plans politique et culturel, l'importance de Pompéi restait moindre. La cité doit sa célébrité tardive au fait d'être restée dans l'état même où elle se trouvait au moment de la catastrophe. Elle nous offre ainsi un aperçu direct de la vie des Romains de cette époque dans une petite ville de province.
En 59, survient un événement suffisamment notable pour que l'historien Tacite le juge digne d'être relaté (Annales, XIV, 17) : à l'occasion d'un spectacle de gladiateurs à l'amphithéâtre, une rixe sanglante éclate entre les habitants de Pompéi et ceux de la ville voisine de Nocera, causant des morts et des blessés. Les autorités impériales interviennent et tout spectacle de gladiateurs est interdit à Pompéi pour une durée de dix ans. Une fresque de Pompéi retrouvée dans la maison I, 3, 23 en conserve le témoignage.

### La fin

Destruction de Pompéi (située à 10 km du cratère) et des villes avoisinantes atteintes par le nuage éruptif poussé par des vents soufflant vers le sud-est.

Le 5 février 62, Pompéi et les nombreux établissements à proximité du Vésuve sont endommagés par un important tremblement de terre qui détruit une grande partie des édifices publics et privés,. La date fait encore débat, certains auteurs pensant que le séisme a eu lieu en 63. Les bas-reliefs retrouvés dans la Maison de Lucius Cæcilius Jucundus illustrent la catastrophe de manière saisissante. Des travaux de restauration sont immédiatement entrepris, nombre d'entre eux s'achevant rapidement — surtout ceux qui concernent les édifices privés. La classe sociale la plus défavorisée subit de graves conséquences car ses maisons sont détruites. La plupart des édifices publics et privés étaient encore en phase de consolidation et de restauration lors de l'éruption du Vésuve.
Vers 70, la cité subit une nouvelle série de secousses telluriques : une partie des habitants — ceux qui en ont la possibilité — quittent la ville pour des lieux plus sûrs, vendant leurs possessions à très bas prix à d'autres habitants, qui acquièrent ainsi de grandes propriétés.
En 79, l'éruption du Vésuve entraîne la destruction de la ville. Pline le Jeune, qui était à Misène, décrit l'éruption dans deux de ses Lettres à Tacite : « Un nuage d'une taille et d'un aspect inhabituel… Sa forme rappelait celle d'un arbre et, plus exactement, celle d'un pin. Il se dressait comme un tronc gigantesque et s'élargissait dans les airs en rameaux. » Le Vésuve commence par déverser sur la ville et sur celles d'Herculanum et de Stabies, toutes proches, une énorme masse de scories volcaniques, en particulier de la pierre ponce qui recouvre les édifices sur une couche de près de 3 m, ce qui correspond à un dépôt de 15 cm/h. Puis la ville est ensevelie sous une épaisse couche de matériaux éruptifs, jusqu'à 2,8 m de scories (lapilli) et quelque 1,8 m de cendres volcaniques. À Herculanum, les dépôts de matériaux éruptifs atteignent plus de 20 m. Les habitants qui n'ont pas pris la fuite trouvent la mort à la suite de l'écroulement de leurs maisons sous le poids des pierres ponces ou par asphyxie, du fait des nuées ardentes.
Un auteur plus tardif, Dion Cassius (IIe-IIIe), relate les événements de manière plus succincte et mentionne les prodiges qui les auraient accompagnés (des géants ressemblant à des Titans seraient apparus avant et pendant l'éruption).
La catastrophe fut longtemps datée du 24 août 79, la plupart des manuscrits de la correspondance de Pline mentionnant le neuvième jour précédant les calendes de septembre. Toutefois, quelques manuscrits portent des dates différentes ; en particulier l'un d'entre eux indique les calendes de novembre (1er novembre). Autrement dit, l'éruption aurait eu lieu le 24 octobre 79. Longtemps négligée, cette datation a suscité à nouveau l'intérêt des historiens au regard des indices de plus en plus nombreux qui conduisent à placer l'événement en automne : dolia (grandes amphores) semblant contenir du vin fraîchement pressé, braseros allumés le jour de l'éruption, végétation (noix, figues) correspondant à l'automne. Selon des travaux publiés en 2006, en particulier ceux de l'archéologue italienne Grete Stefani, l'analyse d'une monnaie trouvée en 1974 dans la Maison du Bracelet d'or et datant de la quinzième salutation impériale de Titus survenue début septembre 79, donc nécessairement postérieure au début de septembre 79, vient appuyer cette datation. Enfin, en 2018, lors des fouilles de la région V de la ville menées par Massimo Osanna, une inscription est découverte, datant du 16e jour avant les calendes de novembre, soit le 17 octobre, éliminant définitivement la possibilité que l'éruption ait pu avoir lieu en été,.
La ville longtemps prospère était en déclin économique (le vin pompéien était de plus en plus concurrencé par le vin gaulois, ce qui entraînait la reconversion des terres moins rentables). Cette crise et la ruine durable de Pompéi expliquent en partie qu'elle ne fut pas reconstruite.

## Institutions politiques
On peut se faire une idée des institutions de Pompéi à l'époque samnite grâce aux inscriptions en osque que l'on a retrouvées. La cité était dirigée par un magistrat appelé meddix tuvtiks assisté d'un ou plusieurs magistrats appelés aidilis et kvaisstur. Il existait également une assemblée appelée kumbernnieis et d'une sorte de sénat appelé kumparakineis.
Lorsque la ville perdit son indépendance au début du IIIe siècle av. J.-C., ces institutions furent conservées, bien que la ville ne menât plus de politique extérieure indépendante. Devenue colonie romaine au début du Ier siècle av. J.-C., elle adopta des institutions proprement romaines, à savoir :
- l'assemblée populaire appelée comitium, composée de tous les citoyens de sexe masculin : sa seule fonction était d'élire les magistrats et de décerner des honneurs ;
- le conseil, appelé ordo decurionum, que l'on pourrait assimiler à une assemblée législative, dont les décisions étaient mises en œuvre par les magistrats. Ses membres portaient le nom de décurion, une espèce de conseiller communal. De nouveaux membres étaient admis dans l'ordo tous les cinq ans. Les décurions avaient généralement déjà exercé une magistrature, bien que ce ne fût pas toujours le cas. Il existe au moins un cas avéré d'enfant admis dans l'ordo decurionum, le jeune Numerius Popidius Celsinus, connu par une inscription célèbre. Les décurions avaient des pouvoirs aussi divers que l'attribution d'une statue honorifique à un citoyen distingué ou la décision de bâtir l'odéon ;
- quatre magistrats élus appelés duumvirs ou duoviri, fonctionnant par paires, dont la fonction était annuelle. Les deux magistrats supérieurs s'appelaient duoviri iure dicundo. Comme leur nom l'indique, ils exerçaient la justice et s'occupaient de manière générale de l'administration de la ville. Ils présidaient l'assemblée de l'ordo decurionum. Tous les cinq ans, on élisait des duoviri quinquennales, une fonction particulièrement prestigieuse et recherchée, puisqu'ils étaient chargés de procéder au recensement des citoyens et d'établir la liste de ceux qui étaient éligibles à une magistrature. Deux magistrats subalternes s'appelaient duoviri ædiles. Ces deux édiles étaient responsables des travaux publics, des édifices sacrés, de l'organisation des jeux (ludi en latin).

## Pompéi: un site archéologique exceptionnel

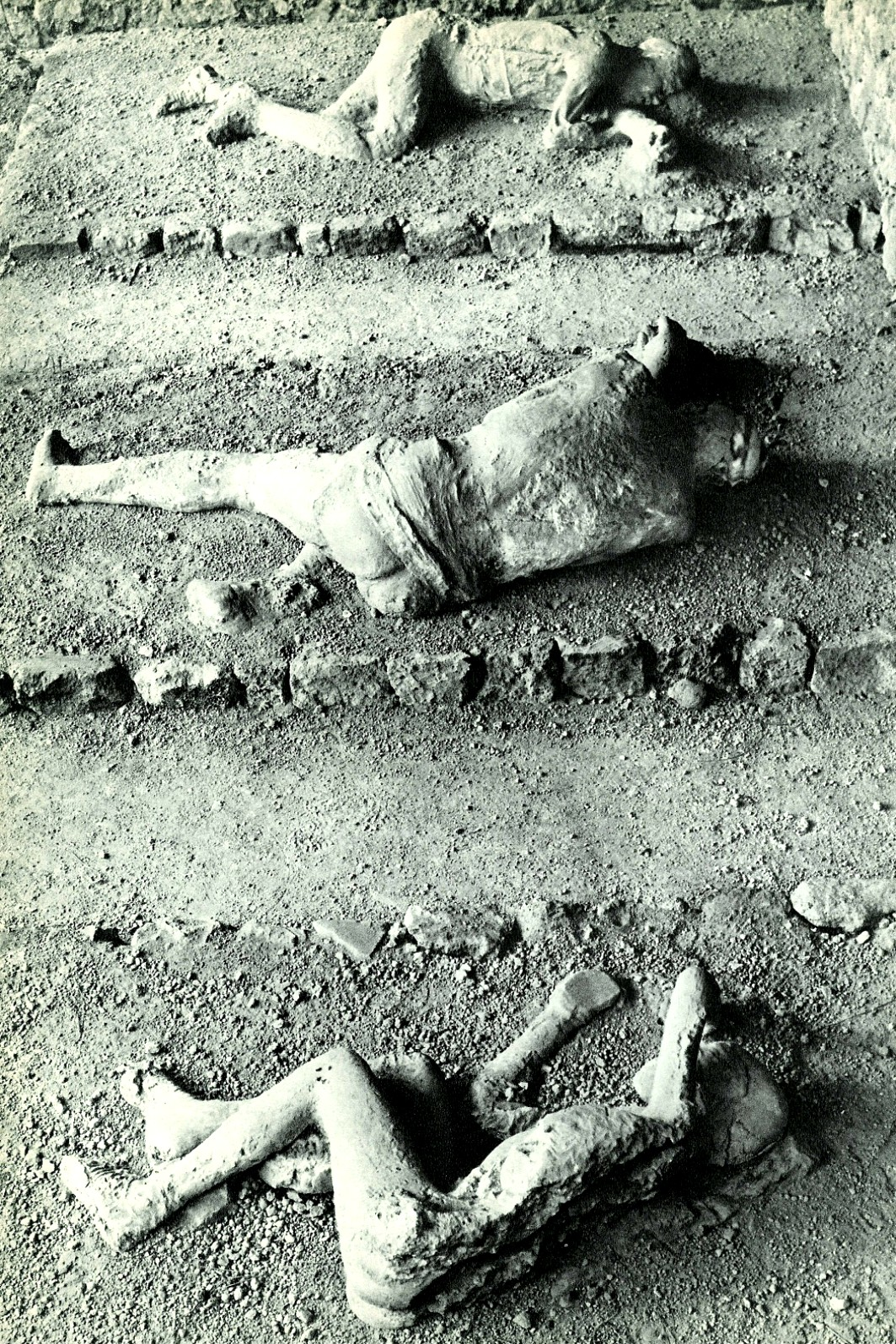
Exemples de moulages de victimes.

Du fait de son état de conservation remarquable, Pompéi constitue un témoignage inestimable sur la Rome antique.
Il est maintenant possible de remonter plus loin dans le temps, aux origines de la ville. Il a ainsi été retrouvé, en certains endroits, jusqu'à trois couches de sédiments correspondant à trois siècles bien distincts, les VIIIe, IVe et IIe siècle av. J.-C., fournissant des informations précieuses sur la colonisation de la Campanie avant l'ère romaine.
Les fouilles ont mis au jour une ville figée au moment exact de l'éruption, il y a plus de 1 900 ans. L'état de conservation du site provient de la couche de matériaux éruptifs — jusqu'à sept mètres — qui a recouvert le site et l'a protégé des pillages et des intempéries. Les cendres ont également brûlé tous les tissus vivants, puis se sont déposées, créant à la fois une gaine protectrice et une image en creux de l'objet détruit. Grâce à l'ingénieuse technique de moulage développée par Giuseppe Fiorelli qui fait couler du plâtre au sein des poches de cendre (la décomposition des matières organiques crée un espace vide au sein de ces poches) avant de briser la coque de cendre durcie, on peut voir aujourd'hui les victimes dans l'attitude où la mort les a surprises par asphyxie. Certains tentèrent de fuir, de protéger leurs enfants ou de mettre leur argent à l'abri. D'autres sont restés terrés dans leur maison. La majorité des habitants se sont sans doute enfuis tant qu'il en était encore temps. Au cours des fouilles effectuées depuis 1748, on a retrouvé quelque 1 100 corps,, à Pompéi, victimes des chutes de pierres ponces ou des nuées ardentes qui ont suivi. Même si l'on tient compte des corps qui pourraient encore se trouver dans les parties non dégagées de la ville et de ceux qui n'ont pas été recensés, ces chiffres sont relativement faibles.
Certains de ces moulages sont exposés à l'Antiquarium, aux thermes de Stabies. D'autres ont été laissés à l'endroit même de leur découverte.
Trois corps ont été découverts récemment[Quand ?] : une femme enceinte, un chien et un cheval. En mai 2023, les archéologues ont exhumé deux corps dans les ruines de la Maison des chastes amants. Les squelettes ont été mis au jour lors de travaux de maintenance. Il s'agit probablement de deux hommes d'une cinquantaine d'années selon le Ministère italien de la culture.[réf. nécessaire]
Le site, qui occupe une superficie de 22 hectares, a été fouillé, en 2024, sur les deux tiers de sa surface. À cette date, 1070 unités résidentielles dotées de plus de 13 000 pièces ont été dégagées.

### Découverte du site: vers 1600
- ● : premières traces de fouille

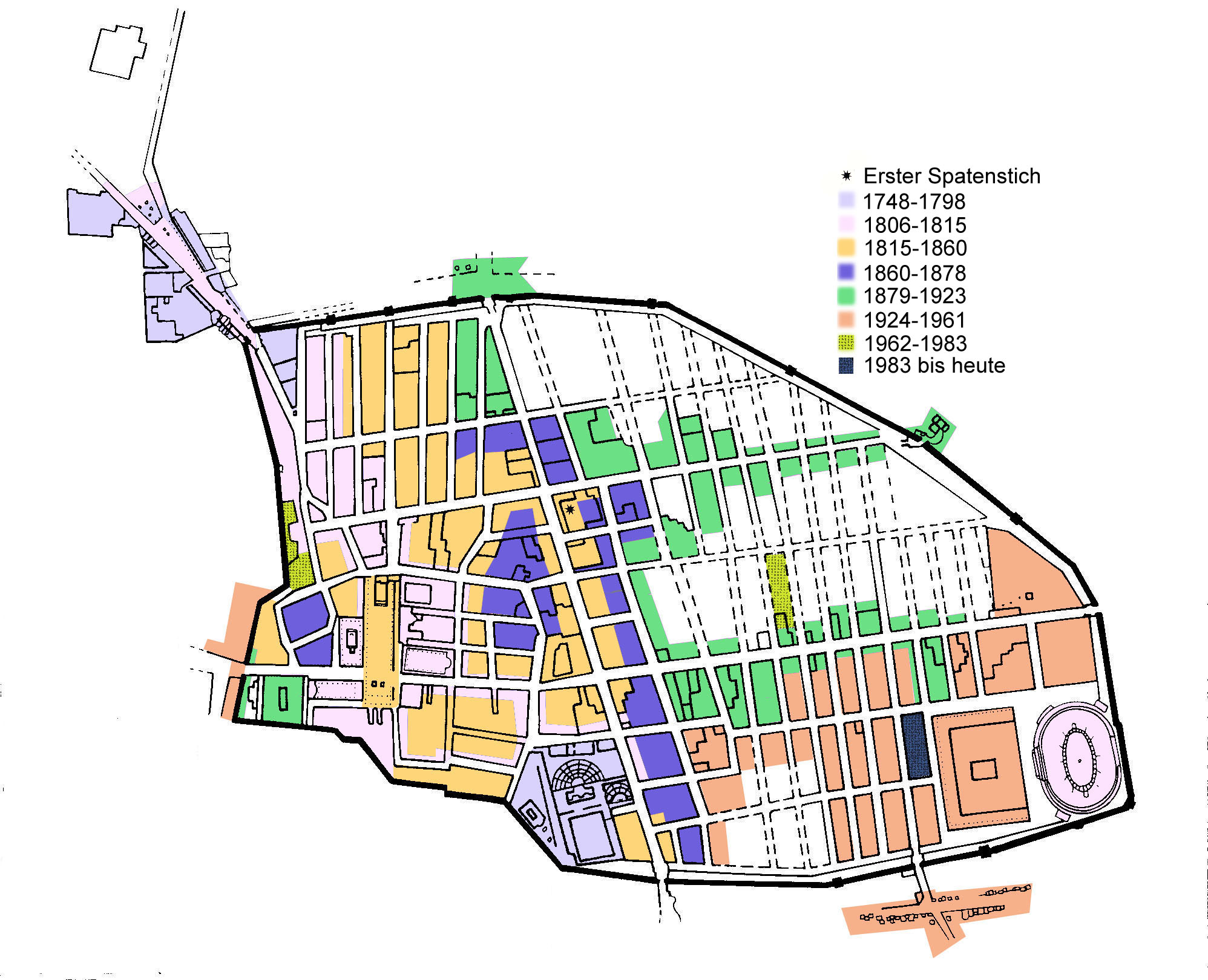
Évolution des fouilles sur le site de Pompéi.
1748-1798
1806-1815
1815-1860
1860-1878
1879-1923
1924-1961
1962-1983
1983-aujourd'hui

Peu après l'ensevelissement de la ville, des gens — qu'il s'agisse de propriétaires ayant survécu ou de voleurs — vinrent récupérer des matériaux ou des objets de valeur dans différents bâtiments, dont des statues de marbre. Ils ont laissé des traces de leur passage, comme dans une maison où les archéologues modernes retrouvèrent sur un mur le graffiti suivant : « Maison creusée ». Au cours des siècles suivants, le terrain de la ville fut occupé sporadiquement. Son nom et son emplacement furent progressivement oubliés, tombant dans l'anonymat du lieu-dit Cività, la cité.
En 1592, au cours des travaux de creusement d'un canal visant à dévier le fleuve Sarno pour alimenter le village de Torre Annunziata nouvellement édifié, l'architecte Domenico Fontana découvrit quelques plaques de marbre, des pièces de monnaie et des édifices antiques aux murs recouverts d'inscriptions ou de peintures : voilà la première découverte, fortuite, des vestiges de Pompéi. Il mit notamment au jour une pierre portant l'inscription decurio pompeis (qu'il faut traduire par « décurion de Pompéi », c'est-à-dire un membre du Sénat de Pompéi), mais on crut qu'il s'agissait d'une villa appartenant au général et homme d'État romain Pompée. Les travaux finis, Fontana fit recouvrir de terre la tranchée. La décision de recouvrir les peintures a pu être perçue à la fois comme un acte de censure (en raison de la teneur érotique de certaines peintures) et comme la volonté de préserver dans le climat hostile de la Contre-Réforme.
En 1709, des fouilles furent menées dans la région à l'instigation du prince Emmanuel-Maurice de Lorraine, comte d'Elbeuf, amateur d'histoire. Ayant fait l'acquisition d'un champ où l'on avait découvert des débris de marbre, il fit creuser des puits et des galeries et mit au jour trois statues qu'il offrit au prince Eugène de Savoie. Il découvrit ensuite d'autres statues qui allèrent enrichir le cabinet de curiosités de sa villa de Portici. Cette villa fut acquise en 1734 par le nouveau roi de Naples, Charles III d'Espagne, qui s'intéressa aux objets qu'elle abritait. En 1738, il fit reprendre les fouilles et en confia la responsabilité à l'ingénieur-arpenteur Roque Joaquín de Alcubierre. La découverte d'une inscription permit alors d'identifier le site avec l'ancienne cité d'Herculanum. En avril 1748, Alcubierre interrompit les fouilles d'Herculanum et entreprit de nouvelles fouilles dans la région de Torre Annunziata, au lieu-dit Civita, où il pensait découvrir le site de Stabies.
Ce qui fit la particularité de ce dernier site — que l'on ne connaissait pas encore sous le nom de Pompéi —, à savoir la facilité des travaux, s'explique par le fait que la couche de cendre y était bien plus facile à extraire que la coulée pyroclastique solidifiée, d'une épaisseur de plus de 20 mètres, qui avait recouvert Herculanum. Comme la moisson d'objets d'art déterminait les priorités, de nouvelles découvertes spectaculaires à Herculanum détournèrent pourtant Alcubierre du site de Cività. Les travaux n'y reprirent qu'en 1755. Les techniques de fouille étaient déplorables : on détruisait les pièces jugées indignes d'être exposées et on remblayait les édifices fouillés après les travaux. Lors de son séjour en Italie, l'érudit allemand Johann Joachim Winckelmann fut consterné par ces pratiques et les dénonça. Ses écrits contribuèrent à la célébrité d'Herculanum et de Pompéi.

### Identification du site: 1763

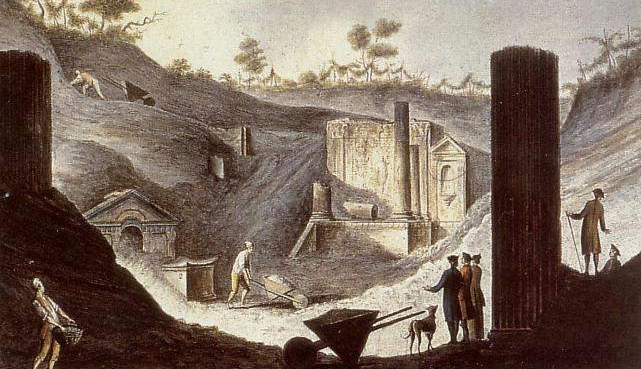
Dégagement du Temple d'Isis au XVIIIe siècle.

L'identification du site fut confirmée avec la découverte d'une inscription faisant référence à Res Publica Pompeianorum puis sur le piédestal d'une statue brisée de marbre blanc : « Le tribun Titus Suedius Clemens, par ordre de l'empereur Vespasien Auguste, ayant pris connaissance des causes et fait relever les mesures, a restitué à la ville de Pompéi les terrains du domaine public qu'avaient envahis des particuliers ».
Karl Weber, qui succéda à Alcubierre, mit un terme aux pratiques consistant à détruire tout ce qui n'était pas intéressant. Il fut également le premier à dresser un plan des fouilles. À sa mort, un officier du génie espagnol, Francesco La Vega, lui succéda en 1764. Les autorisations de visiter le site étaient accordées avec parcimonie, et ceux qui les obtenaient n'étaient pas autorisés à prendre des notes ni à faire des dessins ou des plans. Winckelmann écrivit : « On pousse la sotte jalousie si loin, qu'on ne m'a pas permis de marcher d'un pas régulier, parce qu'on soupçonnait que je voulais prendre les dimensions des lieux, comme je l'ai aussi fait en effet. » À cette époque, tout individu cultivé se devait d'effectuer ce que l'on appelait le Grand Tour : un voyage à travers l'Europe, dont un séjour en Italie constituait une étape indispensable pour se forger une culture classique, et les sites de Pompéi et d'Herculanum firent bientôt partie de ce circuit. Mozart visita Pompéi en 1770, Goethe en 1787.
En 1765, la découverte de l'Odéon entraîna l'arrêt des fouilles à Herculanum. Désormais tous les efforts se porteraient sur Pompéi. La découverte du Temple d'Isis au mois de juin de la même année suscita une immense curiosité et fut un des déclencheurs de l'égyptomanie. En 1769, l'empereur Joseph II, dont la sœur avait épousé le roi de Naples, rendit à Pompéi une visite qui ne fut pas sans conséquence. On avait mis en scène à son intention la « découverte » d'objets dans une maison, qui porte depuis le nom de maison de l'Empereur Joseph II (VIII, 2,39). L'empereur ne fut pas dupe, mais s'enthousiasma pour les fouilles et suggéra à son beau-frère d'augmenter l'effectif des ouvriers du chantier et d'accélérer les travaux. En 1771, la découverte de dix-huit squelettes lors de l'exhumation de la villa de Diomède, suscita une vive émotion. Après l'éruption de 1779, il fut jugé plus prudent de transférer les collections de la villa de Portici à Naples. Au cours des années 1780, La Vega s'efforça de conserver certaines peintures sur place, plutôt que de les enlever, ce qui constituait un nouveau progrès. On commença également à reconstituer des éléments des structures supérieures des habitations. Il s'agissait de conserver, avec beaucoup de précautions, la décoration des murs et les mosaïques, ainsi que les objets d'art ou de la vie de tous les jours, afin de procurer au visiteur une sensation de vie au fort impact émotif.
En 1799, après l'entrée des troupes françaises à Naples et la proclamation de la République parthénopéenne, le Général Championnet ordonna des fouilles partielles confiées à l'abbé Zarilli. Une maison découverte à cette époque porte le nom du général. En 1808, l'arrivée de Joachim Murat comme roi de Naples, avec sa femme Caroline, relança l'enthousiasme archéologique pour le site. Sous son règne, l'architecte François Mazois publia les deux premiers volumes de son œuvre, Les ruines de Pompéi. Au cours de cette période, la direction des fouilles fut confiée à deux hommes compétents et dévoués, Michele Arditi et Pietro La Vega.
Le retour des Bourbons fut marqué par un recul de l'activité sur le site, par manque de moyens financiers. On alla jusqu'à revendre des terrains qui couvraient Pompéi, achetés sous Murat. Les visiteurs de marque continuèrent à affluer sur le chantier, où on persistait à mettre en scène des « découvertes » à leur intention. Pire, maintenant que des peintures étaient laissées en place, pour l'agrément des visiteurs, on les arrosait pour aviver leurs couleurs. Le roi, qui souhaitait que ses hôtes puissent visiter Pompéi en tout confort, fit même enlever certaines des pierres qui permettaient de traverser les rues dans l'Antiquité, de façon que les calèches puissent y circuler. En 1822, une nouvelle éruption du Vésuve déposa sur les ruines une couche de cendre qu'il fallut déblayer. En 1840, on créa une ligne de chemin de fer entre Naples et la porte Marine pour faciliter l'accès au site.

### Vers une approche scientifique: 1860

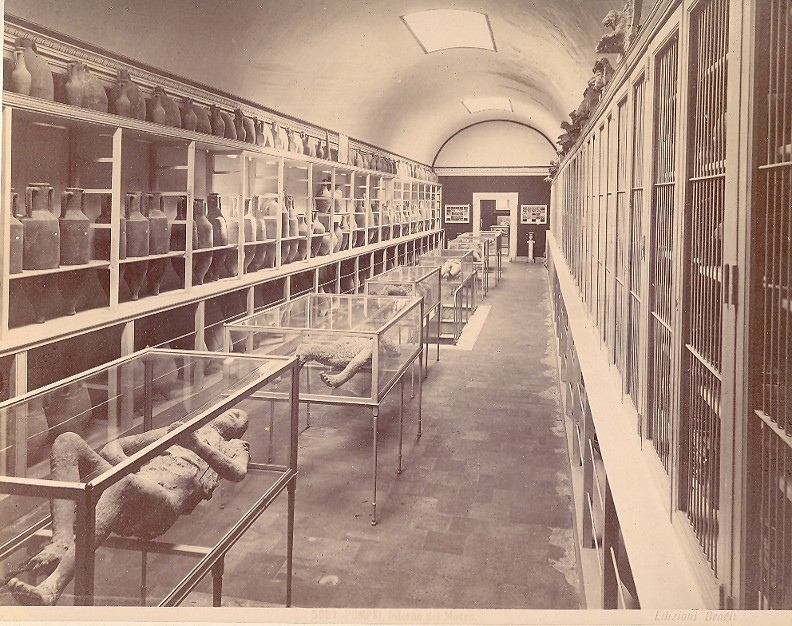
LAntiquarium avant sa destruction.

Une nouvelle phase commença en 1860, avec le directeur des fouilles nommé par Victor-Emmanuel II, Giuseppe Fiorelli, directeur du musée national de Naples et directeur des fouilles à Pompéi et à Herculanum, à qui l'on doit l'ingénieuse méthode de moulage grâce à laquelle furent reconstituées — en versant du plâtre liquide dans les espaces vides laissés dans les couches de pierre ponce et de cendres par quelque 1 150 corps humains, sans compter les animaux, les arbres et les objets en bois — les formes de tous les corps organiques demeurés emprisonnés dans les coulées de l'éruption. On peut voir des habitants de Pompéi dans l'attitude où la mort les surprit. Il y en a qui tentent de s'enfuir, de protéger leurs enfants… ou de mettre leur argent à l'abri. Certains de ces moulages furent exposés dans l'Antiquarium de Pompéi, détruit au cours de la Seconde Guerre mondiale,. D'autres ont été laissés à l'endroit même où les corps furent autrefois découverts. Dans les années 2000, les études d'archéoanthropologie menées par Estelle Lazer (en) sur 300 corps pétrifiés montrent que contrairement aux idées reçues, les victimes n'étaient pas majoritairement des personnes âgées, des femmes et des enfants, mais un échantillonnage très disparate, représentatif de la population hétérogène (Osques, Étrusques, Pélasges, Samnites, Romains, Grecs, Juifs). À la suite de l'examen des os, la taille moyenne estimée est de 1,54 mètre pour les femmes, 1,64 mètre pour les hommes et 10 % des squelettes montrent des signes d'arthrose.
Giuseppe Fiorelli publia un ouvrage qui retraçait l'histoire des fouilles sous les Bourbons (Pompeianorum Antiquitatum Historia publié de 1860 à 1864 en trois volumes) et fit dégager les maisons par le haut plutôt que de dégager d'abord les rues et de pénétrer dans les maisons par le bas. On lui doit un plan des rues de Pompéi, qu'il divisa en neuf « régions » (quartiers limités par les grandes artères aboutissant à chacune des portes) subdivisées en blocs de maisons (les îlots appelés insulae) et en numéros de propriétés (maison ou boutique). Ces fouilles scientifiques n'empêchèrent pas des propriétaires de terrains voisins de revendre leurs propres découvertes. Après Fiorelli, la direction des fouilles fut assurée par deux de ses disciples, qui poursuivirent les travaux dans son esprit : Michele Ruggiero (1811-1900) et Giulio De Petra (1863-1913).

### XXesiècle
La nouvelle méthode de fouille connut une vigoureuse impulsion au XXe siècle, d'abord sous la direction de Vittorio Spinazzola (1863-1943) qui entreprit de dégager la rue de l'Abondance sur une longueur de 600 m, de manière à relier le secteur occidental des fouilles à l'amphithéâtre, situé à l'extrémité orientale de la ville. Ces fouilles permirent de mieux connaître la vie économique de la cité, en dégageant sa principale artère commerciale. Spinazzola s'est également attaché à reconstituer les maisons en élévation, chose qui avait été négligée par ses prédécesseurs. La direction des fouilles fut ensuite confiée à Amedeo Maiuri (1924-1961), chercheur qui étudia, inlassablement pendant trente-sept ans, l'archéologie pompéienne et campanienne. Sous sa direction, les régions I et II furent presque complètement dégagées.
Au cours de la Seconde Guerre mondiale, le 24 août 1943 et du 13 au 26 septembre, l'aviation alliée bombarda le site,, croyant qu'il était occupé par des troupes allemandes. Plusieurs édifices furent endommagés.
Le 23 novembre 1980, Pompéi a connu un tremblement de terre qui a fait peu de dégâts, mais a fragilisé de nombreux édifices. Une restauration a lieu dans les années 1980 et 1990, des piliers en bois remplaçant le béton armé des années 1950 et les poutrelles en acier des années 1970, mais leur choix se révélant tout aussi contestable.

### XXIesiècle

#### Crise des années 2000
Le début du XXIe siècle voit surgir de nouveaux doutes sur l'état de conservation du site (en) et la qualité du travail de restauration des autorités, qui ont utilisé des matériaux modernes (béton) bien trop lourds. En 2008, Pompéi est placé sous la responsabilité de la Protection civile en vertu d'une déclaration d'état d'urgence, ce qui a pour effet de déposséder la surintendance du site et de permettre aux entreprises de restauration de déroger aux procédures des marchés publics, source de corruption et d'incompétence. À la suite de l'effondrement de la Schola Armaturarum (et non de la caserne ou de la maison des gladiateurs, comme de nombreux médias l'ont erronément affirmé), également connue sous le nom de Schola Iuventutis (III, 3, 6), en novembre 2010, l'UNESCO a, en décembre de la même année, envoyé des experts chargés de vérifier l'état de délabrement des vestiges alors qu'en 2012, plus que 10 % des maisons sont ouvertes aux visites et que seules cinq zones sont ouvertes contre cinquante dans les années 1960,.
Depuis, d'autres effondrements ont eu lieu,.
En mars 2012, est lancé le « Grand Projet Pompéi » estimé à 105 millions d'euros, dont 41,8 millions venant de l'Union européenne : ce projet vise à restaurer cinq maisons endommagées et créer un système de drainage des eaux pluviales afin de protéger les ruines de l'humidité. Cependant, la Camorra est accusée de faire pression sur les surintendants du site depuis l'ouverture des fouilles au XIXe siècle, de détourner les subventions de restauration en rackettant les entreprises appelées à intervenir sur le chantier et ainsi d'avoir intérêt à ce que les éboulements subsistent pour continuer à bénéficier des financements publics. Cette main basse de la mafia est probablement en lien avec l'inculpation pour corruption, abus répétés de pouvoir, fraude, factures gonflées et escroquerie aux dépens de l'État de Marcello Fiori, commissaire extraordinaire de la Protection civile nommé par le premier ministre Silvio Berlusconi pour gérer Pompéi.
La crise économique que subit l'Italie à la fin des années 2000 et le désengagement de l'État consécutif font qu'il ne reste quotidiennement que 6 ouvriers et 25 gardiens peu regardants sur l'immense site dont la restauration est confiée à des entreprises privées incompétentes, ce qui explique l'existence d'éboulements masqués (9 sur 10 ne sont pas déclarés), de fouilles clandestines, de vols d'objets ou de fresques, de chiens errants dont la stérilisation s'est révélée inefficace, etc..

#### Reprise des recherches à partir de 2015

Plan de Pompéi.

À la fin de l'année 2015, dans le cadre du Grand Projet Pompéi, six domus restaurées, parmi lesquelles la fullonica de Stephanus, ont été rouvertes au public. En 2018 et 2019, à l'occasion de la sécurisation du front de fouilles, plusieurs nouveaux édifices ont été mis au jour comme la maison de Léda et le cygne, la maison d'Orion et la maison du Jardin.
En décembre 2018, des archéologues ont découvert des restes de chevaux attelés dans la Villa des Mystères,,.
Dans le cadre du « Projet du Grand Pompéi », avec les travaux de "Messa in sicurezza dei fronti di scavo e mitigazione del rischio idogeologico delle Regiones I, III e IX, IV e V del sito archeologico" plus de 2,5 km d'anciens murs de la ville ont été préservés du risque d'effondrement en traitant les zones non fouillées derrière les façades des rues afin d'augmenter le drainage et de réduire la pression des eaux souterraines et de la terre sur le murs, un problème présent surtout pendant la saison des pluies. Ces fouilles ont repris sur les zones non fouillées de la Regio V. Déjà en novembre 2010, les restes de deux hommes, interprétés comme un homme riche et son esclave, avaient été retrouvés dans une couche de cendres de 2 m d'épaisseur. Ils semblaient avoir échappé à la première éruption, mais ont été tués par une seconde explosion le lendemain. Une étude des os a montré que le plus jeune semblait avoir effectué un travail manuel et était donc probablement un esclave.
En décembre 2020, un thermopolium, auberge où l'on trouvait de la nourriture et des boissons chaudes, a été fouillé dans la Regio V. Outre des fresques aux couleurs vives représentant des exemples des mets proposés, les archéologues ont découvert huit dolia (pots en terre cuite) contenant encore des restes de repas : canard, chèvre, porc, poisson, escargots. Ils ont également trouvé un bol à boire en bronze décoré, du genre connu sous le nom de patère, des flacons de vin, une amphore et des vases en terre cuite utilisés pour cuire des ragoûts et des soupes. Une fresque représente un chien avec un collier et une laisse, rappelant peut-être aux clients de tenir leurs animaux attachés. Le squelette complet d'un petit chien adulte a également été découvert, mesurant seulement de 20 à 25 cm à l'épaule, ce qui témoigne de l'élevage sélectif des chiens à l'époque romaine,,.
En janvier 2021, un « grand char de cérémonie à quatre roues » bien conservé a été découvert dans le portique de la luxueuse villa de Civita Giuliana, au nord de l'enceinte de Pompéi, où une écurie avait déjà été découverte en 2018. Le char est constitué de bronze et de panneaux de bois en noir et rouge, avec, à l'arrière, des médaillons gravés en argent et en bronze. On pense maintenant qu'il s'agit d'un carrosse nuptial élaboré et unique appelé pilentum : ce char a été restauré en 2023 pour être exposé aux thermes de Dioclétien. À proximité, les corps de deux fugitifs ont été retrouvés et moulés à l'aide de plâtre, ainsi que, dans une écurie, les restes de chevaux, dont un encore attelé.
En 2021, une tombe peinte exceptionnelle du Ier siècle apr. J.-C. d'un affranchi nommé Marcus Venerius Secundio, contenant des restes humains momifiés, a été découverte à l'extérieur de la Porta Sarno. Son inscription indique qu'il a obtenu la garde du temple de Vénus et l'adhésion aux Augustales, prêtres du culte impérial. L'homme s'est aussi distingué dans l'organisation de spectacles grecs et latins d'une durée de quatre jours, constituant la première preuve d'événements culturels grecs à Pompéi.

## La ville de Pompéi

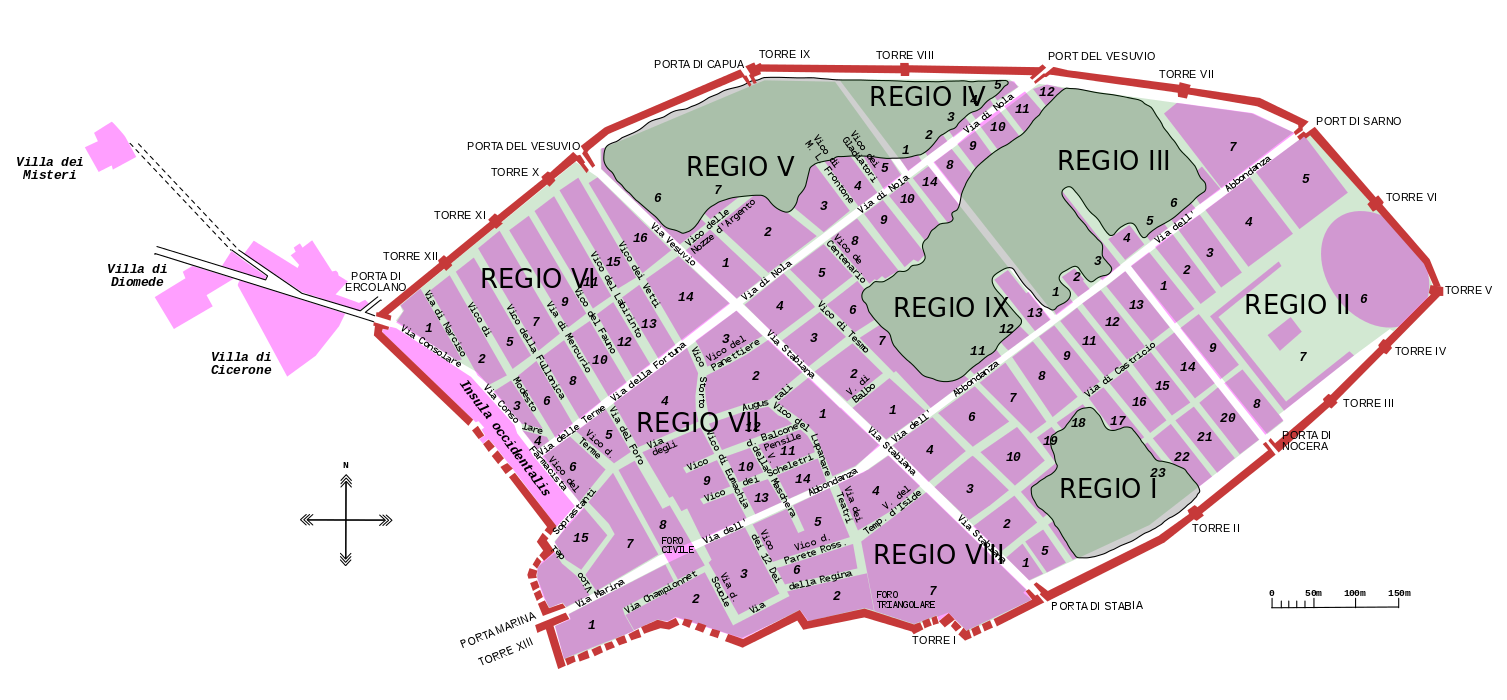
Référence cadastrale de Fiorelli : division de Pompéi en régions.

On doit à Giuseppe Fiorelli la division conventionnelle de la ville en neuf « régions », elles-mêmes divisées en îlots (insulae), à l'intérieur desquels chaque maison ou boutique est affectée d'un numéro, de manière à identifier un édifice en complétant son nom conventionnel le plus connu : par exemple, maison des Amants chastes, IX (région), 12 (îlot), 6 (numéro du bâtiment). Ce système officiel est toujours en usage.
|  |  |
|  |  |

### Fortifications
Pompéi est dotée d'une enceinte de quelque 3 200 m de longueur, qui a connu plusieurs phases de construction. Ce n'est que sous le règne de Murat que l'entièreté du périmètre de ces fortifications fut reconnue (1813-1814).
La première enceinte, construite vers 570 av. J.-C., fut érigée en pierres tendres locales, un tuf volcanique gris-noir appelé pappamonte qui délimitait une aire de 63,5 ha. Sa longueur a fait l'objet de débats. Elle englobait la région VI, mais ne s'étendait certainement pas aussi loin vers l'est qu'actuellement. Elle correspondrait à la période étrusque de Pompéi.
Dans un deuxième temps, à la charnière du VIe et du Ve siècle av. J.-C., on la remplaça par une muraille à double courtine en calcaire, remplie de blocage à l'intérieur, dont la technique fait penser à celle de l'enceinte de Cumes ou de Naples.
Vers 300 av. J.-C. fut bâtie la première enceinte samnite, faite de calcaire du Sarno, en opus quadratum. La ville atteint les dimensions qu'on lui connaît actuellement. Le mur double fait place à une muraille renforcée vers l'intérieur par un agger (talus vers l'intérieur des fortifications) soutenu à sa base par un petit mur. Les portes sont également dotées de fortifications plus sophistiquées.
Un peu plus tard, une deuxième phase samnite voit le renforcement de l'enceinte vers le nord, qui était le secteur le plus vulnérable. Pour cette phase, on emploie du tuf de Nocera. On en revient à une double courtine, la courtine intérieure étant plus élevée, et l'agger est agrandi.
Au cours de la dernière phase, à la fin du IIe siècle av. J.-C., certaines parties sont restaurées en opus incertum et furent bâties douze tours à intervalles irréguliers au nord, à l'est et au sud. Elles sont numérotées dans le sens inverse des aiguilles d'une montre depuis le sud jusqu'à la porte d'Herculanum, et comportaient trois étages percés de meurtrières étroites aux étages inférieurs et d'ouvertures plus larges au troisième pour permettre l'emploi d'armes de jet. Ces tours étaient munies d'un revêtement en stuc, dont il subsiste des parties.
L'enceinte est percée de huit portes : la Porte marine, la Porte de Stabies, la Porte de Nocera, la Porte du Sarno, la Porte de Nola, la Porte de Capoue, la Porte du Vésuve et la Porte d'Herculanum. Ces noms modernes sont liés aux différents endroits vers lesquels elles mènent. Dans l'Antiquité, elles portaient des noms différents : la porte d'Herculanum s'appelait Porta Saliniensis ou Porta Salis, c'est-à-dire la Porte du Sel, parce qu'elle menait aux salines voisines.

### Rues

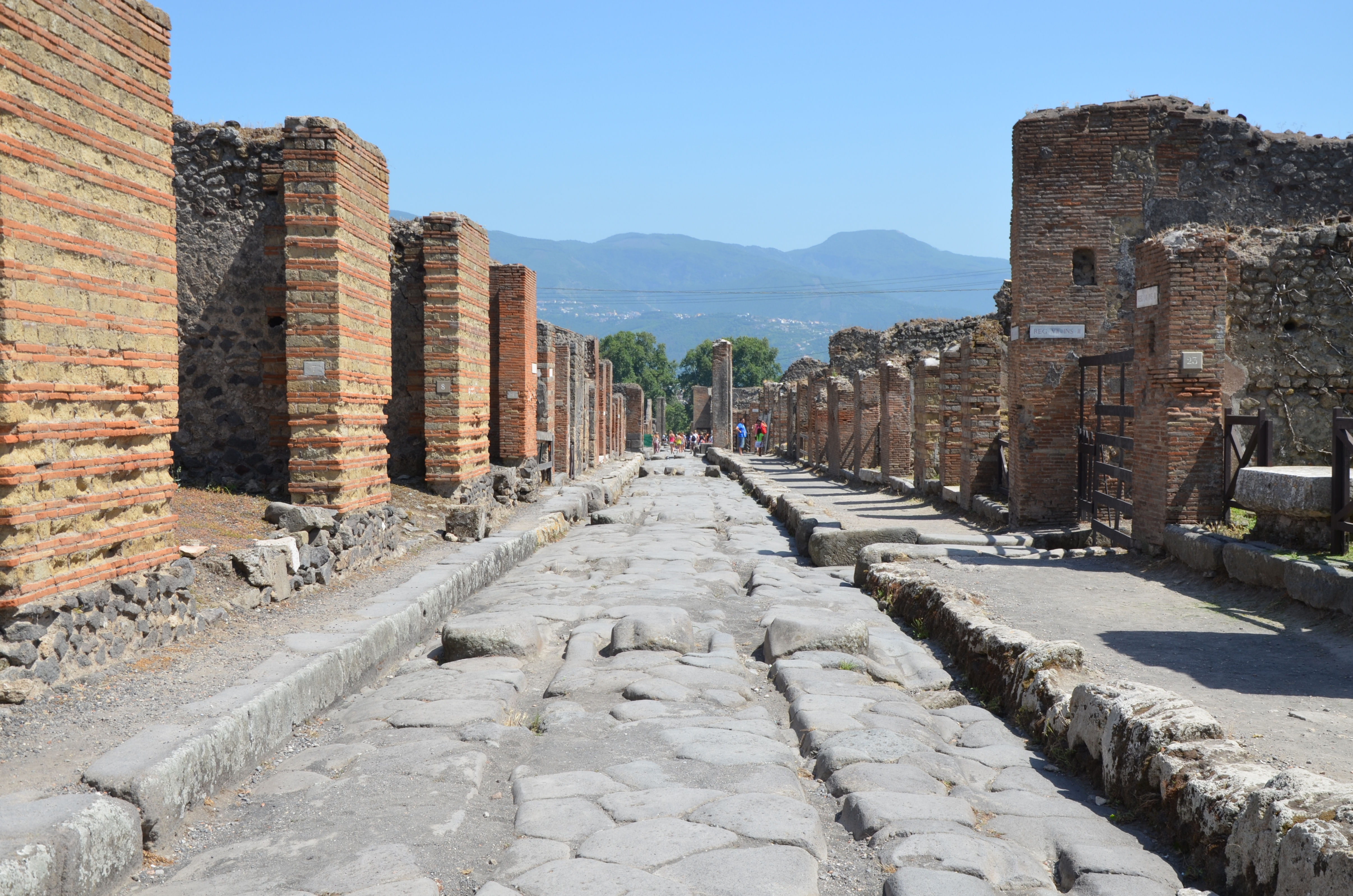
Les ornières laissées par les roues des attelages dans une voie pavée de Pompéi, donnent une idée du trafic (leur charge étant limitée par le Code théodosien) et indiquent un gabarit des véhicules relativement normalisé. Des bornes (gomphi) le long des rebords des trottoirs (umbones) permettent de monter ou descendre du véhicule ou de la monture. Des passages piétons permettent de traverser la rue à pied sec. Des entailles en biseau sur les bordures droites aux intersections, signalent des virages trop serrés issus d'une circulation à droite quand le trafic se fait à double sens.

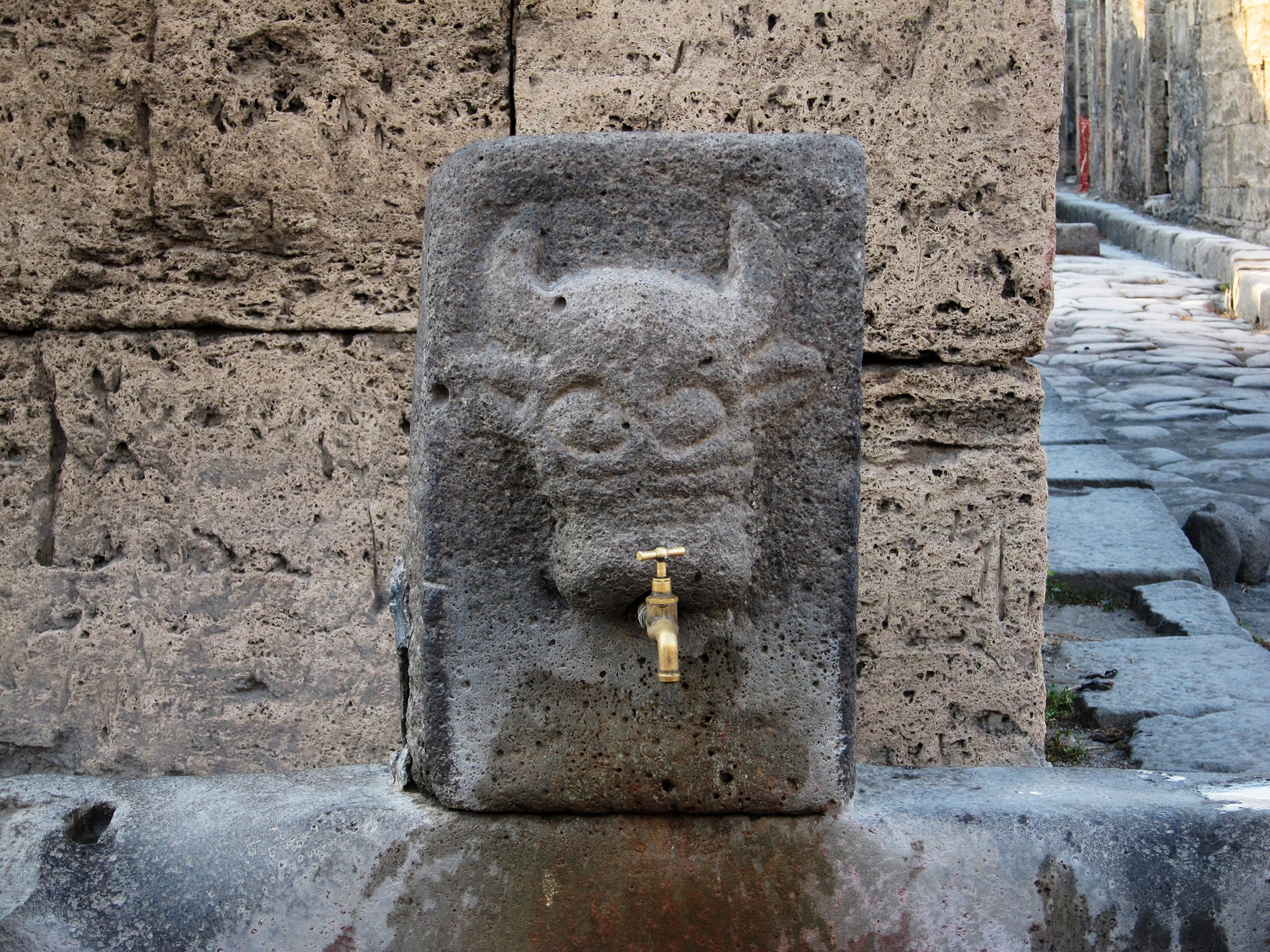
Fontaine publique.

Pompéi est divisée par un réseau de rues qui a évolué au fil des siècles. Le tracé des rues a évolué avec les différentes populations qui se sont succédé. Le noyau osque de la ville possède un tracé tortueux qui tranche avec l'urbanisme rectiligne des Grecs et des Samnites. Le cardo (du nord au sud) primitif de la ville est matérialisé par la rue de Mercure. Le decumanus (est en ouest) le plus ancien est composé de la rue de la Mer et une partie de la voie de l'Abondance. Ces axes primitifs sont modifiés : les decumani sont matérialisés en 79 par l'axe allant de la Porte Marine à la Porte du Sarno (voie de l'Abondance) et par la rue de Nola pour le deuxième decumanus. Le cardo principal relie la Porte du Vésuve à la Porte de Stabies.
Le réseau des rues assure des communications rapides entre les forums périphériques (Forum Civil et Forum Triangulaire) et l'amphithéâtre. Aux croisements des grandes voies, les artères s'élargissent pour faciliter la circulation de ceux qui fréquentaient les thermes implantés aux carrefours. Deux types de circulations occupaient les rues : les véhicules et les piétons. La chaussée destinée aux véhicules était pavée de blocs polygonaux de trachyte verte ou de basalte. Les trottoirs étaient réalisés en béton ou en terre battue pour les tronçons datant de 80 à 44 av. J.-C. On passait d'un trottoir à l'autre grâce à de grosses pierres aux bords arrondis qui permettaient de traverser la rue quand celle-ci était inondée par la pluie ou le trop plein des fontaines publiques. L'entretien des rues incombait aux édiles et celui des trottoirs aux propriétaires des maisons d'où la diversité des matériaux des trottoirs.

#### Noms de rue
Les noms antiques des rues de Pompéi nous restent inconnus dans leur majorité. Une inscription osque près de la porte de Stabies a livré quelques noms : via Pompeiana, via Decuviaris, via Iovia, mais il s'agit fort probablement d'artères à l'extérieur de la ville. Une autre inscription osque mentionne une « viu Mefiu » qui serait la rue située entre la rue de l'Abondance et la rue de Nola. Il est possible que seules les artères principales aient porté un nom et que les autres aient été affectées d'un numéro, comme semble l'indiquer une rue où l'on a retrouvé un graffiti « Via III ». Les appellations actuelles des rues sont des noms conventionnels que les archéologues leur ont donnés pour l'une ou l'autre raison, des plus importantes, comme la rue de l'Abondance, qui doit son nom à la sculpture d'une corne d'abondance, aux plus humbles, comme la ruelle des Squelettes, qui doit son nom à la découverte des squelettes de quatre personnes.

##### Rue de l'Abondance

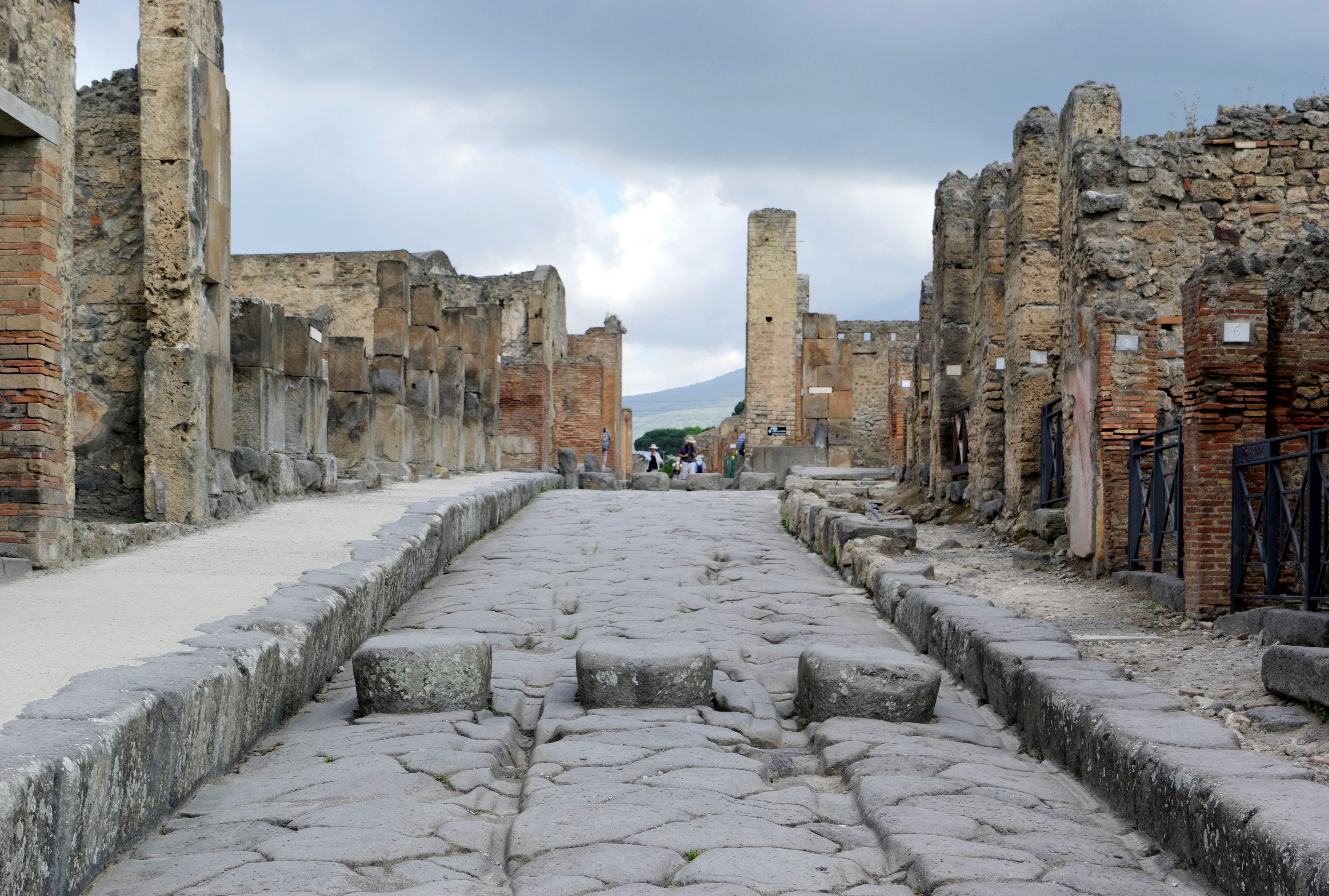
Rue avec un passage piéton surélevé.

La voie de l'Abondance constitue le decumanus maximus (principal) de Pompéi. Elle va de la rue de Stabies au Forum Civil puis de la rue de la Mer à la porte Marine pour son tracé le plus ancien. Elle relie les noyaux les plus importants de la ville : le Forum, les thermes de Stabies, l'amphithéâtre et la Grande Palestre. Dans sa plus grande largeur, elle fait 8,50 m.
La voie de l'Abondance crée un carrefour avec la rue de Stabies : le carrefour d'Holconius. Une statue de Marcus Holconius Rufus (de) couronnée de laurier avait été placée à côté de l'un des quatre piliers de l'Arc de triomphe à quatre faces qui couronnait le carrefour. Sur un angle de ce même carrefour, une fontaine avec un bassin décoré d'un bloc sculpté représentant la Concorde tenant une corne d'abondance a donné son nom à la rue.
La voie de l'Abondance est divisée en trois tronçons. Le premier va de la Porte du Sarno et monte en pente légère jusqu'au carrefour de la rue de Stabies. Ce tronçon date du IIIe – IIe siècle av. J.-C. Il fait 4 m de large et est pavé de blocs de basalte marqués par de profonds sillons. Les trottoirs sont faits de lave ou de tuf gris de Nocera et sont hauts de 60 cm. De nombreux blocs de bords de trottoirs proches des thermopolia présentent des trous sur leurs rebords pour y attacher la bride des chevaux. Le deuxième tronçon va du carrefour de Stabies à la voie des Théâtres. Il est totalement fermé à la circulation et possède un dénivelé de 80 cm de haut comblée par des marches d'escalier. Cette dénivellation permet d'évacuer l'eau venant du Forum dans un égout en direction du sud, au-delà des limites de la ville. Le troisième tronçon date du VIe siècle av. J.-C. et va jusqu'au Forum. Il est plus bas que le Forum et un escalier monumental en tuf gris était nécessaire pour atteindre la place. Un effet monumental était donné par le propylée à colonnes et fronton ainsi qu'avec les façades en gros blocs de tuf composées de pilastres et corniches des maisons. Le pavage a été remplacé dans les dernières années 70.
Il faut imaginer cette rue comme la plus représentative de la Pompéi romaine. Le grouillement des clients, commerçants, paysans, habitants avec les boutiques aux marchandises variées, ateliers, thermopolii et maisons en font la rue la plus vivante de la cité.

#### Programmata

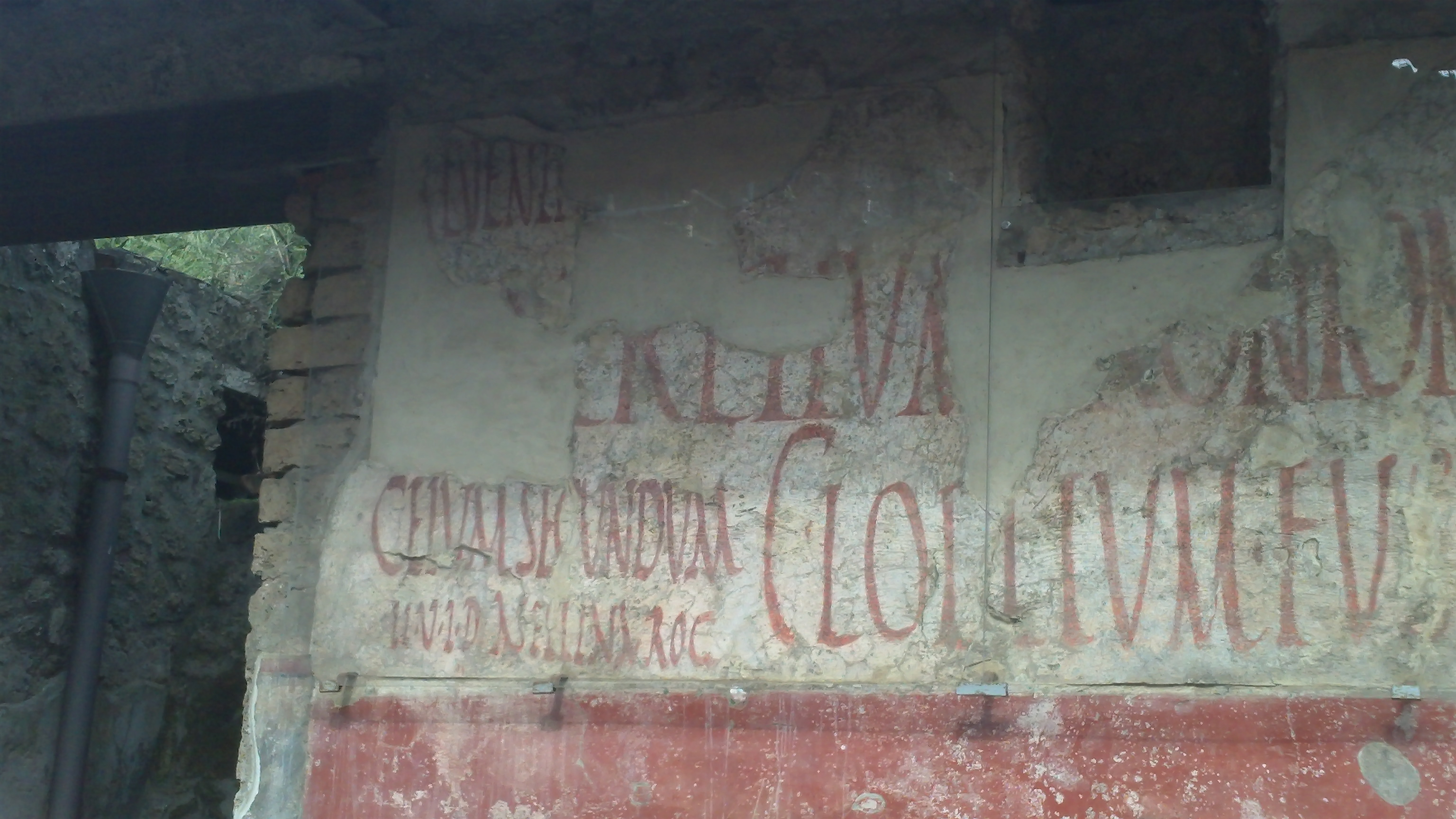
« Affiche électorale » peinte en lettres rouges sur le mur blanchi à la chaux d'une maison. Les femmes ne votaient pas mais certaines soutenaient des candidats (thermopolium d'Asellina).

Peintes sur les façades des bâtiments (maisons, boutiques, édifices publics), plusieurs centaines de programmata ont été retrouvées dans les rues de Pompéi. Ressemblant à des affiches électorales, ces programmes consistent plutôt en de brèves déclarations des commerçants, voire de simples particuliers, en soutien en faveur des candidats à l'édilité ou au duovirat. Ces rogatores (partisans ou sympathisants) embauchent des scriptores (littéralement peintres en signes) qui sont spécialisés dans cette activité. Il n'est pas rare qu'une « affiche » recouvre celle d'une campagne électorale précédente, ce qui témoigne de la vitalité politique urbaine romaine, la fin de la République (en) ayant pu stimuler l'intérêt des citoyens pour les élections locales,.

## Édifices publics

### Forum civil

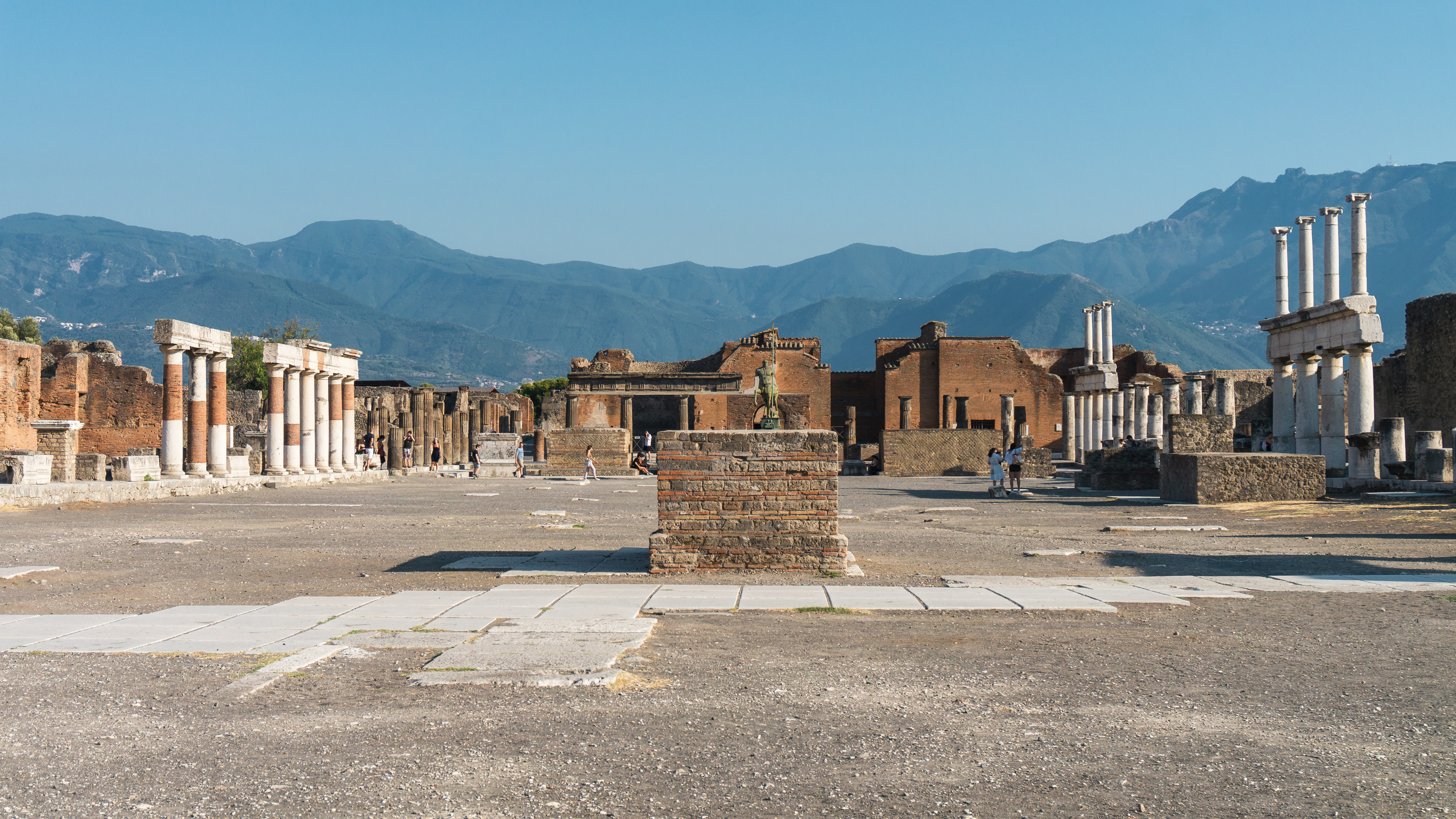
Le forum

Le forum était le centre de la ville, centre religieux (où s'élevaient les principaux temples comme celui de Jupiter, père de tous les dieux, d'Apollon et des Lares) et centre politique, dans la mesure où c'était là que s'exerçait la justice, et que les institutions publiques municipales avaient leur siège. Enfin, c'était aussi le centre économique de la cité, l'endroit où s'effectuaient les tractations et les échanges commerciaux. Les entrepôts de denrées alimentaires et, parfois, le siège des catégories de métiers les plus représentatifs y trouvaient également place. On a retrouvé dans la villa de Julia Felix une frise connue sous le nom de « Scènes de la vie du Forum », qui donne une bonne idée de l'animation de l'endroit et de la variété des activités qui s'y exerçaient : marchands ambulants, une dame faisant l'aumône à un mendiant, deux hommes rendant probablement la justice… Une des scènes les plus frappantes est une classe en plein air, dont les élèves détournent les yeux tandis que l'un d'eux, les fesses dénudées, reçoit une correction.
Le forum était un vaste domaine situé en un point central. Celui de Pompéi, qui compte une vaste aire rectangulaire dont le périmètre mesurait plus de 400 mètres (38 m sur 142 m), se trouve dans le quartier sud-ouest ; il est donc excentré par rapport au centre habité. Le choix de cette zone fut déterminé par des raisons contingentes comme la nécessité de trouver un terrain suffisamment grand et plat, chose particulièrement difficile à Pompéi en raison de son emplacement sur un étagement lavique fortement incliné vers la mer.

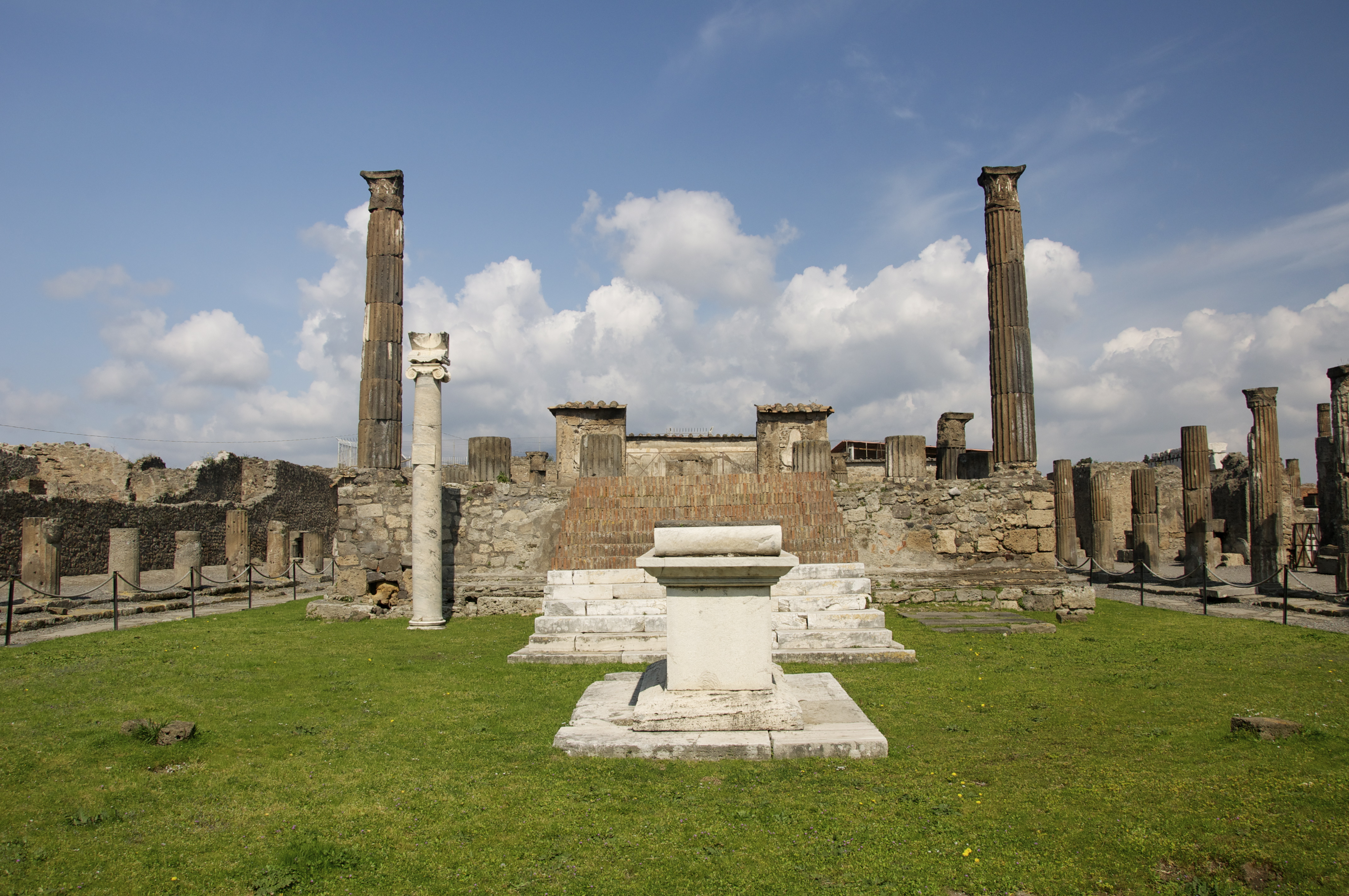
Vue des ruines du temple d'Apollon.

Le forum municipal se développa à une époque plus tardive que le forum triangulaire (cf. infra), plus ancien et plus central, bien que des édifices remontant à l'époque samnite, tel le Temple d'Apollon, ne manquent pas. La construction du forum municipal fut décidée à la suite de mutations socio-économiques, d'un accroissement démographique et d'une expansion urbaine incessante qui entraînèrent de nouvelles nécessités, dont celle d'un nouvel espace public répondant davantage aux exigences de la population et à l'importance même de la ville. C'est ainsi que fut choisie cette zone qui, jusqu'au IIe siècle av. J.-C., avait été destinée au marché. Le forum de Pompéi est donc situé au carrefour des principales rues de la ville et, en particulier, de celle de l'Abondance qui constituait le centre le plus important de cette cité romaine si prospère. Les vestiges de cet important centre d'agrégation sociale ne nous révèlent qu'en partie seulement sa grandeur et sa beauté passées.
L'image que le forum donnait autrefois de lui était à coup sûr plus grandiose et monumentale : il suffit de penser que cet endroit était parcouru sur ses trois côtés par une longue et élégante colonnade surmontée à son tour par une vaste galerie. Entre les colonnes étaient placées des statues de personnages illustres, ainsi que la tribune destinée à accueillir les orateurs.
Sur le fond se dressait le grand escalier menant au Temple de Jupiter qui fermait la place d'une manière très scénographique. Ce temple était l'équivalent local du temple de Jupiter capitolin, protecteur de Rome.
En parcourant le côté ouest du portique et en longeant le temple d'Apollollon, on voit, dans une niche creusée dans le mur extérieur du temple, la mensa ponderaria destinée au contrôle des poids et mesures. Du même côté du portique est situé un entrepôt de céréales (horreum).

#### Comitium
Le comitium se situe dans l'angle sud-est du forum. Ce bâtiment était réservé aux élections des magistrats de la ville (édiles et duumvirs). Il a une forme presque carrée de 21,20 m de long sur 17,20 m de large et ne possédait pas de toit. Il a subi deux phases d'aménagement. La première phase se situe à la fin du IIe siècle av. J.-C. Il possédait cinq entrées aménagées dans le mur nord et cinq autres portes dans le mur ouest. Lors des élections, les citoyens entraient par les entrées donnant sur le forum et sortaient par les portes donnant sur la voie de l'Abondance. La deuxième phase se situe en 62, après le tremblement de terre. Trois entrées du mur ouest et quatre du mur nord sont condamnées par un mur en opus incertum. Ceci fut réalisé à cause de l'instabilité du bâtiment. Les parois est et sud étaient revêtues de marbre et de stucs polychromes. Dans la paroi est, quatre niches ont été aménagées pour abriter des statues honorifiques. Le sol était dallé de marbre dont il ne reste que quelques fragments aux pieds des murs. Un escalier permettait d'accéder à une tribune adossée à la paroi sud où siégeait le plus haut magistrat de la ville. Le Comitium, en cours de réfection, n'était donc pas en fonction au moment de l'éruption de 79.

#### Édifice d'Eumachia

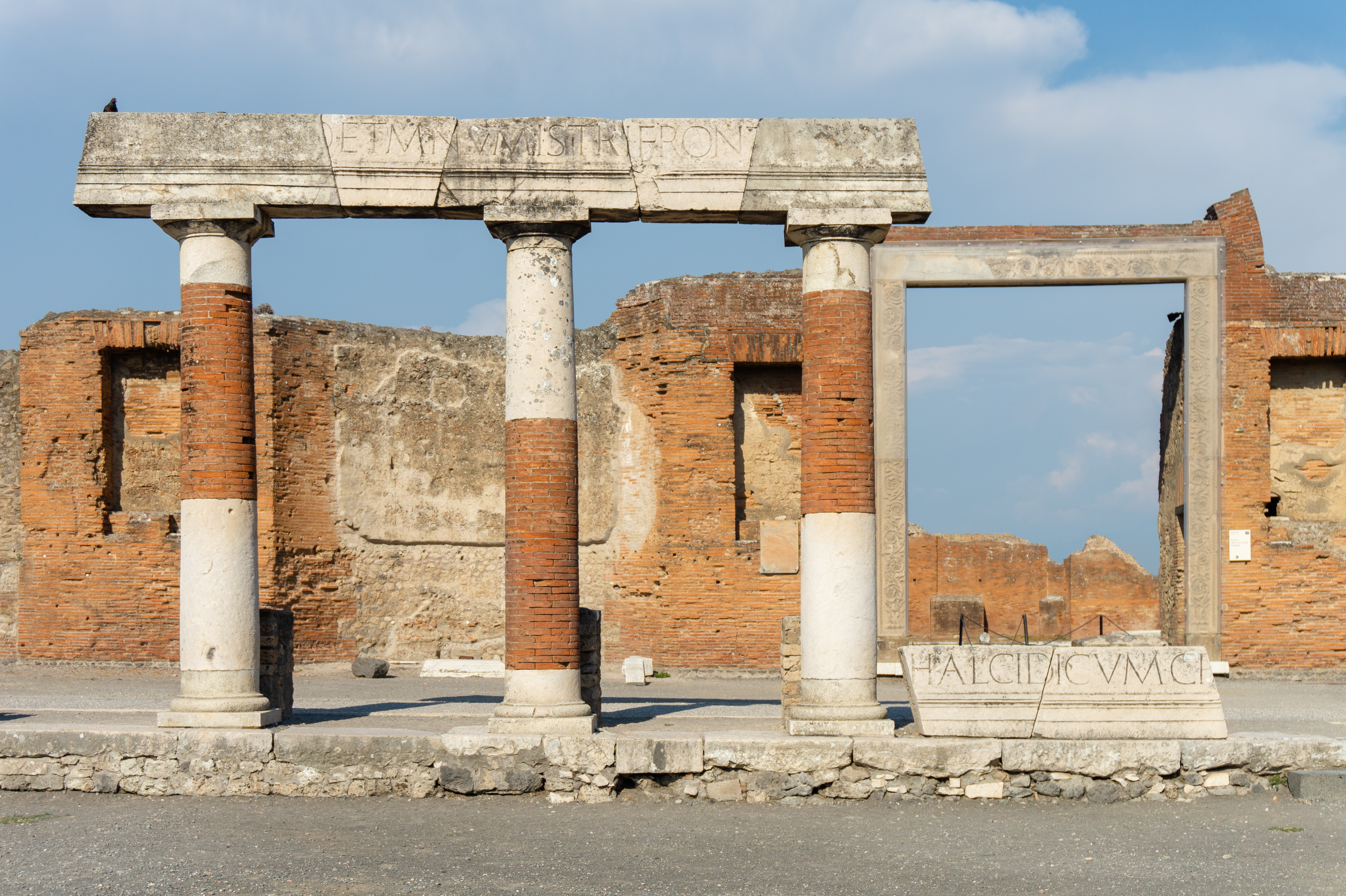
L'édifice d'Eumachia.

L'édifice d'Eumachia (it) est situé sur le côté est du forum, entre le temple de Vespasien (it) et le Comitium. Cet édifice fut fouillé de 1819 à 1821. Il fut édifié dans les dernières années du Ier siècle av. J.-C., sur une terrasse artificielle aménagée entre le forum, la voie de l'Abondance et une petite voie passant derrière l'édifice. Il est donc antérieur au forum sur lequel il n'est d'ailleurs pas aligné, mais légèrement de biais. Lors des fouilles, on découvrit deux squelettes : l'un coiffé d'un casque et l'autre écrasé par la chute d'une colonne. On connaît le nom d'Eumachia grâce à une longue inscription sur l'architrave du portique donnant sur le forum. Cette même inscription est répétée sur l'entrée à l'angle sud-est de l'édifice donnant sur la voie de l'Abondance. Traduite, elle donne ceci : « Eumachia, fille de Lucius, prêtresse publique (de Vénus) a fait construire à ses frais en son nom et au nom de son fils Marcus Numistrius Fronto le chalcidicum, le cryptoportique et le portique, et les a dédié à la Piété et à la Concorde Auguste. ». La famille pompéienne des Eumachii était composée de propriétaires de vignobles et d'industries de la brique.
En prenant l'entrée du forum, on pénètre dans un espace appelé chalcidicum et qui sert de vestibule. Il s'agit d'un espace entre la colonnade du forum et la façade de l'édifice. Il fait 39,50 m de long sur 12,30 m de large. Ce vestibule possède des accès latéraux qui pouvaient être fermés par une grille, obligeant les gens à entrer par le forum. Le toit était en bâtière, déversant l'eau de pluie à l'ouest sur le forum et à l'est dans l'édifice. Le sol est pavé de marbre blanc et des piédestaux étaient adossés aux colonnes.
La façade se situe au fond du chalcidicum et son entrée est revêtue d'une frise sculptée sur les piédroits et le linteau. Des rinceaux d'acanthes avec des animaux s'y cachant sont sculptés dans le marbre. Ce type de sculpture rappelle le relief sculpté de l'Ara Pacis à Rome. Après le tremblement de terre de 62, les plaques de marbre ont été retirées et stockées dans les petits locaux derrière la façade. La façade fut revêtue de briques en attendant une restauration. Deux exèdres à absides flanquées de niches rectangulaires rythment la façade. Les niches rectangulaires portent à leur base des elogia de Romulus et Énée dont les statues étaient présentes. Il s'agit d'un programme iconographique comparable à celui du Forum d'Auguste à Rome. Deux exèdres rectangulaires sont situées aux extrémités de la façade. On y accédait par quelques marches. Il s'agirait des tribunes destinées à la vente à la criée de la laine si l'on accepte l'hypothèse d'une bourse à la laine. Une tribune réservée à la déclamation des elogia lors des fêtes impériales est aussi possible. Deux pièces de service sont situées derrière la façade. Celle au nord sert de loge au gardien et celle du sud abrite un grand récipient en terre cuite encastré dans une plateforme pour recevoir les urines (voir infra, la fullonica de Stephanus).
Une fois passée la façade, on pénètre dans une cour intérieure ceinte par un portique à colonnes corinthiennes en marbre sur un possible double ordre de colonnes. Cette cour est pavée de marbre, longue de 37,70 m et large de 19,16 m. Le long du portique est, s'aligne une série de piédestaux en marbre blanc ainsi que des pierres légèrement creusées. Une citerne se situe au centre du portique ouest, côté cour, fermée par une dalle possédant encore son anneau. Le portique est large de 4 m. Son mur était revêtu d'un soubassement de marbre africain mouluré d'arabesques. Ce décor a totalement disparu actuellement, mais reste décrit dans des livres de l'époque. Dans l'axe de l'entrée, entre deux massifs de blocage portant des bassins, on trouve une abside. Cette dernière est soutenue par deux piliers carrés et peinte en vert et rouge. Deux colonnes surmontées d'un tympan précédait cette abside. Une statue de la Concorde fut découverte dans cette abside, mais la tête manquait. Elle portait encore des traces de dorure et de peinture rouge. Deux petits jardins avec deux niches semi-circulaires flanquaient les extrémités.
On pénètre dans le cryptoportique par deux portes du côté de la façade ouest. Il s'agit d'une galerie couverte avec des baies donnant sur le portique. Les murs étaient décorés de panneaux peints alternativement jaune et rouge avec de petits sujets au milieu. Le soubassement était peint en noir avec un décor de fleurs rouges et jaunes et de plantes. Au centre de la galerie est, une niche carrée peinte en vert et rouge à soubassement noir abrite une statue d'Eumachia consacrée par les foulons avec un piédestal portant une inscription : Eumachia L[uci] f(iliae) sacerd(oti) publ(icae) fullones ou « Les foulons ont dédié (cette statue) à Eumachia, fille de Licius, prêtresse publique ». Cette statue fut découverte le 2 mars 1820 et elle portait encore des traces de couleur rouge et verte.
Dans l'angle sud-est, un corridor, orné de peintures à panneaux noirs séparés par des pilastres rouges aujourd'hui disparues, menait par un escalier sur une porte de 2,15 m sur la voie de l'Abondance, juste devant la fontaine du même nom. Le fait que celle-ci soit décorée par une figure tenant une corne d'abondance rappelle la statue de la Concorde de l'édifice d'Eumachia et constitue un parallèle intéressant. Une loge flanque cette entrée à droite du couloir. On y trouva une bouilloire en bronze et des murs peints. La façade était décorée de pilastres avec des frontons rectangulaires alternant avec des frontons à lunette. L'inscription mentionnée plus haut était gravée sur l'entablement.
Toute l'iconographie que l'on retrouve dans l'édifice d'Eumachia est inspirée par la politique augustéenne. Celle-ci devait tenir lieu de propagande électorale.

#### Basilique

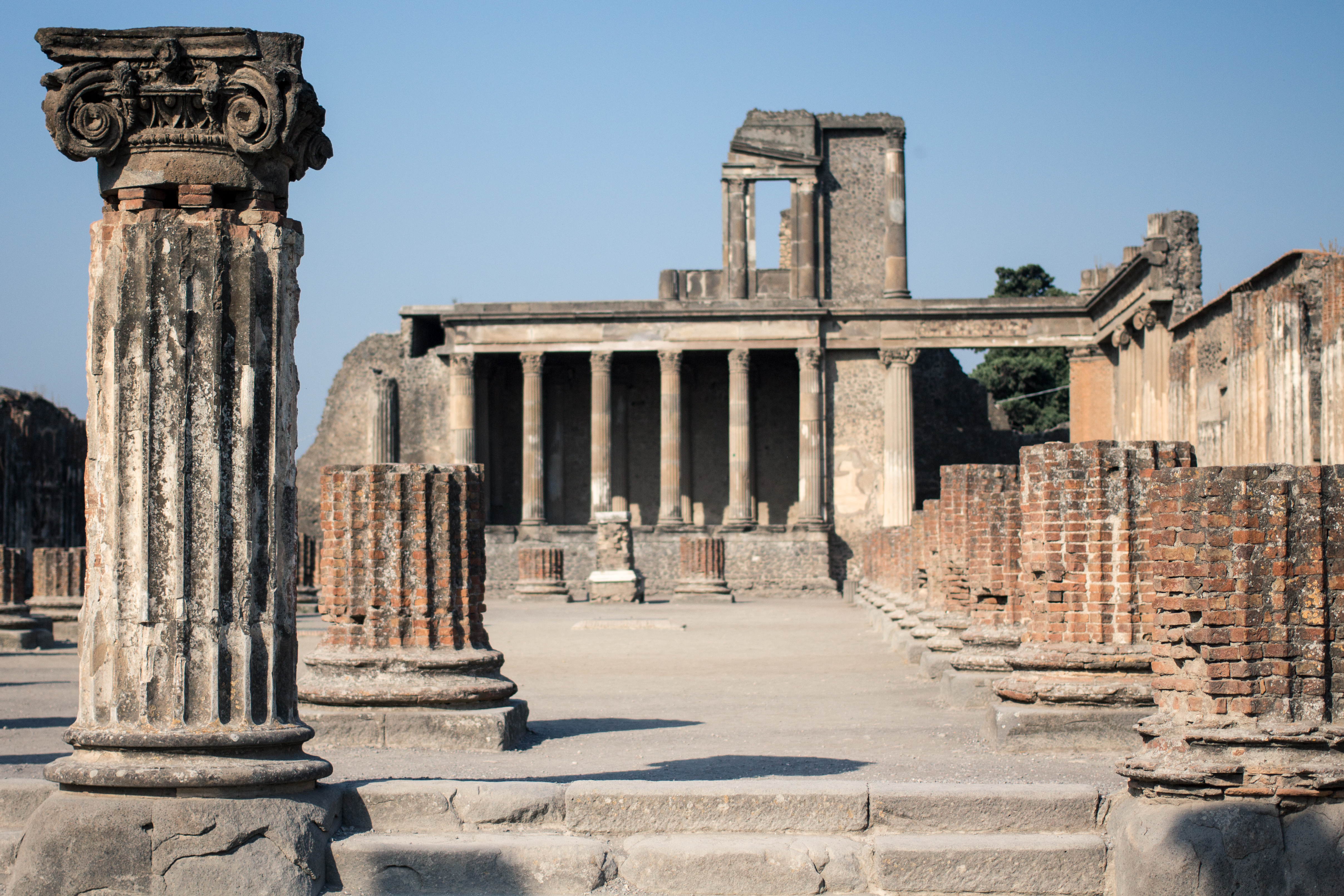
Vue de la basilique.

La basilique occupe l'angle ouest du forum. Elle fut identifiée comme telle grâce à des graffitis visibles sur le plâtre des murs. L'édifice, de 66 m sur 27 m, date de la deuxième moitié du IIe siècle av. J.-C. comme l'indiquent des marques de fabrique en osque sur les tuiles mentionnant Numérius Popidius, un magistrat samnite. La basilique abrite les duumvirs présidant à la justice. Les gens s'y retrouvaient également pendant la saison froide pour des réunions d'affaires sur les problèmes légaux et économiques qui se traitaient également sur le Forum.
L'entrée principale se situe sur le côté est donnant sur le forum, précédée d'un chalcidicum ou vestibule. Cinq baies sont délimitées par des piliers en gros blocs de tuf gris. On accédait à la salle principale par un escalier de quatre marches en basalte et cinq portes, les trois centrales étaient flanquées de quatre colonnes ioniques, tandis que les deux latérales étaient délimitées par des pilastres. Une entrée se trouve aussi sur chacun des côtés nord et sud. Ces entrées latérales sont creusées dans un mur de briques reliées aux deux colonnes d'angle et aux murs latéraux de la basilique.
L'intérieur est divisé en trois nefs par vingt-huit grandes colonnes corinthiennes faites de briques recouvertes de stuc. Vingt-quatre demi-colonnes ioniques étaient appuyées contre les murs latéraux. Elles étaient elles-mêmes surmontées de demi-colonnes corinthiennes. Les murs portaient un décor du premier style en stuc, dont il subsiste des fragments. Un étage devait exister, mais on en sait peu de choses. Plusieurs hypothèses ont été avancées pour la couverture de la basilique. La plus répandue est celle d'une nef centrale découverte, seules les nefs latérales possédaient un toit. Maintenant, on suppose plus volontiers un toit en bâtière recouvrant l'ensemble reposant sur une ferme unique à tuile avec des antéfixes à palmettes.
Au fond de la basilique, face à l'entrée principale, se dresse une estrade de 2 m de haut identifiée comme le Tribunal, lieu où siégeaient les juges. Quatre colonnes corinthiennes étaient placées entre deux colonnes d'angle. Au fond du tribunal, six demi-colonnes divisent la paroi.
Outre ces aménagements, d'autres pièces plus discrètes aidaient au bon fonctionnement de la basilique. À l'est de la basilique, un avant-corps à deux étages abrite une pièce souterraine à laquelle on accédait par deux escaliers encadrant l'avant-corps. Il peut s'agir du lieu de dépôt des archives. Le tribunal est également flanqué de deux pièces carrées s'ouvrant sur deux colonnes d'antes. Ces pièces abritaient sans doute des officines liées aux activités de la basilique.
À l'extérieur de l'édifice, dans l'angle sud-est, une petite pièce rectangulaire possède un pavement surélevé par rapport à celui de la basilique. Cette pièce est accessible depuis le chalcidicum sans doute par un escalier en bois. Un puits de plus de 21 m de fonds occupe la partie Ouest. La partie Est possède un réservoir se remplissant de l'eau du puits grâce à une roue hydraulique. On ignore à quoi servait exactement cette pièce. Peut-être alimentait-elle une fontaine à l'intérieur de la basilique, qui fut démantelée après le tremblement de terre de 62. Le puits était obstrué, sans doute a-t-il été abandonné avec l'arrivée de l'aqueduc d'Agrippa qui amena les eaux du Serino.

#### Macellum

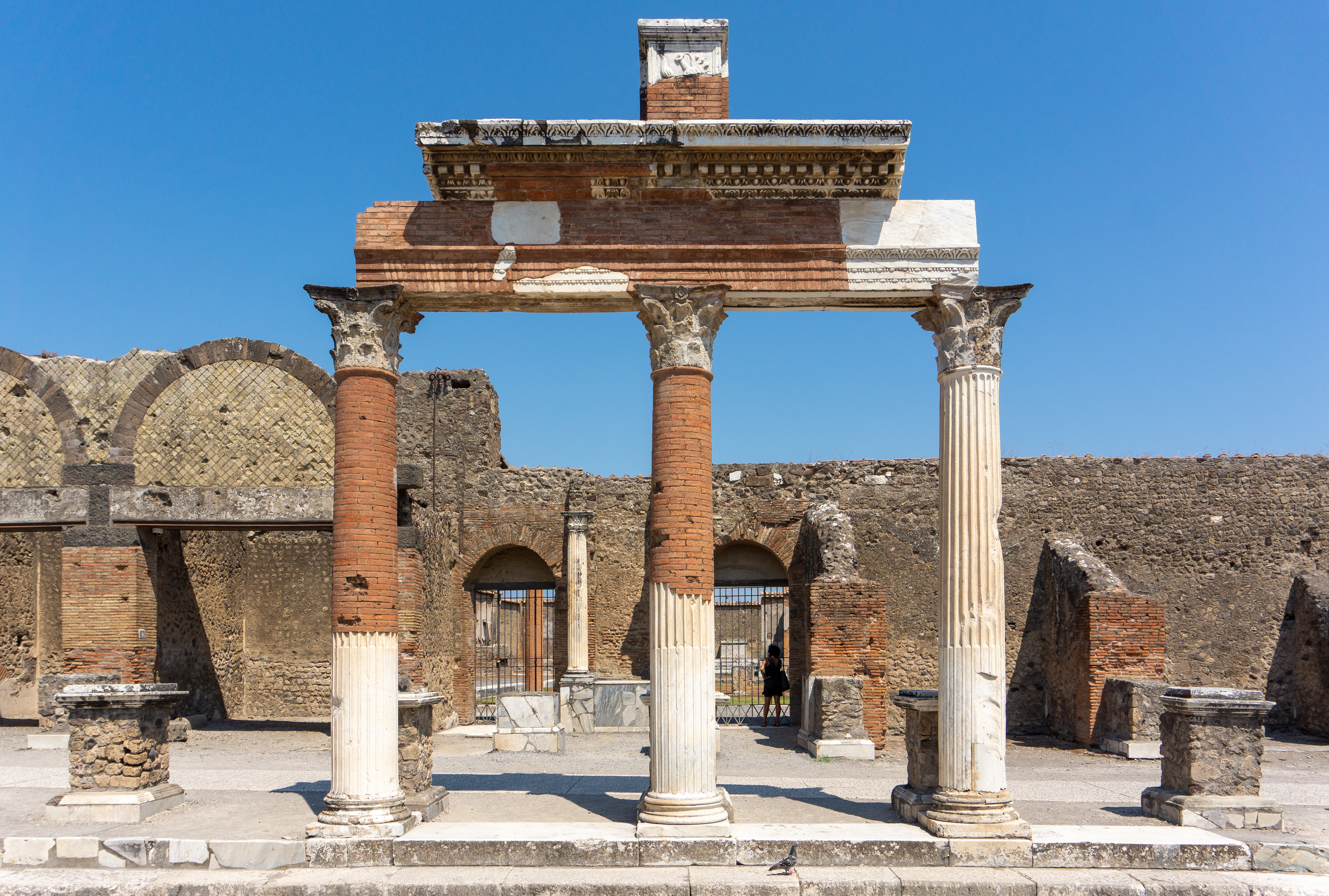
Le Macellum

Le Macellum est situé dans l'angle nord-est du forum. C'était le marché où la population se procurait le poisson et la viande. Il se situe sur le forum à cause d'une double nécessité : avoir un centre d'approvisionnement en ville et l'avoir en marge du forum pour ne pas gêner les activités de ce dernier. Sa construction date de la deuxième moitié du IIe siècle av. J.-C. Il possédait à ce moment une cour plus grande, une façade plus avancée et une décoration du Ier style. Il avait également une vaste proéminence vers l'ouest avant d'être réorganisé. Le plan actuel correspond à un remaniement de l'époque julio-claudienne. Il s'écroule complètement lors du tremblement de terre de 62. Il est reconstruit et décoré avec des fresques du IVe style composées de petits tableaux avec des scènes mythologiques et des natures mortes. En 79, sa reconstruction n'est toujours pas achevée. Entre 62 et 79, le bâtiment n'est pas en fonction.

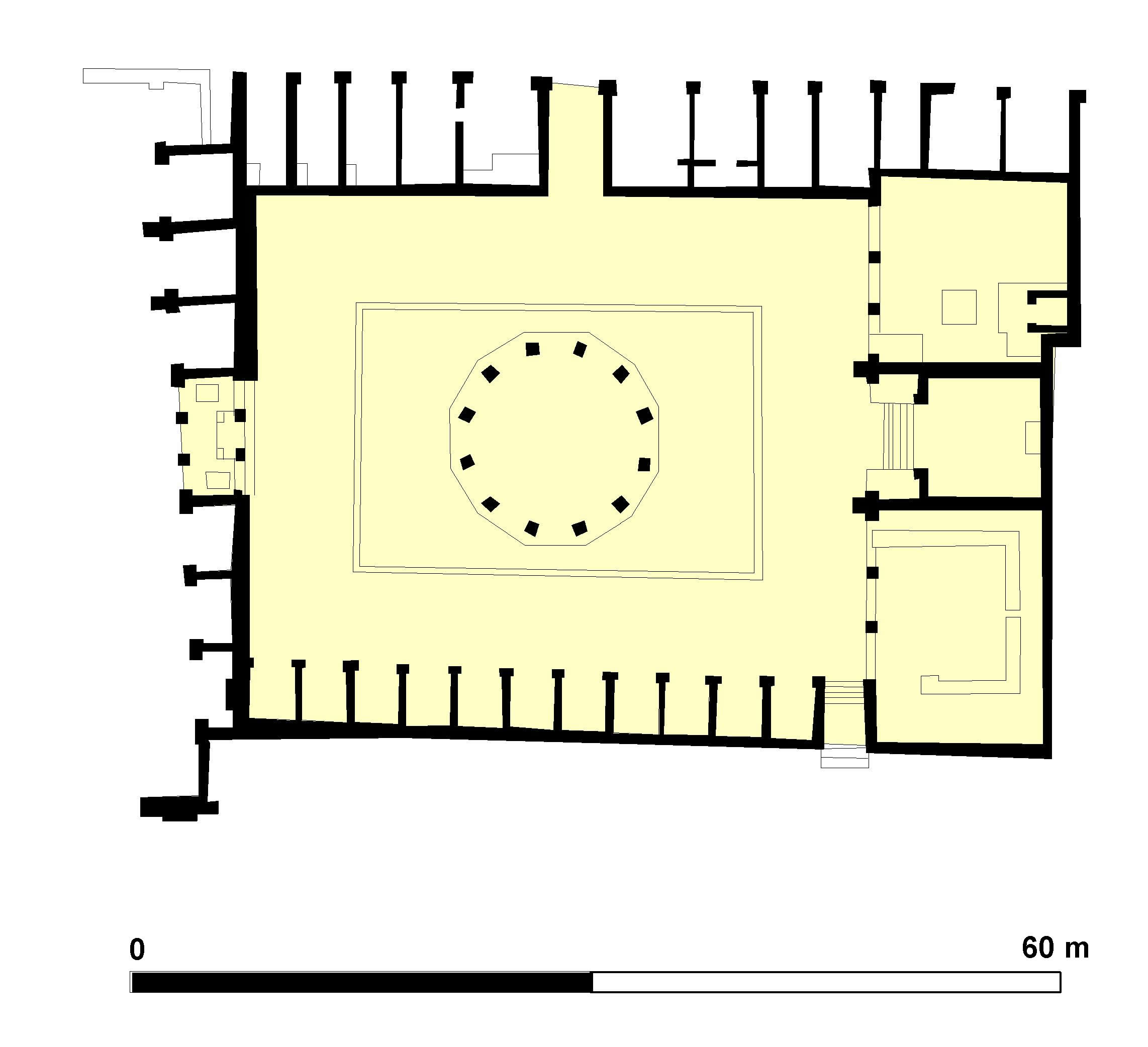
Plan du Macellum.

La façade principale du Macellum donne sur le forum. Le bâtiment n'est pas dans l'axe de ce dernier. Pour y remédier, les boutiques qui occupent la façade sont de moins en moins profondes en allant du nord au sud. Le portique du forum masque la façade et crée avec celle-ci un chalcidicum ou vestibule. On suppose que les boutiques de cette façade devaient être des bureaux de change (tabernae argentariae). La façade monumentale est aménagée avec deux piédestaux recouverts de marbre. Ils supportaient deux statues ou deux colonnes sur lesquelles reposait une architrave s'appuyant sur les murs latéraux. Dans l'entrée, une niche était cantonnée par deux colonnes corinthiennes en marbre. L'entrée se trouvait donc limitée en deux accès de modeste dimension sur les côtés de cet édicule.
Il existe deux autres entrées pour le Macellum. Une entrée se trouve sur le côté nord avec à côté une niche où étaient peints des serpents propitiatoires. Une entrée au sud-est donne sur la voie des Balcons Suspendus.

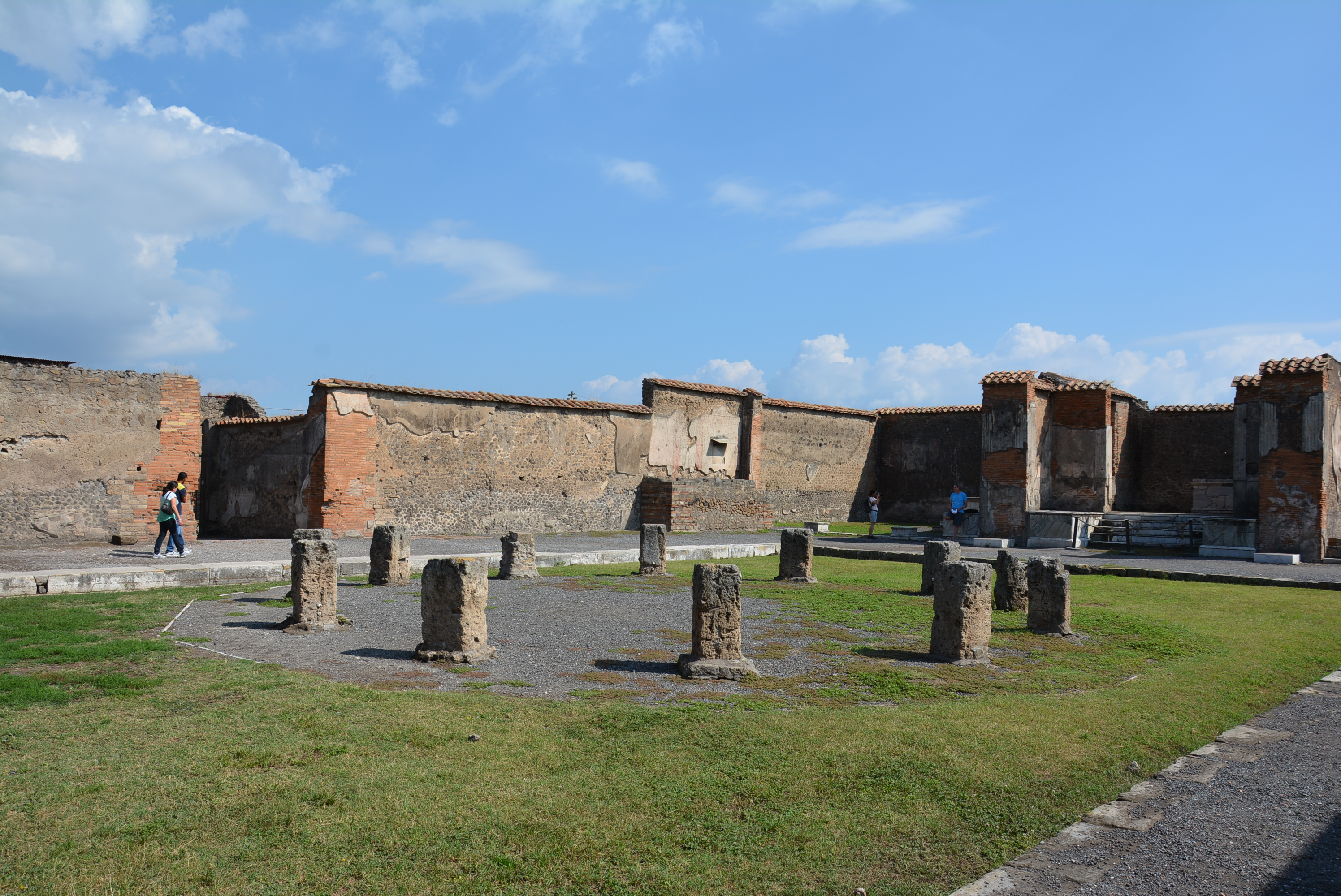
Cour du Macellum

À l'intérieur de l'édifice s'ouvre une grande cour. Elle est entourée d'un portique sur quatre côtés. Le côté sud possède onze boutiques ouvertes sur cette cour et possédant un étage. Les boutiques des côtés ouest et nord du Macellum ouvrent sur l'extérieur et sont isolées de ce dernier. Au centre de la cour, douze bases de colonnes sont placées en dodécagone. Ces colonnes portaient un toit conique. Une tholos occupait ainsi le centre de la cour. Elle abritait un comptoir destiné à la préparation du poisson. Une fontaine en occupait le centre et permettait de toujours avoir de l'eau à disposition pour nettoyer les poissons. Le pavement de cette tholos était fait de galets cernés d'un listel en marbre qui guidait l'eau sale vers un conduit sous-jacent. Des arêtes et des écailles ont été retrouvées en masse dans ce conduit.
La partie est du bâtiment est partagée en trois pièces. La pièce centrale est en fait un sacellum, une sorte de temple. Il se situe dans l'axe de la tholos et de l'entrée donnant sur le forum. Il possède une façade avec un escalier flanqué de deux podiums. La pièce abrite un édicule dont seule la base a été conservée. Elle servait de support à la statue d'un empereur dont seul un bras avec une main tenant une sphère subsiste. Les deux parois latérales possèdent chacune deux niches. Elles abritaient les statues honorifiques de personnalités locales ayant adopté l'iconographie impériale.
La pièce au nord du sacellum abrite une salle de grande dimension à la façade divisée en trois par deux colonnes placées sur une plinthe quadrangulaire. L'angle sud-est de cette salle abrite un édicule en opus latericium. Il devait abriter une statue de culte, car un autel recouvert de dalles de marbre est placé devant. La salle est décorée de fresques représentant une colonnade ornée de guirlandes avec des Amours au centre. Cette fresque a disparu actuellement et n'est connue que par des descriptions du XIXe siècle. Cette salle devait abriter un collège religieux qui tenait là ses banquets cultuels. Pour preuve de cela, une banquette revêtue de dalles de marbre est adossée au mur sud.

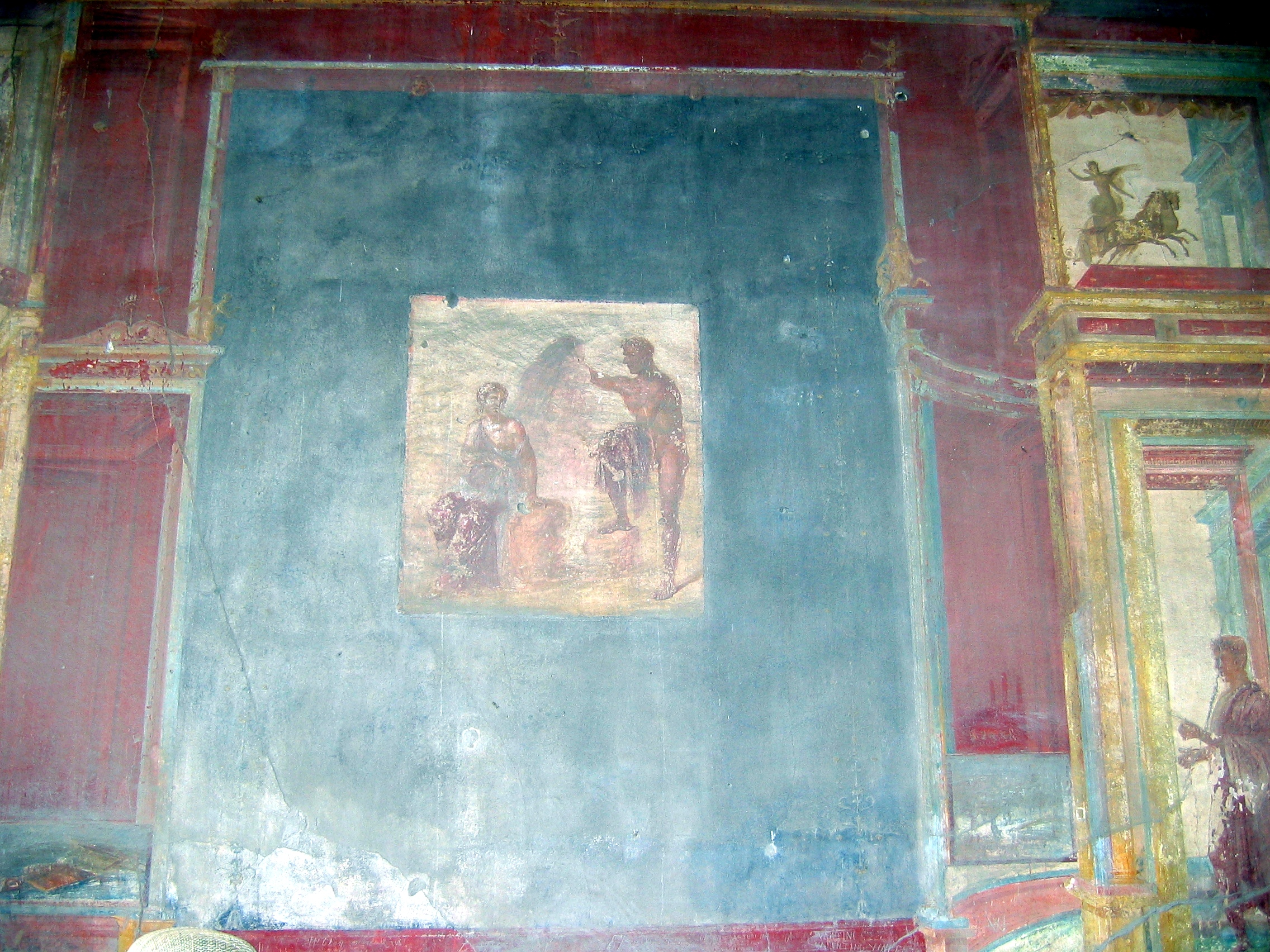
Pénélope reconnaissant Ulysse.

La pièce au sud du sacellum abrite deux longs comptoirs en « L » accolés et creusés d'un canal permettant l'écoulement continu de l'eau. C'est dans cette pièce qu'avait lieu la vente du poisson. Sa façade était aménagée avec deux colonnes. Des peintures du IVe style subsistent encore. Un mur montre un tableau où figurent des personnifications du Sarno et de l'Abondance entourées de nymphes. Le mur central possède un panneau avec des Génies ailés portant des jeunes filles sur leurs épaules. Un deuxième panneau montre Pénélope reconnaissant Ulysse surmonté d'une nature morte. Ces fresques ont été récemment restaurées.

### Forum triangulaire

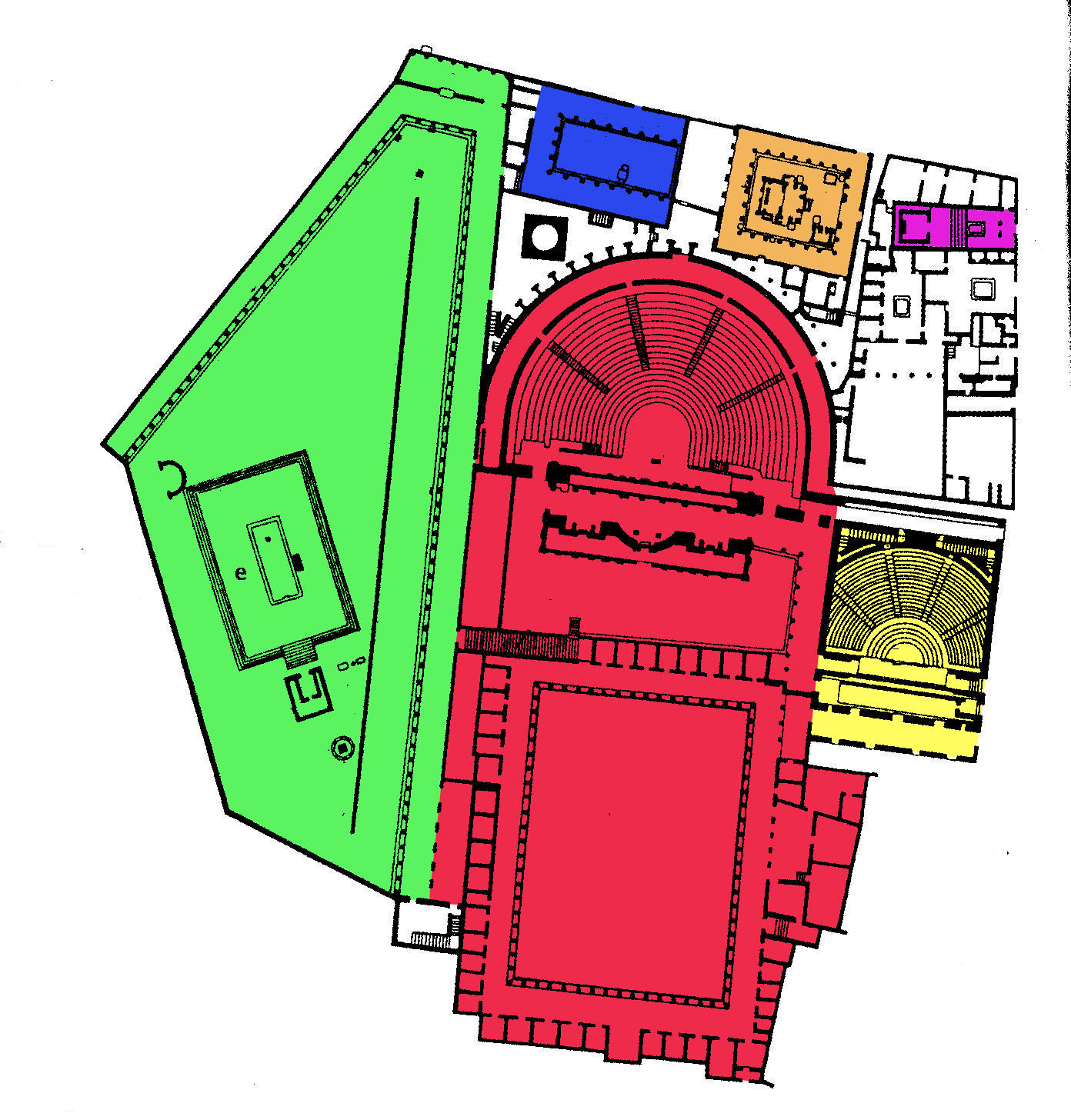
Forum triangulaire et quartier des théâtres.
Forum triangulaire
Palestre
Temple d'Isis
Temple de Jupiter Meilichios
Théâtre et caserne des gladiateurs
Odéon

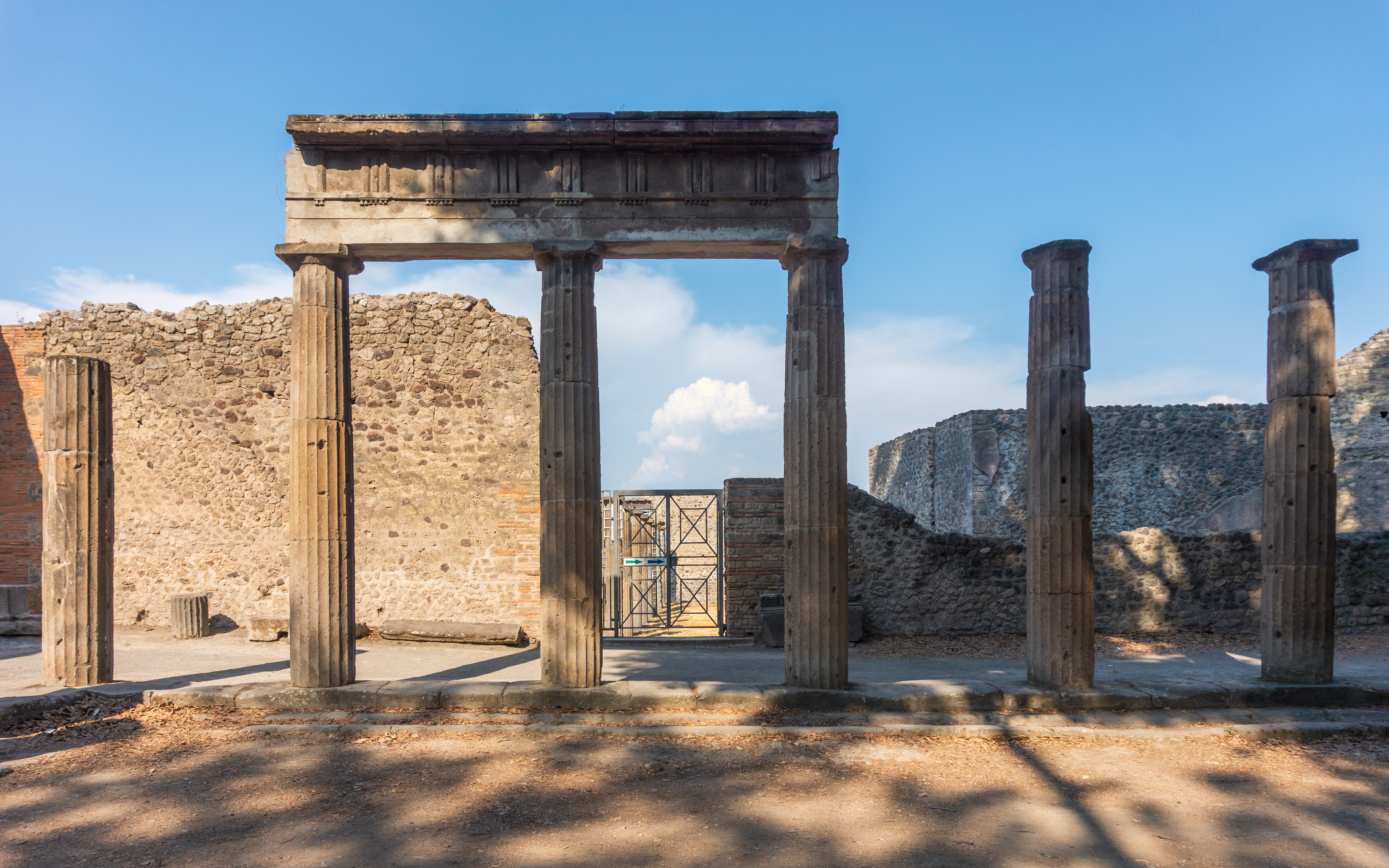
Le forum triangulaire

Le forum triangulaire (it) occupe l'extrémité d'une crête de lave au sud-ouest du Grand Théâtre et du Portique des Gladiateurs. Il domine la vallée du Sarno. Son emplacement est occupé depuis le VIe siècle av. J.-C.. Son aspect actuel correspond à l'époque samnite au IIe siècle av. J.-C. Le forum triangulaire constitue une zone sanctuaire distincte du sanctuaire d'Apollon.
Au IIe siècle av. J.-C., les élites locales décident de remanier la ville selon les modèles monumentaux hellénistiques. Les façades de la rue menant au forum sont refaites avec des blocs de tuf gris de Nocera. Les pilastres, colonnes et corniches font leur apparition dans les monuments.
L'entrée sur le forum se fait par un propylée — formé de six colonnes ioniques entre deux demi-colonnes d'angle — qui s'ouvre au Nord. Une fontaine du Ier siècle av. J.-C. se situe devant le propylée, côté forum.
Le forum occupe un espace presque triangulaire, d'où son nom. Un portique de quatre-vingt-quinze colonnes entoure le forum sur trois côtés. Le quatrième côté, au sud-ouest, est équipé d'une balustrade et s'ouvre sur le panorama de la baie de Naples et sur l'embouchure du Sarno. La colonnade et le stylobate du portique ont été restaurés en 62. Sur le côté nord du portique, on trouve une fontaine et le socle d'une statue de Marcellus[Lequel ?]. Un muret longe la colonnade à l'est. Il crée ainsi un large corridor allant du nord au sud. On suppose qu'il s'agit d'une piste pour les courses athlétiques et équestres se déroulant pendant les fêtes religieuses.
Un temple dorique archaïque occupe le centre du forum. Il n'en reste que le podium. Il est orienté nord-ouest/sud-est. Le temple est en mauvais état de conservation : il a subi de nombreux remaniements pendant l'Antiquité et a été touché par un bombardement en 1943. Quatre remaniements ont été effectués entre la fin du VIe siècle et le IIe siècle av. J.-C. Selon les vestiges, la période la plus ancienne du temple correspond au VIe siècle av. J.-C.. Il s'agit d'un temple dorique périptère avec sept colonnes en largeur et onze colonnes en longueur. Ce nombre de colonnes ne respecte pas les normes classiques sans doute à cause du temple d'origine en bois. Ce dernier possédait quatre colonnes en largeur et six colonnes en longueur, mais pour une meilleure stabilité des colonnes ont été ajoutées. Les chapiteaux des colonnes possèdent une échine très aplatie, ce qui les fait remonter au VIe siècle av. J.-C. Le pronaos est composé de deux colonnes corinthiennes datant d'une restauration ultérieure. Le côté est de la cella possède une base rectangulaire décentrée. Cela démontre l'existence d'une seconde base sur le côté opposé. Deux divinités devaient avoir leur culte dans ce temple à double cella. Il s'agirait de Minerve et Hercule selon les antéfixes découverts. En 62 le temple est très endommagé, et en 79 il n'est toujours pas restauré.
Une double enceinte rectangulaire se situe devant la façade du temple. Elle représente probablement l'hérôon ou lieu de culte du fondateur de la ville. Trois autels en tuf sont adjacents au temple et à l'hérôon.
Après l'hérôon,  une tholos de sept colonnes doriques renferme un puits creusé dans la lave. Une inscription en osque la présente comme un édifice élevé par les soins de Numérius Trebius, meddix tuticus (la charge publique la plus importante sous les Samnites),.
Au nord-ouest du temple, un siège en demi-cercle à griffes de lion en guise de pieds correspond à la schola[Laquelle ?]. Il a été réalisé par Lucius Spunius Sandilianus et Marcus Herennius Epidianus, les duumvirs sous Auguste. Un cadran solaire était installée derrière cette schola.

### Thermes

#### Thermes du forum

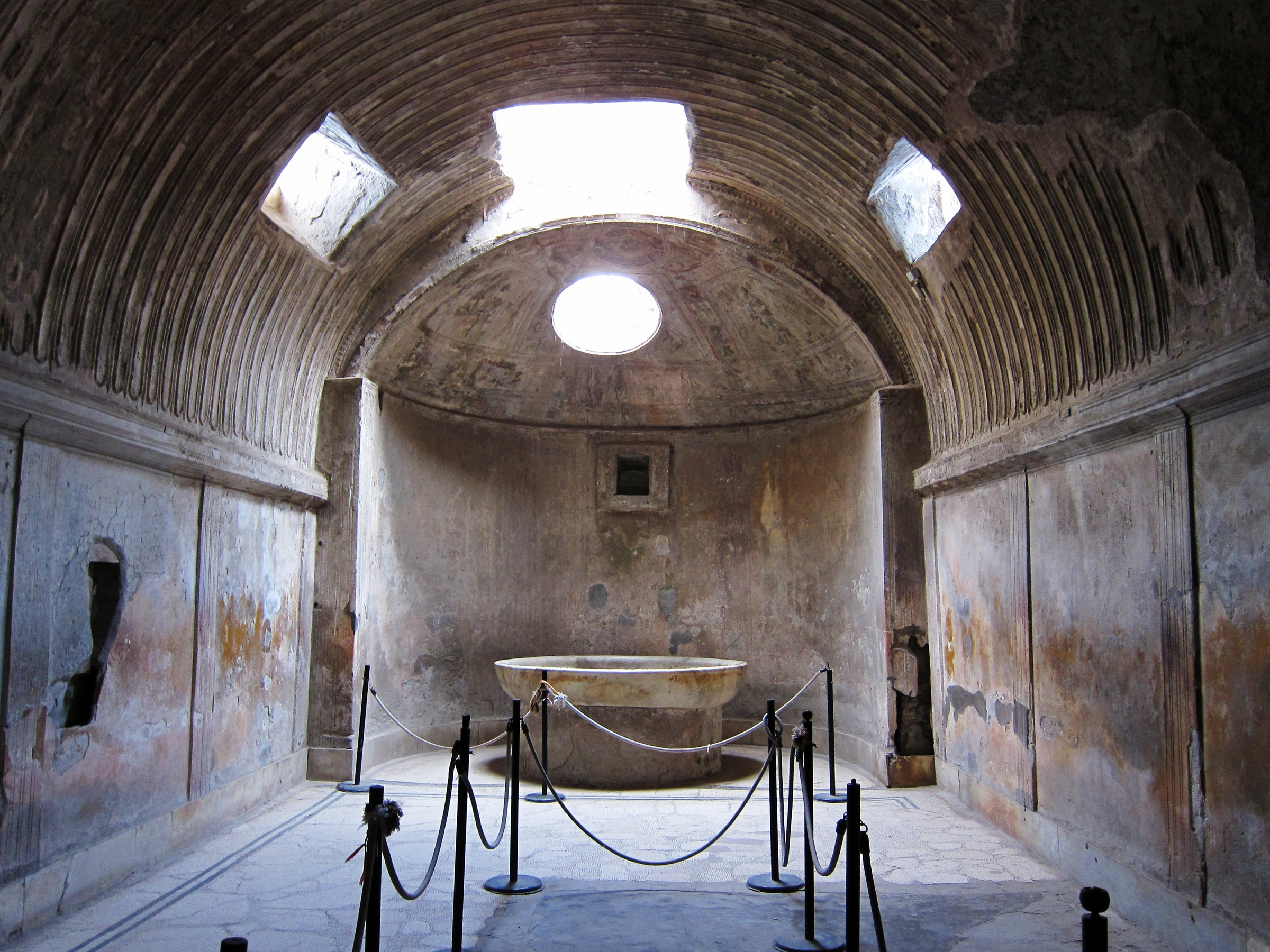
Caldarium (salle chaude).

Les Thermes du forum (it) sont édifiés au Ier siècle av. J.-C. sous le gouvernement de Sylla et les seuls à fonctionner après le tremblement de terre de l'an 62.
Ils comportent deux sections, une réservée aux hommes et l'autre réservée aux femmes ; toutes les deux possèdent un frigidarium (salle froide), un tepidarium (salle tiède) et enfin un caldarium (salle chaude). Le système de chauffage et de refroidissement des pièces s'effectuait à travers un système de tuyauterie inséré dans les interstices des murs.
Toutes les salles présentent une élégante décoration. Dans la section masculine — la partie la mieux conservée — on peut distinguer la pièce faisant office de vestiaire (apodyterium), dont l'entrée donne sur la via delle Terme, puis le frigidarium circulaire orné de grandes niches, de stucs et de peintures.
Dans le tepidarium des hommes, on peut admirer une splendide voûte en berceau, travaillée en stuc, et une série de télamons (statues adossées aux piliers) en terre cuite placés entre des niches rectangulaires ; en outre, le caldarium possède une voûte en berceau et une abside dans le fond. La partie de l'édifice qui donne sur la rue comporte plusieurs boutiques.
Les thermes possèdent enfin une cour entourée d'arcades pour les exercices gymniques en plein air, qui, dans les complexes réalisés à la suite, sera remplacée par une grande palestre, généralement dotée d'une piscine.

#### Thermes de Stabies

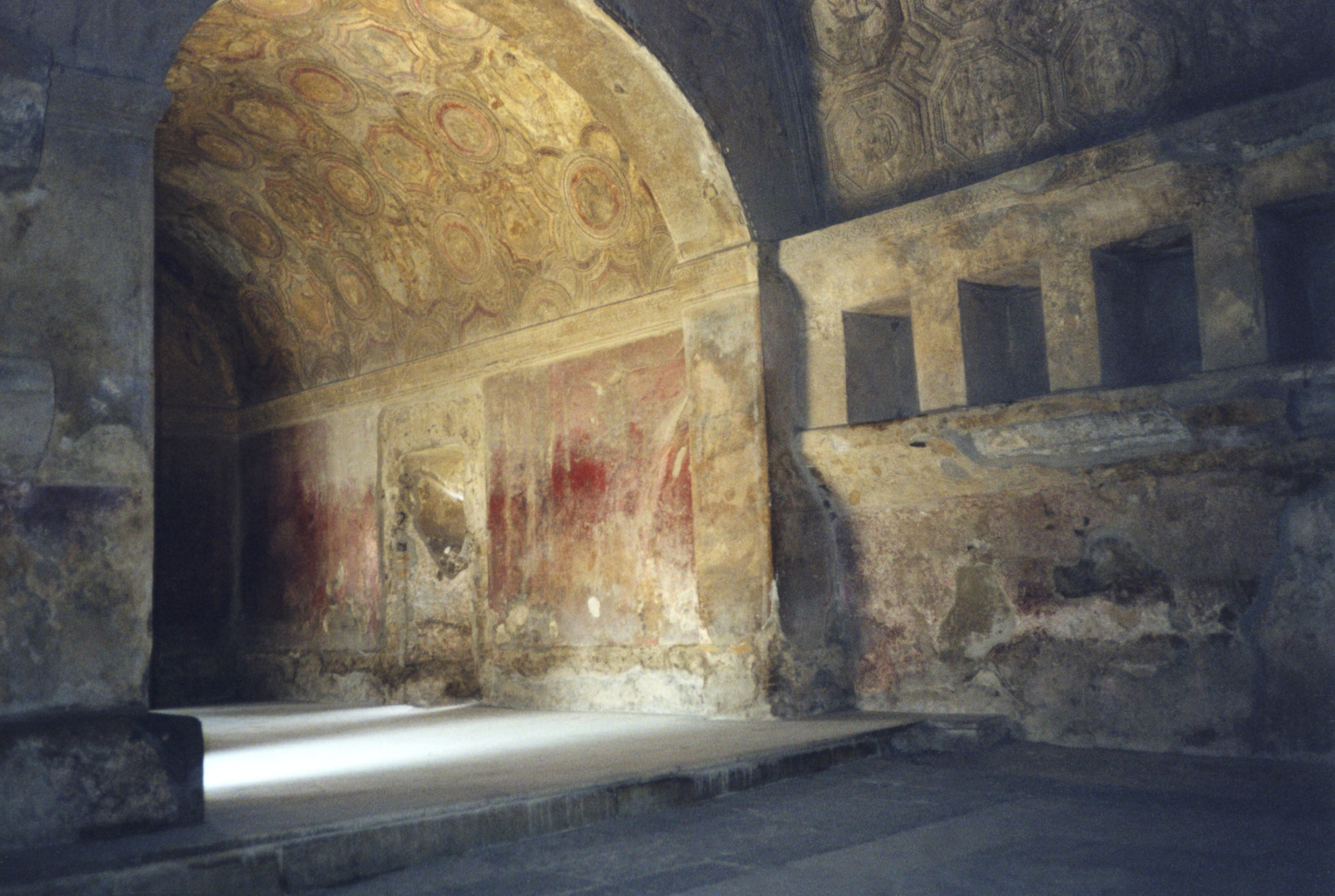
Thermes de Stabies.

Les thermes de Stabies occupent une vaste zone comprise entre la ruelle du Lupanar, le carrefour d'Olconius et la rue de Stabiae. Ils constituent le complexe thermal le plus ancien de la ville. Leur construction date de l'époque de l'assujettissement de Pompéi à Rome et ils furent plusieurs fois agrandis et embellis par la suite afin de répondre aux nouveaux besoins de l'afflux de la population. L'édifice originel, celui qui est situé au-delà des arcades, date de la période samnite. Le plus récent, qui remonte à la restructuration d'époque romaine, est la partie qui donne du côté ouest. Ces thermes sont organisés selon des critères extrêmement fonctionnels.
L'ensemble thermal compte un système très ingénieux de bains répartis autour d'une aire centrale de plan trapézoïdal servant de palestre et entourée de portiques sur trois côtés. Une piscine (natatio), pour nager, en occupe le côté ouest. Les Thermes de Stabies se composent de trois parties. Tout d'abord, les salles du secteur nord, celles qui sont les plus anciennes, dotées d'une série de latrines. Un second secteur comprend le groupe de bains privés situés derrière le portique septentrional. Le troisième secteur est situé dans la partie est : il se compose de vestiaires, d'un vestibule et de différentes pièces pour les bains froids (frigidarium), pour les bains tièdes (tepidarium) et pour les bains chauds (caldarium). Ces thermes présentent des divisions très marquées entre la zone réservée aux hommes et celle qui est réservée aux femmes.
Toutes les deux sont organisées de la même manière, mais la section féminine est plus simple et plus dépouillée. Les salles sont souvent décorées de stucs très raffinés et figurant parmi les plus beaux de l'art pompéien.
Il est également possible de discerner le système de réchauffement et de refroidissement des pièces fonctionnant à travers un réseau de tuyaux qui conduisent l'air et l'eau à diverses températures dans les interstices des salles.
Dans le troisième secteur, les bains publics sont agrémentés d'une piscine et de salles servant aux activités gymniques.

#### Thermes suburbains
Fouillés dans les années 1980, les Thermes suburbains (it) sont, comme leur nom l'indique, situés en dehors des murailles, près de la porte de la Mer. Ces bains privés, aménagés au rez-de-chaussée d'une maison particulière autour d'une grande terrasse, d'où on jouissait d'une vue sur la mer, sont connus pour leur vestiaire (apodyterium) décoré de peintures à sujet érotique, dont deux représentent des rapports sexuels en groupe. Ces peintures s'inspirent peut-être de L'Art d'aimer d'Ovide. Sous ces peintures érotiques se trouve une série de peintures de corbeilles numérotées, dont on ne s'explique pas la fonction exacte. Contrairement aux autres établissements thermaux de Pompéi, on n'a pas retrouvé de secteur réservé aux femmes.

### Théâtres

#### Grand Théâtre

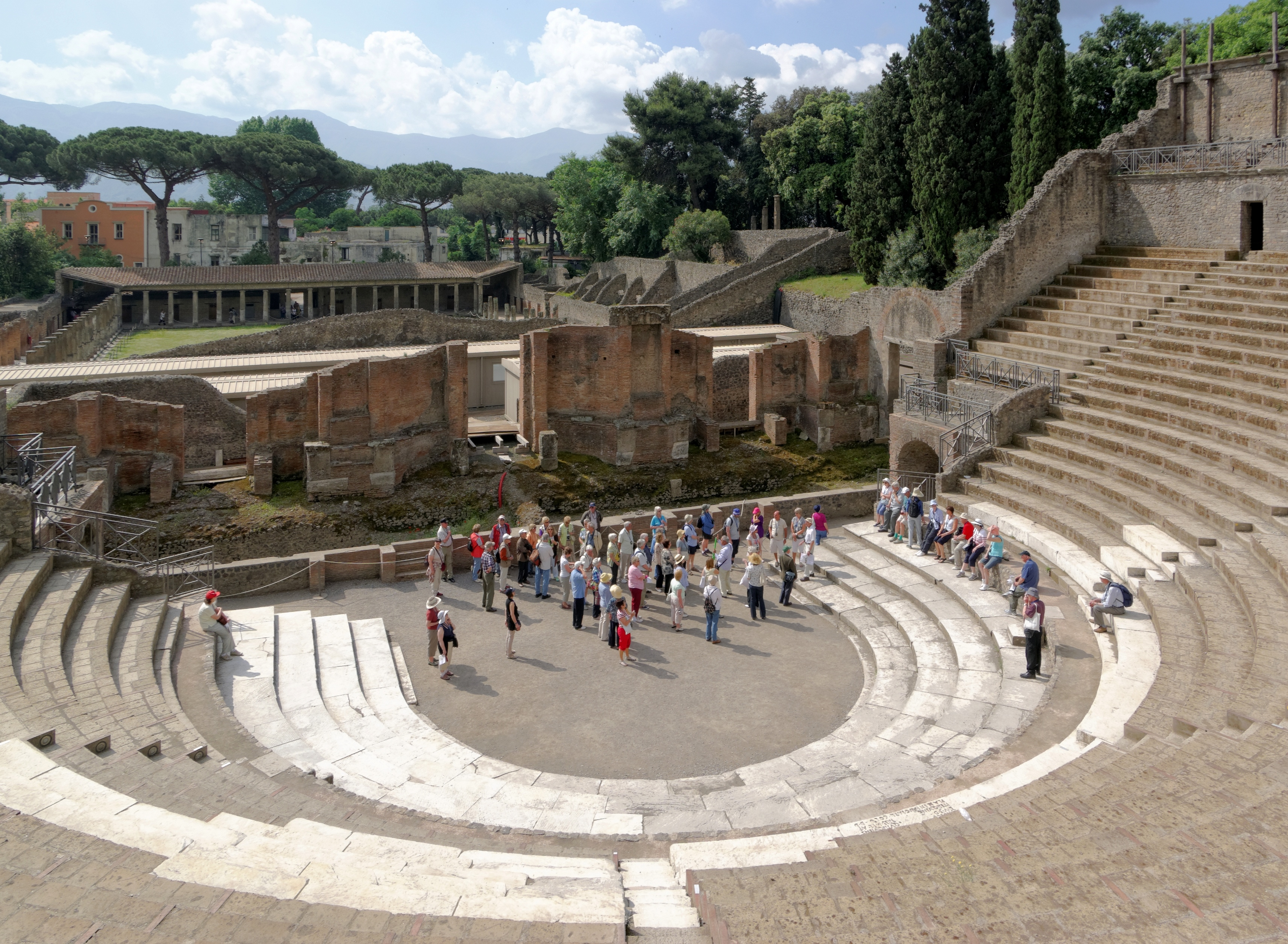
Le Grand Théâtre.

Il s'agit d'un merveilleux exemple de théâtre romain construit au IIe siècle av. J.-C. et dont la scène fut par la suite transformée. Sa typologie se réfère à celle des théâtres grecs dans la mesure où son architecture s'adapte à la forme naturelle du terrain. Il a été agrandi à l'époque d'Auguste par les duumvirs Marcus Holconius Rufus et Marcus Holconius Celer. À l'occasion de spectacles, il pouvait être couvert par un velarium, mais il ne possédait pas d'équipements stables comme l'Odéon. Sa capacité pouvait atteindre les 5 000 places. On y jouait des comédies et des tragédies.
Une particularité de ce théâtre était le fond dont la scène pouvait bénéficier : la vue s'étendait sur la splendide couronne de montagnes situées à l'arrière-plan de Pompéi. Dans la partie sud du théâtre, une colonnade était destinée à accueillir les spectateurs durant les entractes ou au terme de représentations.
Des éléments qui le constituaient, il ne reste aujourd'hui que les gradins inférieurs (ima cavea), destinés aux personnages les plus importants de la ville. Ils sont recouverts de dalles de marbre. On aperçoit aussi une petite partie de la zone moyenne de la cavea (media cavea), ainsi que les vestiges de la scène romaine typique avec niches et édicules, restaurée après le tremblement de terre de 62. Trois portes permettaient aux acteurs de passer à l'arrière, dans le postscaenium utilisé comme vestiaire. Des restes de bassins retrouvés au cours de tentatives de fouilles au-dessous du niveau de l'orchestre qui, contrairement à l'ancien usage grec, n'était pas utilisé pour les représentations scéniques, prouvent l'utilisation de jeux d'eau, particulièrement répandus dans le monde romain.
Au moment de l'éruption du Vésuve, les réparations du tremblement de terre de 62 n'étaient pas encore achevées et les gradins, de même qu'une grande partie de la scène, n'étaient pas reconstruits.

#### Petit Théâtre (ou Odéon)

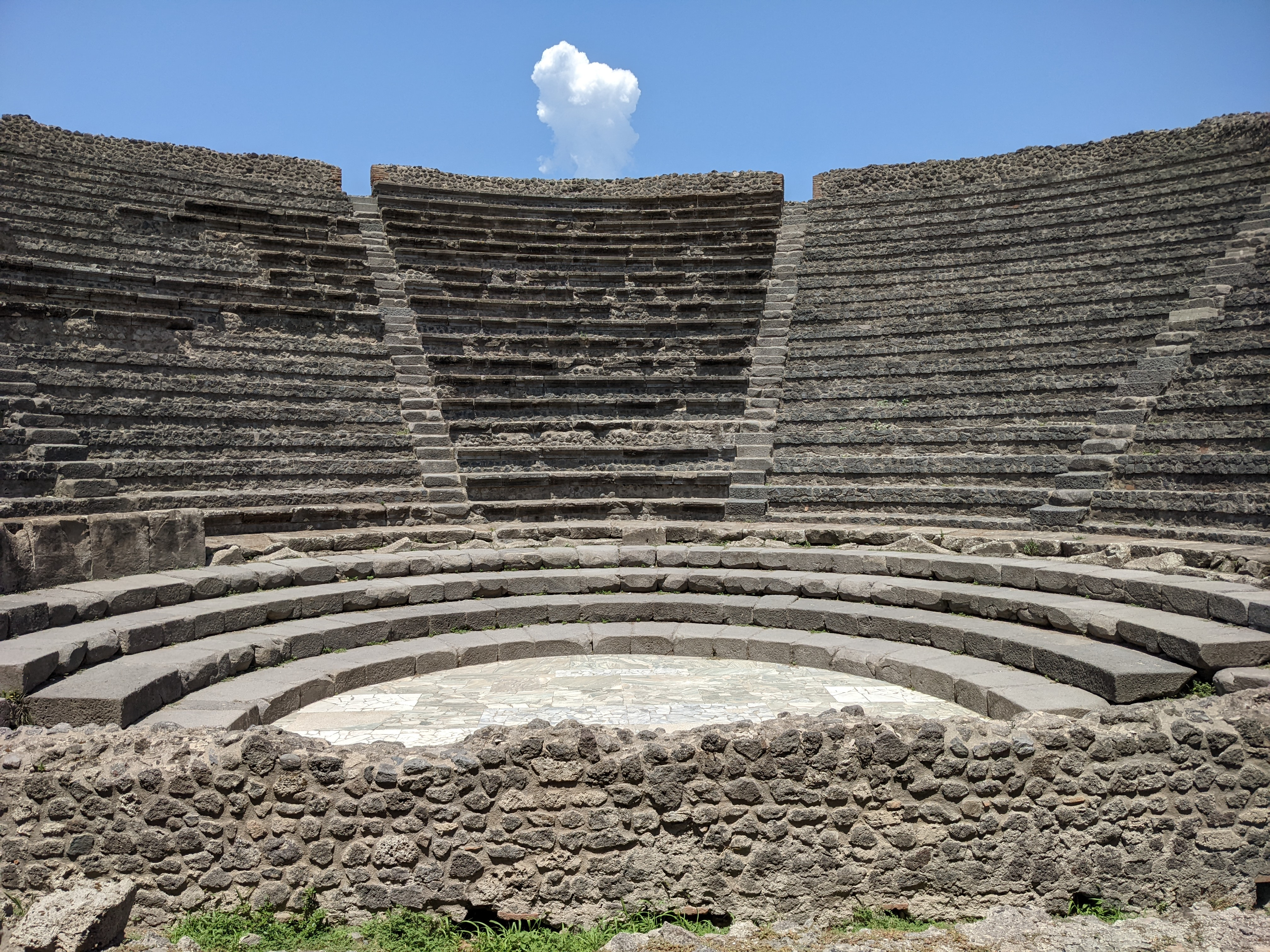
Le Petit Théâtre

Édifié au Ier siècle av. J.-C. par les duumvirs Caius Quinctius Valgus et Marcus Porcius, l'Odéon représentait l'un des exemples les plus harmonieux et équilibrés d'architecture de ce genre. Il s'agissait d'après la dédicace des duumvirs d'un théâtre couvert (theatrum tectum). Le toit était fondamental pour l'acoustique de l'édifice ; la présence de cet élément, avec d'autres caractéristiques architecturales, a permis d'identifier l'édifice comme étant un odéon. Plusieurs fresques du IIe style qui décoraient la scène, aujourd'hui disparues, confirment la date unitaire de l'édifice.
Il ne pouvait contenir qu'un millier des spectateurs, d'où son nom de petit théâtre. Il est assez bien conservé et bénéficie d'une disposition typique du théâtre grec avec une structure encaissée sur une pente naturelle du terrain. Il accueillit de nombreuses manifestations théâtrales et musicales. C'est ici notamment que l'on jouait les représentations mimiques.

#### Amphithéâtre

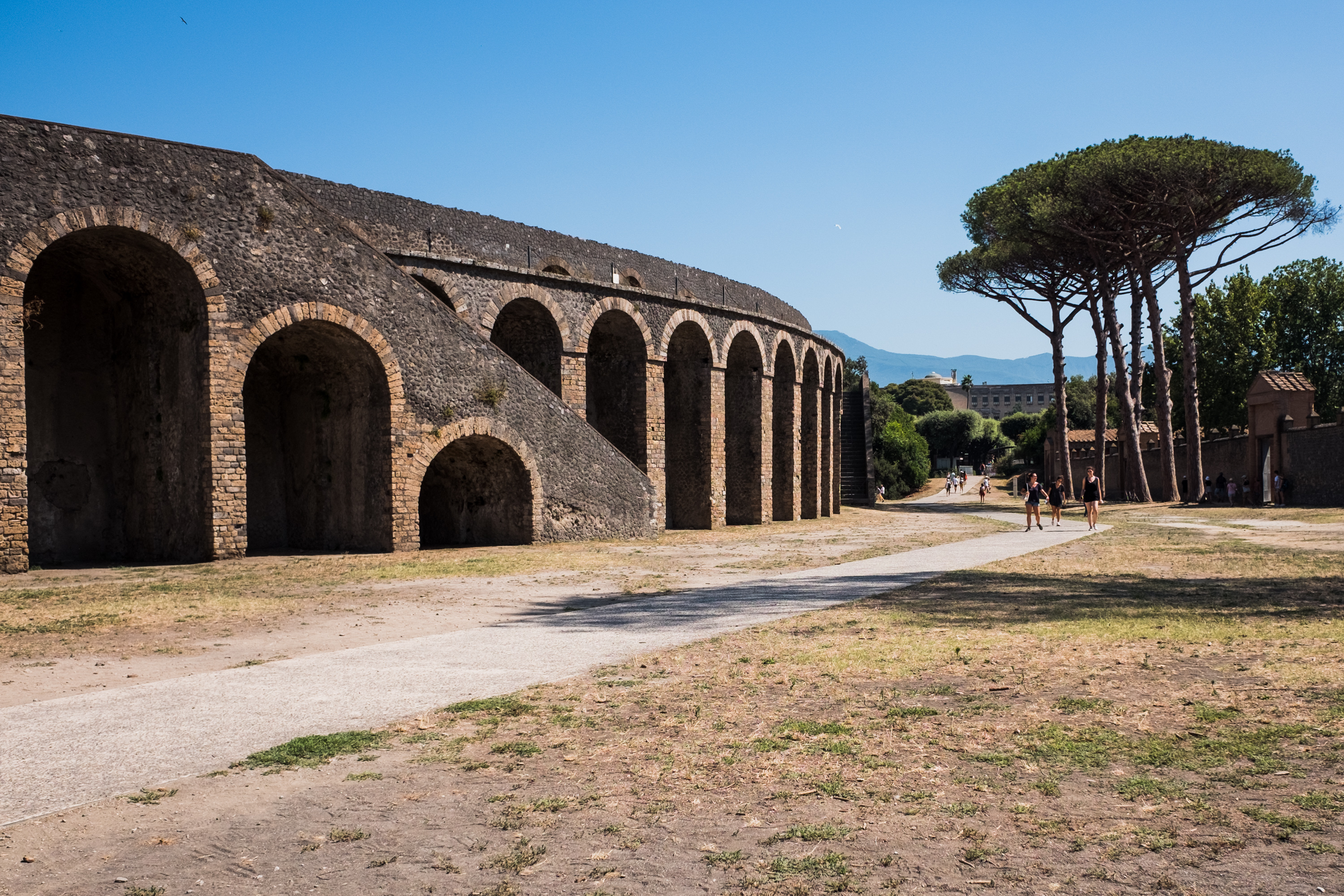
L'amphithéâtre de Pompéi.

C'est un édifice imposant, de forme elliptique, mesurant 140 m sur 105 à l'extérieur, qui pouvait contenir 12 000 spectateurs (certaines sources avancent le nombre de 20 000) et dans lequel se déroulaient les combats de gladiateurs, fort appréciés des Pompéiens, comme en témoignent de nombreux graffitis ainsi que les « edicta munerum », c'est-à-dire les annonces des programmes des jeux, dont on a retrouvé 75 exemplaires. L'amphithéâtre, construit vers 70 av. J.-C., est le plus ancien du monde romain découvert à ce jour.

### Grande palestre

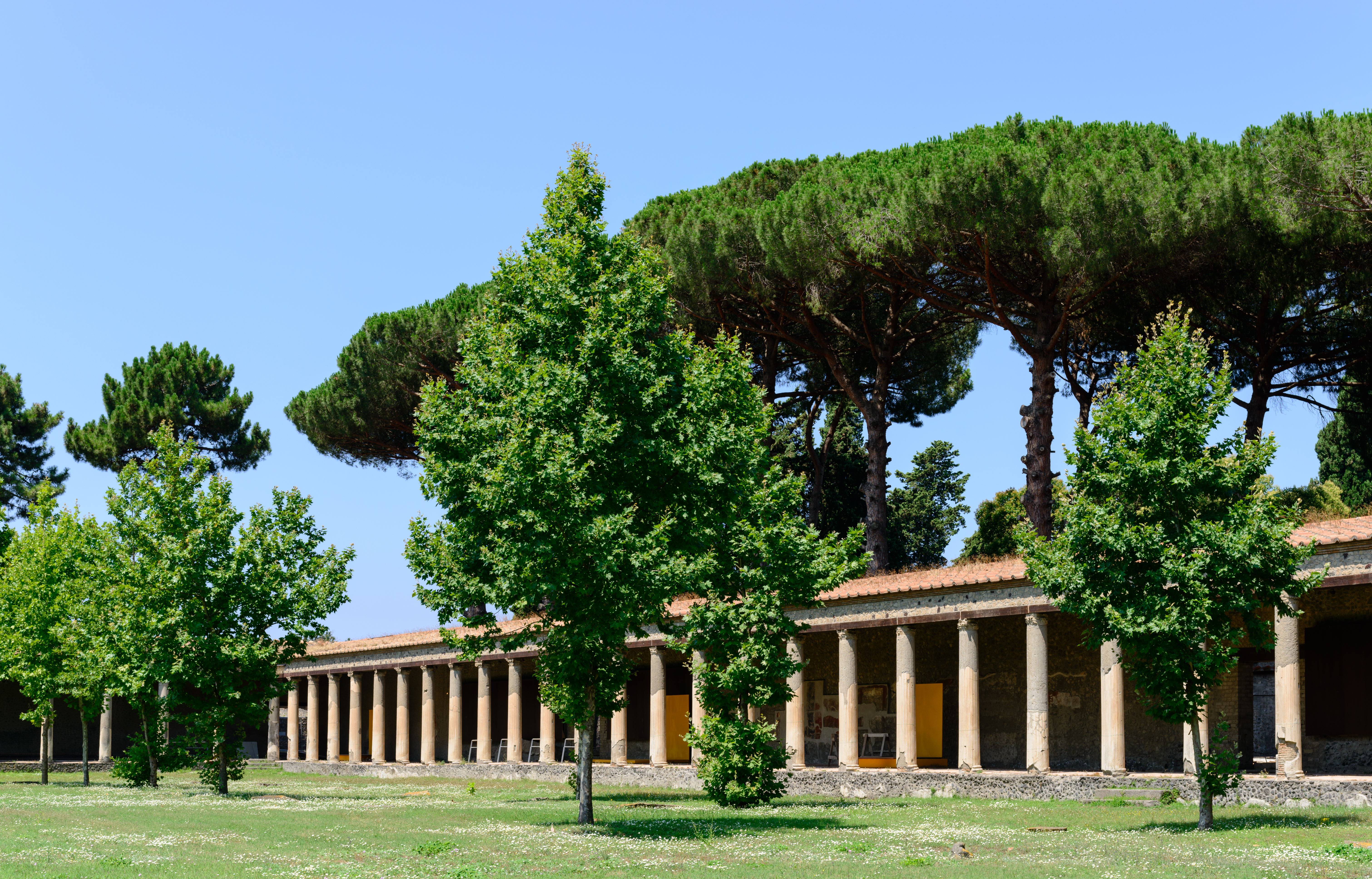
La grande palestre

Le grand gymnase, aussi appelé palestre, fut mis au jour par Amedeo Maiuri le long de la rue de l'Abondance. Construit sous Auguste, il mesure approximativement 142 mètres sur 107. Il est entouré sur trois côtés d'un portique de 118 colonnes, tandis que le quatrième côté, vers l'amphithéâtre, était doté de trois entrées monumentales. La cour était plantée de deux rangées de platanes, dont les archéologues ont retrouvé des traces. Certains de ces arbres étaient vieux de cent ans au moment de l'éruption de 79 et avaient donc été plantés à l'époque d'Auguste. À la différence d'un gymnase de l'époque grecque, la palestre ne disposait pas de piste de course. En revanche, en son centre était creusée une piscine (natatio) de 34,50 m × 22 m dont le fond était en pente (de 0,90 m à 2,60 m). L'écoulement de la piscine était aussi utilisé pour nettoyer les Latrines proches (foricae). La palestre servait aussi bien de terrain de sport que de marché aux esclaves ou de lieu d'enseignement à la jeunesse pompéienne.
La palestre avait subi de gros dégâts lors du tremblement de terre de 62, en particulier dans les canalisations d'alimentation de la piscine.

### Caserne des gladiateurs

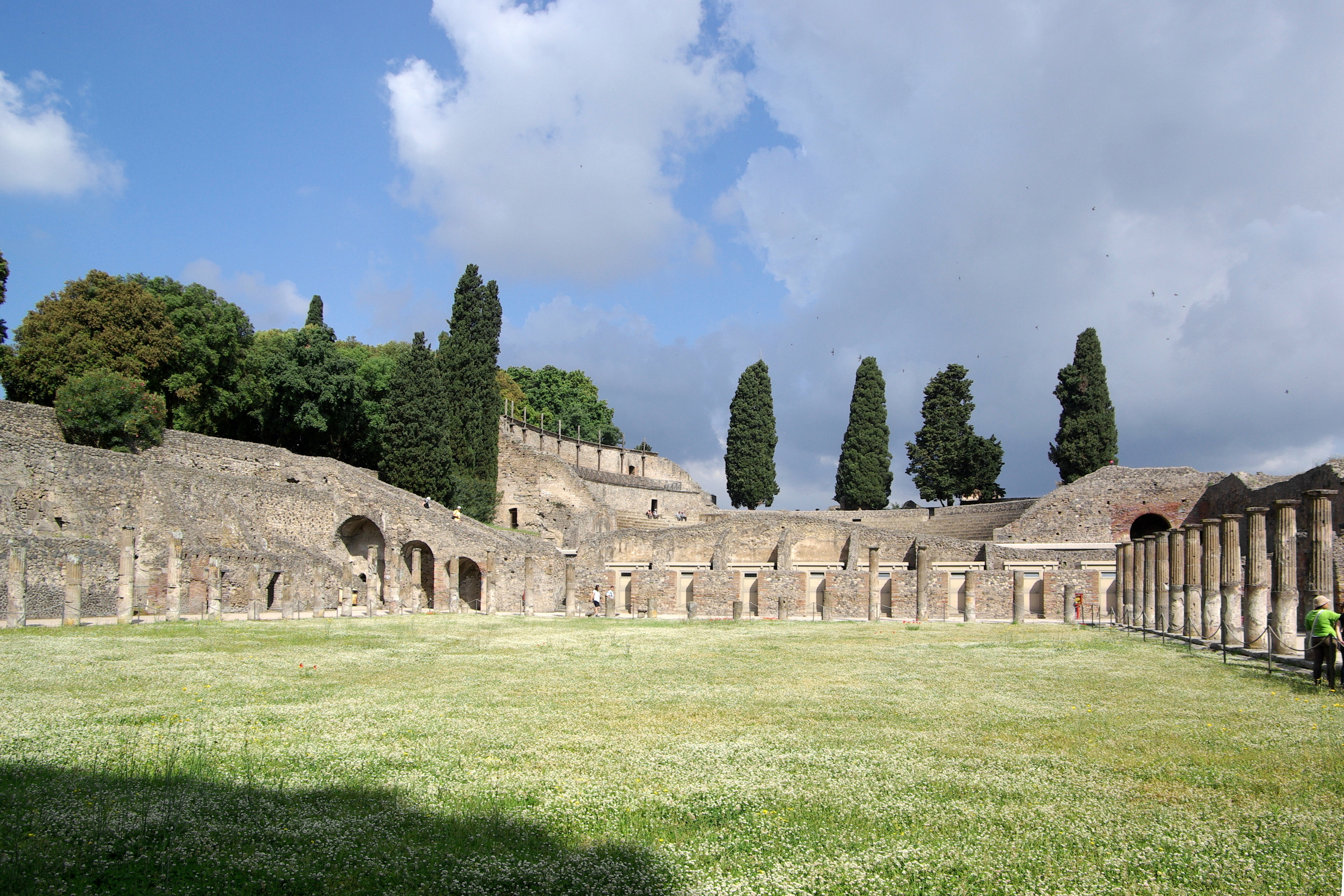
Le quadriportique du Grand Théâtre.

La « Caserne des gladiateurs » constitue en fait le quadriportique du Grand Théâtre de Pompéi (porticus post scænam). Il est situé derrière la scène de ce même théâtre et entre celui-ci et l'Odéon. Il a été construit immédiatement après le théâtre, à la fin du IIe siècle av. J.-C. Il s'agit de l'un des plus anciens quadriportiques attachés à un théâtre en Italie. Il est prévu pour la promenade des spectateurs entre deux spectacles.
Son entrée principale se situe au nord, en prenant la voie de Stabies par un large passage derrière l'Odéon. Trois colonnes ioniques dressées au sommet d'un escalier à trois degrés en compose l'entrée monumentale. Soixante-quatorze colonnes doriques composent ce quadriportique.
En 62, à la suite du tremblement de terre et de l'intérêt grandissant pour les combats de gladiateurs, le quadriportique est transformé en caserne. L'entrée monumentale est murée et un corps de garde est posté à côté d'une entrée secondaire. Les murs sont revêtus d'un parement en opus mixtum et les pilastres d'une grande salle sont revêtus de briques.
Au nord-est se situe le secteur consacré aux repas. Une grande cuisine avec une cheminée géante à quatre feux, des dépôts et une exèdre précédée de quatre piliers, servant sans doute de salle à manger, composent cette partie de l'édifice. Un balcon en bois est construit au premier étage où se situe l'appartement du laniste (entraîneur). Les autres côtés sont composés de chambres destinées aux gladiateurs. C'est dans ces pièces que l'on a découvert des armes de parade : quinze casques, des jambières, des ceintures de métal et un protège-épaule de rétiaire. Les décorations des murs sont composées de fresques du IVe style. Une fresque représente Mars et Vénus dans la salle à manger. Les chambres sont décorées avec des trophées d'armes de gladiateurs.
De nombreux squelettes furent découverts : dix-huit cadavres, dont celui d'un nouveau-né dans un panier. Deux squelettes ont été mis au jour dans un cachot avec des ceps adhérant encore aux ossements. Le squelette d'un cheval richement harnaché fut également dégagé. C'est à partir de la caserne que démarrait la procession des gladiateurs et des animaux qui allaient combattre dans l'amphithéâtre.

### Réseau d'adduction d'eau

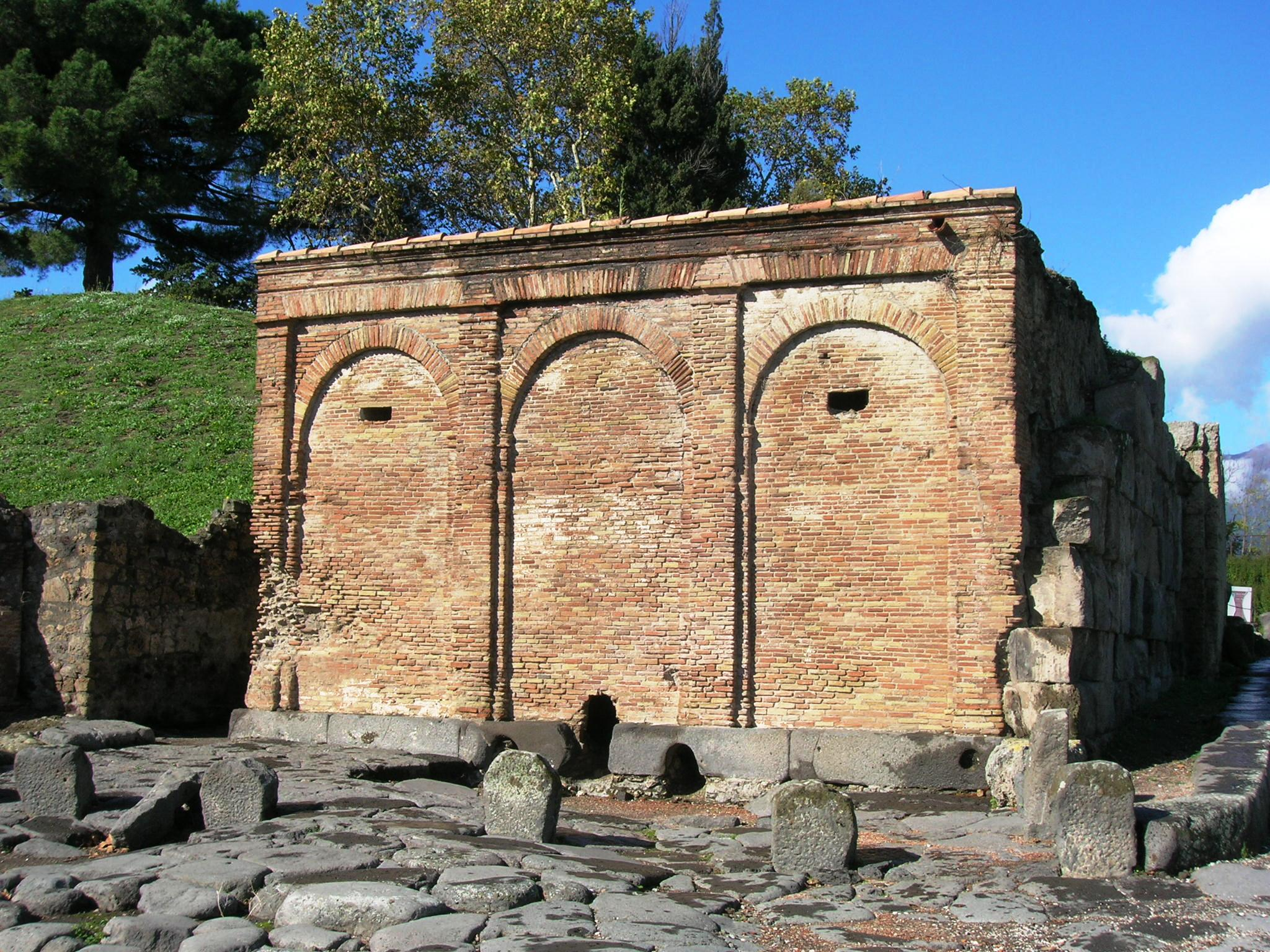
Castellum aquæ.

Juste à l'intérieur de l'enceinte, près de la porte du Vésuve, le château d'eau (castellum aquæ) distribuait l'eau de l'aqueduc de Serino (construit sous Auguste, qui alimentaient aussi Naples et Misène), vers les fontaines publiques, les bâtiments publics (piscines, thermes, latrines, etc.) et les demeures de particuliers. Il se situait sur le point le plus élevé de la ville. À l'intérieur, plusieurs grilles permettaient de filtrer l'eau, qui circulait ensuite dans toute la ville dans des fistules. Comme le terrain était en pente et que la pression risquait de faire éclater les canalisations, l'eau était dirigée vers des châteaux d'eau (castella secunda) disséminés dans la ville. On en a retrouvé quatorze, hauts de quelque six mètres, généralement situés à des coins de rue, desservant chacun les fontaines et les maisons d'un quartier. Les maisons les plus riches étaient dotées de bassins (nymphées), de fontaines et même de thermes privés. On a dégagé plus de quarante fontaines au coin des rues, de sorte que la plupart des Pompéiens habitaient à moins de 80 mètres de l'une d'entre elles. Ces fontaines étaient généralement en basalte, parfois en travertin ou en marbre, et les plus récentes furent construites en tuff gris. Elles étaient formées d'une vasque rectangulaire, surmontée d'une pierre sculptée en forme de mascaron — simple écu, rosace, silène ou encore mufle de lion, les motifs sont variés — d'où jaillissait l'eau.
La moitié de ces fontaines fonctionnent à nouveau de nos jours, en partie comme dans l'Antiquité, mais ayant été raccordées dans les années 1930 au réseau de la ville moderne de Pompéi, parfois au prix d'adjonction de ciment sur les pierres d'origine, avec à long terme des effets délétères sur la conservation de ces dernières. Pour cette raison, à partir de 2012, dans le cadre des diverses restaurations prévues dans le « Great Pompeii Project » de l'Union européenne, parmi la quarantaine de fontaines répertoriées, douze ont été méticuleusement restaurées grâce à une somme d'environ 150 000 €. Parmi ces douze fontaines restaurées, huit furent préparées de telle sorte à effectivement faire partie de celles proposant de l'eau potable aux touristes. En 2017, il était attendu que celles des fontaines ne faisant pas partie du groupe de douze concernées par ce projet seraient de même peu à peu restaurées aussi, mais sur la base des financements plus classiques du site archéologique.

## Les centres religieux

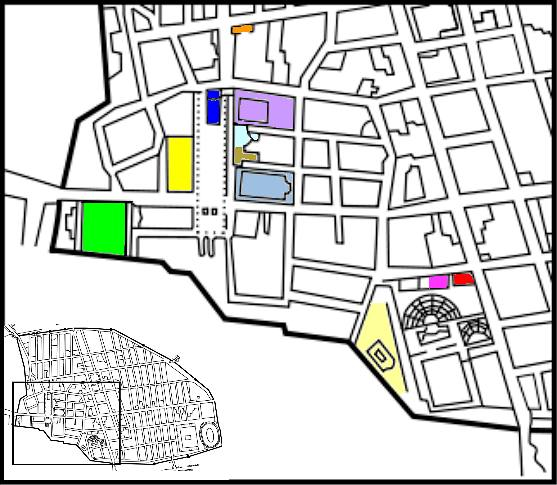
Les bâtiments religieux.
Temple de Vénus
Temple d'Apollon
Temple de Jupiter
Macellum
Temple des Lares
Temple de Vespasien
Edifice d'Eumachie
Forum triangulaire
Temple d'Isis
Temple de Jupiter Meilichios
Non renseigné

### Temple d'Isis

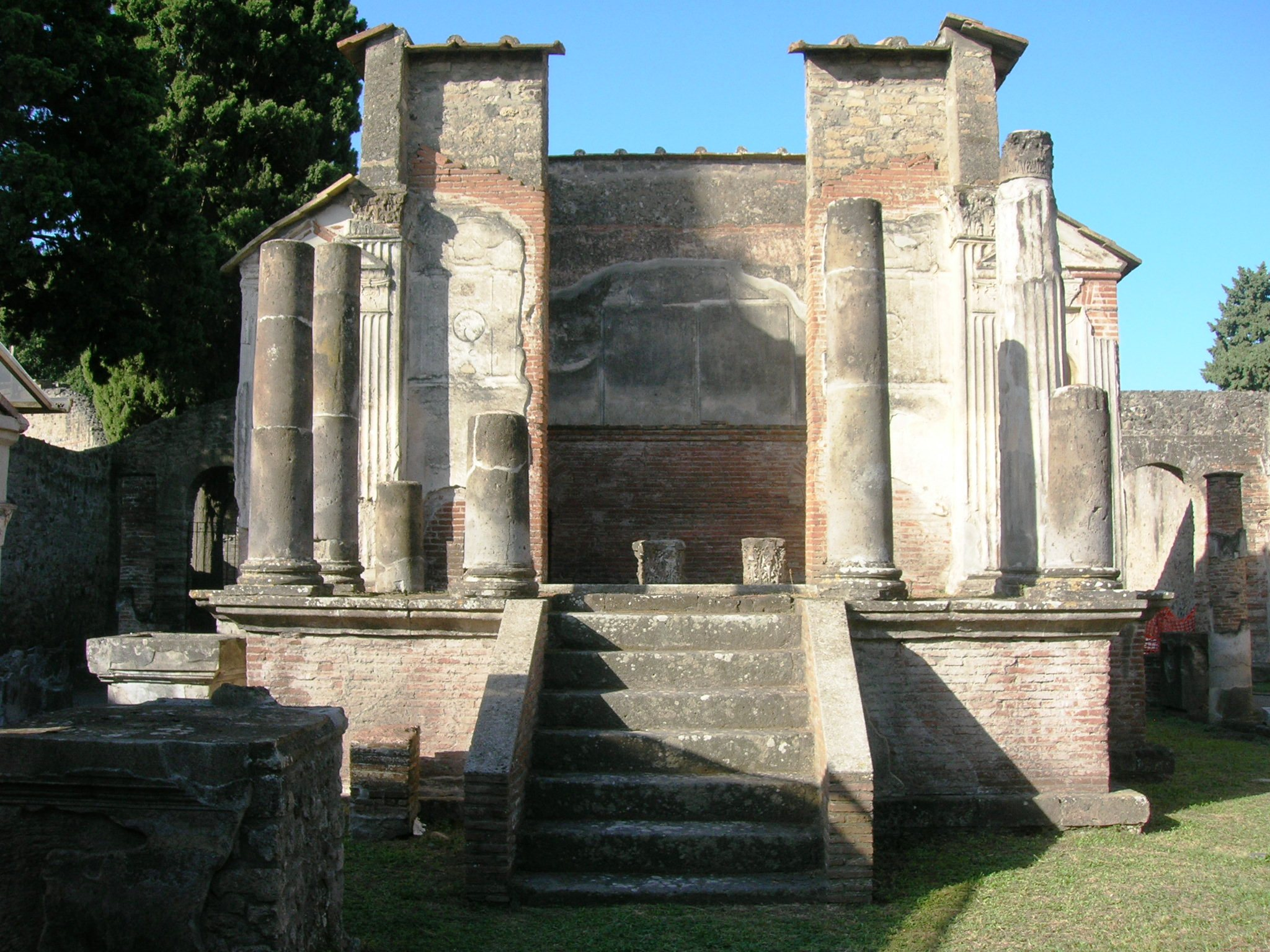
Temple d'Isis

Le temple d'Isis se trouve au nord du Grand Théâtre, entre le Gymnase samnite et le Temple de Zeus Meilichios. La première construction du temple remonte aux environs de la fin du IIe siècle av. J.-C. Une inscription nous apprend qu'il a été restauré après le tremblement de terre de 62 par les soins d'un enfant de six ans, Numerius Popidius Celsinus, fils d'un riche affranchi, Numerius Popidius Ampliatus.
Le temple se dresse au centre d'un portique à quatre arcades, avec colonnes, qui s'appuie sur le mur d'enceinte de cette zone sacrée. La cella, plus large que longue, est placée sur un podium élevé, précédée d'un pronaos avec quatre colonnes sur la façade et deux sur les côtés. Un escalier, face à l'édifice, constitue l'accès principal. Un petit escalier donnant accès à une porte secondaire se trouve au sud.
De chaque côté de la cella et à l'extérieur des colonnes du pronaos, deux niches surmontées de tympans triangulaires abritaient les statues d'Anubis et d'Harpocrate qui sont deux divinités liées au culte d'Isis.

### Temple de la Fortune Auguste
Le temple de la Fortune Auguste (it) fut découvert le 23 octobre 1823. Il se situe à l'angle de la rue de la Fortune et de la rue du Forum. Il fut construit au début du Ier siècle av. J.-C., à l'initiative de Marcus Tullius, duumvir de l'époque, de la gens Tullia, comme nous l'apprend l'inscription de l'architrave du sanctuaire. Une autre inscription avec le nom de Marcus Tullius nous précise que le terrain sur lequel est bâti le temple lui appartient bien. Elle se lisait sur un bloc de pierre enfoncé dans le sol, à la droite du temple, dans un petit terrain au sud. Une maison, sans doute la sienne, communique avec le sanctuaire. Le terrain était précédemment occupé par des boutiques et une maison dont le pavement en brique pilée peut se voir contre et sous le podium côté sud.

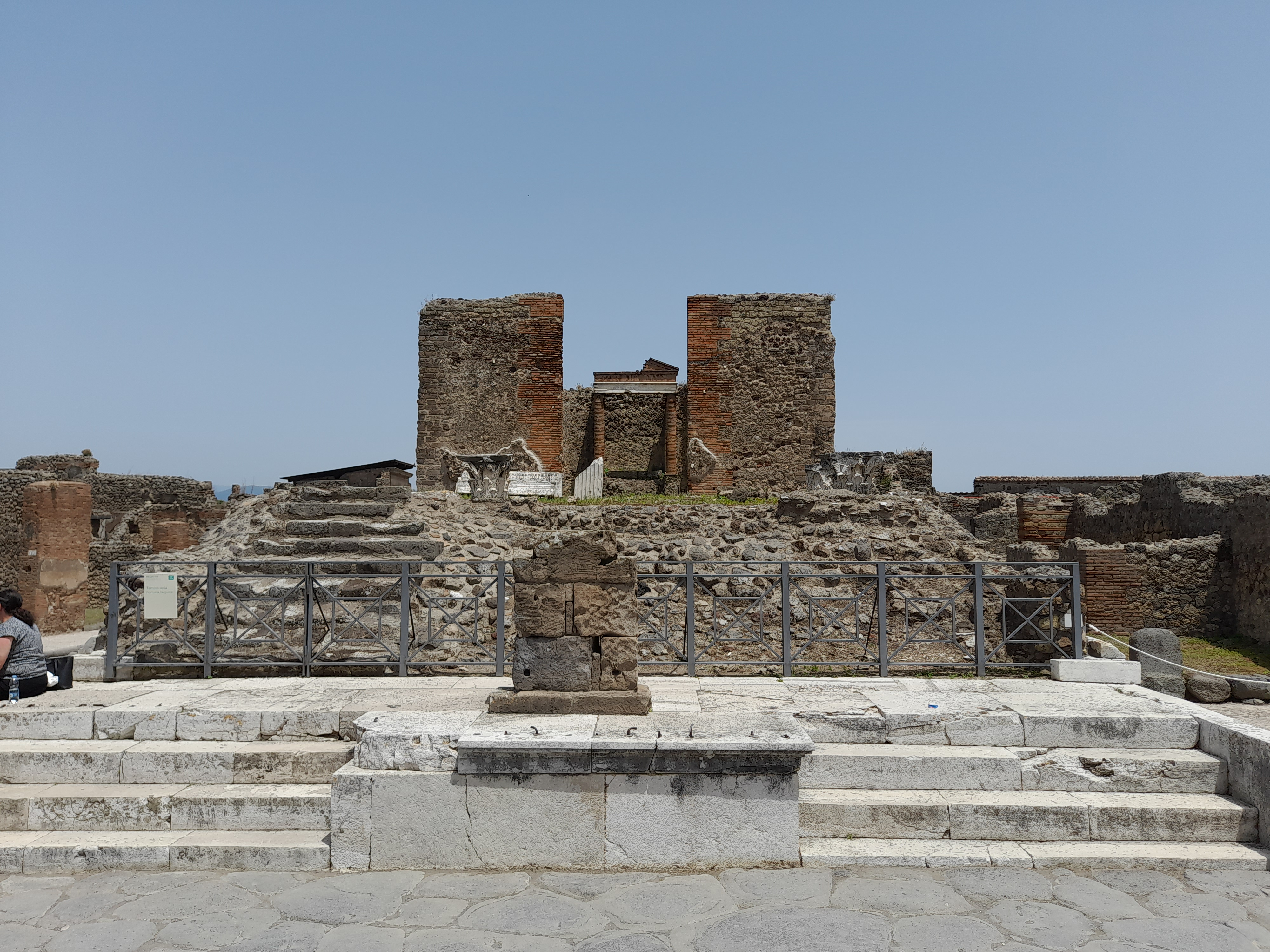
Temple de la Fortune Auguste.

L'édifice fait 24,30 m de long sur 9,30 m de large. Sa façade est orientée à l'ouest. Dans des proportions plutôt réduites, il possède des caractéristiques semblables à celles du temple de Jupiter du forum. Une première volée d'escalier est interrompue en son milieu par un autel. Une grille en fer ceinturait l'extrémité de cet escalier. Un palier permet le départ d'un escalier de neuf marches conduisant au pronaos. Ce dernier est situé en haut du podium et il est orné de huit belles colonnes corinthiennes dont quatre pour la façade et deux pour chaque côté. Tout l'édifice était en brique recouverte de marbre blanc. La cella fait 7,10 m de large pour 10,85 m de profondeur. Les murs s'élèvent encore sur 4,50 m. Une plaque portait encore un fragment d'inscription. Une large abside occupe le mur du fond. Au centre, un édicule soutenu par deux colonnes devait être aménagé pour la statue de la Fortune avec ses attributs (aviron et timon). Les murs latéraux comportent chacun deux niches rectangulaires qui devaient contenir des statues honorifiques, dont deux ont été découvertes pendant les fouilles effectuées au XIXe siècle. La première, que l'on a attribuée à l'empereur Auguste, représente un homme en toge avec des traces de peinture pour les cheveux, la face et les yeux ainsi que de la couleur pourpre pour la toge. La deuxième est une statue de femme, sans tête, dont la tunique comportait une bordure rouge et or. En 1859, le soubassement du temple fut fouillé et livra quatre fragments de carapace de tortue.
Endommagé par le tremblement de terre de 62, le temple ne fut restauré que dans la partie relative à la cella, alors que le portique était encore à terre au moment de l'éruption. L'édifice avait été dépouillé de ses plaques de marbre. D'après une étude récente du style et de la taille des plaques, ces dernières ont peut-être été réutilisées dans le temple de Vespasien. La gens Tullia s'est installée à Pompéi à la suite de Sylla. Cicéron possédait une villa hors de la ville. Marcus Tullius est en fait un descendant de Marcus Tullius Cicero et un fidèle de l'empereur Auguste qui lui a donné le titre de tribun militaire, lui permettant de devenir chevalier. Pour s'occuper du culte, Marcus Tullius a financé un collège, dont les membres sont appelés Ministres du Culte, dont on possède deux inscriptions sur deux bases de marbre placées dans la cella.

### Temple de Jupiter

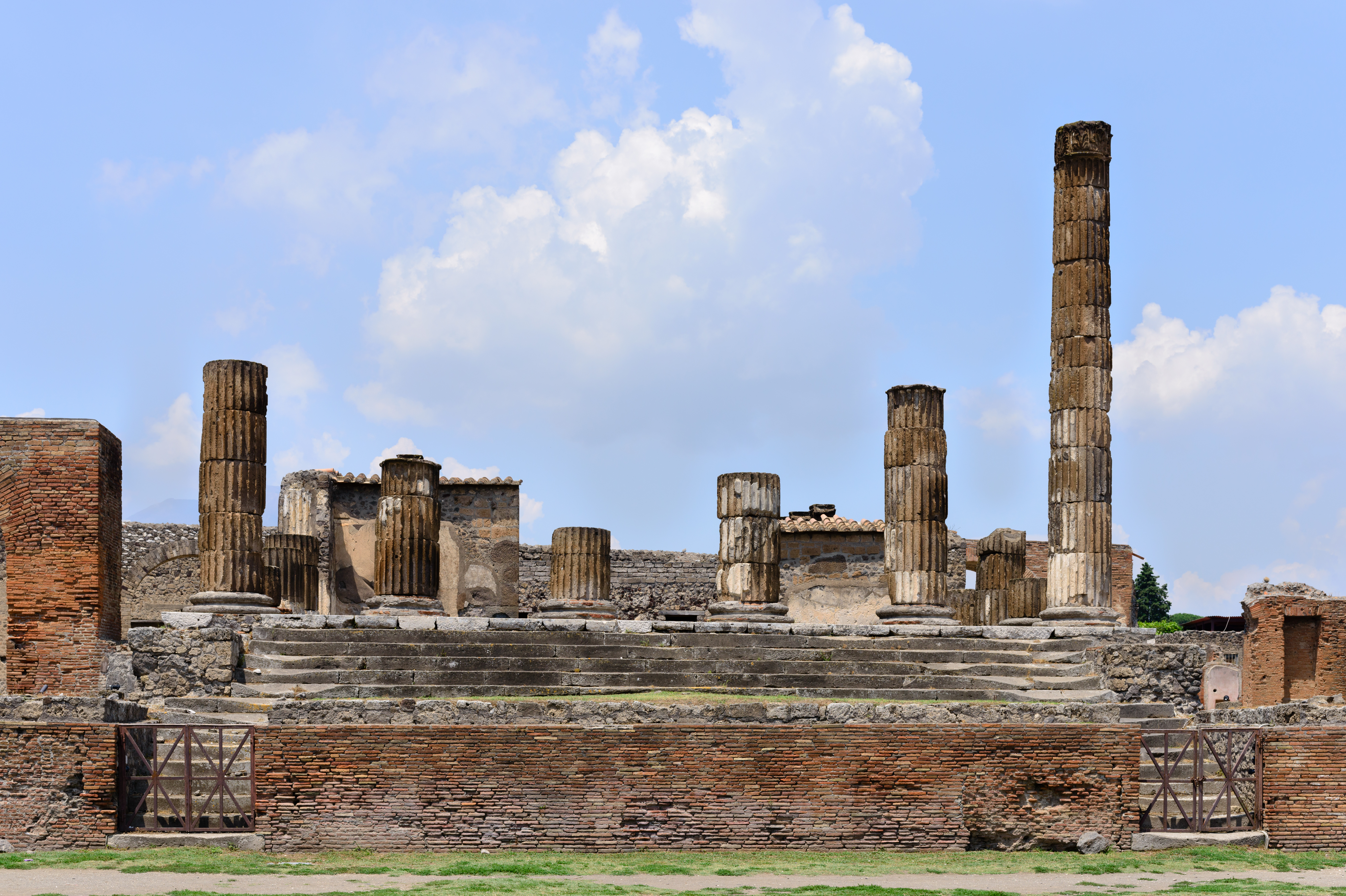
Temple de Jupiter (sur le forum).

Situé du côté nord du forum, le temple de Jupiter (it) était sans doute déjà dédié à Jupiter au IIe siècle av. J.-C., puis, après 80 av. J.-C., il fut consacré à la triade capitoline, Jupiter, Junon, Minerve, dans le cadre du processus de romanisation de la cité.
Construit de lave et de pierres revêtues de stuc, il fermait ce côté de la place dépourvu d'arcades. Le temple, qui remonte au IIe siècle av. J.-C., fut réalisé en deux phases. Du premier édifice, il ne subsiste que le podium. Le second, projeté vers le début du siècle suivant, conduisit à l'agrandissement de la structure architecturale. L'édifice a conservé sur la façade les vestiges de hautes colonnes crénelées : elles se poursuivaient aussi le long des côtés jusqu'à la cella qui apparaît ample et assez allongée.
La colossale « tête de Jupiter » retrouvée est exposée aujourd'hui au musée archéologique national de Naples.
L'édifice, qui fut gravement endommagé lors du tremblement de terre de l'an 62, comme semble le démontrer l'absence presque totale d'éléments ornementaux, n'avait pas encore retrouvé sa splendeur d'antan au moment de l'éruption de l'an 79. En revanche, de chaque côté, deux arcs de triomphe sont demeurés presque intacts.
Sous le podium se trouvaient trois pièces souterraines voûtées qui servaient probablement de favissa, c'est-à-dire de remise pour les objets sacrés, ou de dépôt du trésor de la ville (ærarium), comme le temple de Saturne à Rome.

### Temple d'Apollon
Le temple d'Apollon fait partie intégrante du quartier du forum, tout en lui étant antérieur. Il constitue probablement le cœur religieux originel de la cité. Il remonte, du moins pour ce qui est de sa partie primitive, ses fondations, au VIe siècle av. J.-C. Il est difficile de savoir à qui l'attribuer, Apollon étant vénéré à la fois par les Grecs et les Étrusques. Les fouilles ont permis de retrouver des buccheri (céramiques) portant des inscriptions étrusques. De cet édifice de style italo-étrusque, sans doute en bois, il ne subsiste que quelques éléments. Au IIe siècle av. J.-C., il fut remplacé par un édifice en maçonnerie. Cependant, par la suite, dans la vie civile et religieuse de Pompéi, le culte du dieu Apollon fut reconsidéré au profit du père des dieux, Jupiter, à qui fut dédié le temple le plus important du forum. Plus tard, le temple d'Apollon fut à nouveau transformé : la partie qui donnait sur le forum fut fermée. Il fut embelli au début du Ier siècle : l'autel fut remplacé. Il subit de nouvelles transformations après le tremblement de terre de 62, sous l'empereur Néron.

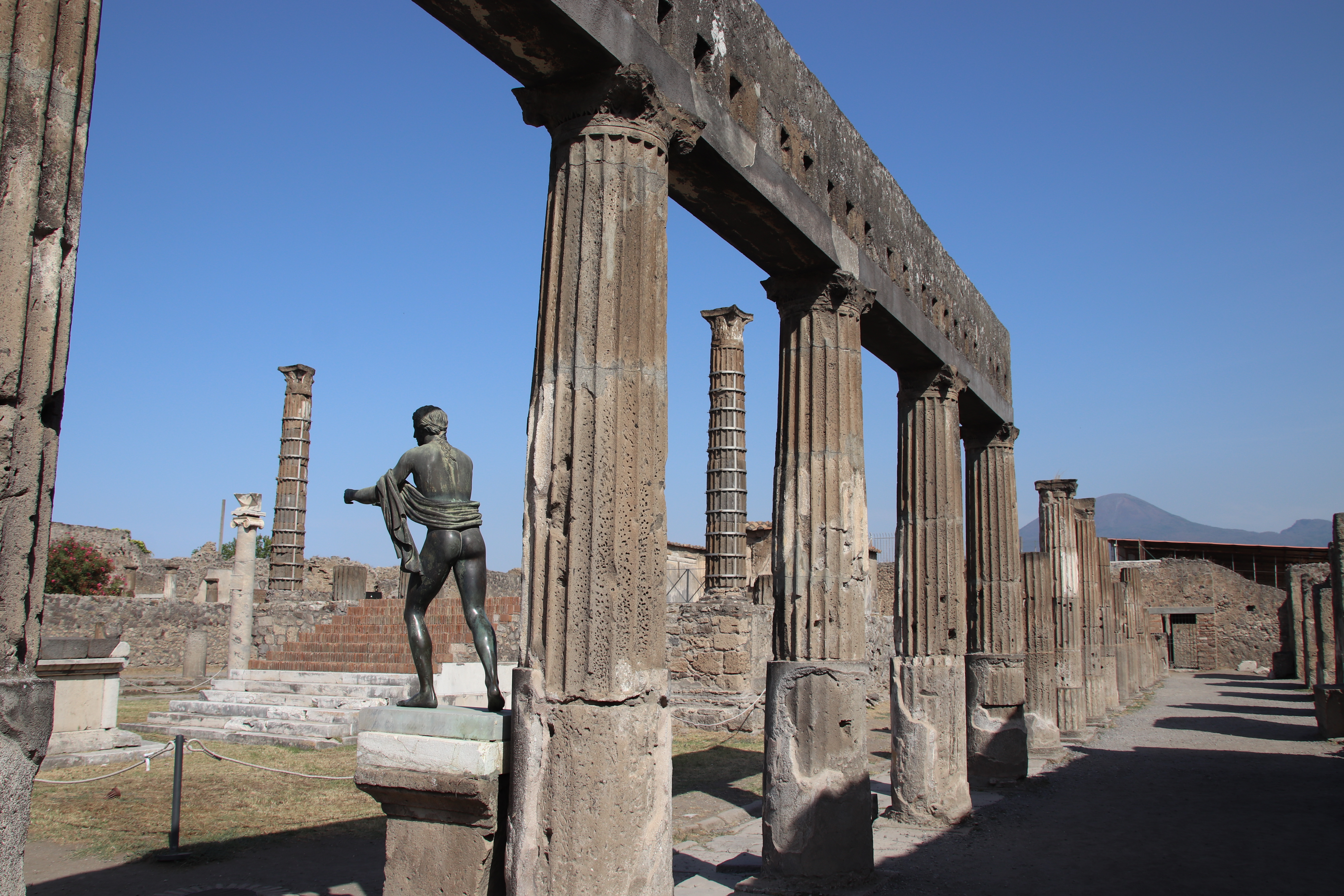
Le temple d'Apollon : autel, cadran solaire et bronze statue of Apollon archer.

L'édifice présente des éléments architecturaux dérivant des styles italique et grec et possède une forme rectangulaire de péristyle : il est entouré de 48 colonnes. On accède à la cella intérieure, élevée sur son podium, par un long escalier. Vers le fond de la cella, un omphalos renvoie au culte de l'Apollon de Delphes. En face, se trouve l'aire sacrificielle. La partie centrale, celle qui contient l'autel du dieu, est entourée de colonnes.
Deux statues embellissent le sanctuaire : « Apollon archer » sur le côté est du portique et « Artémis » sur le côté ouest (les originaux sont conservés au musée archéologique national de Naples).
Un cadran solaire est disposé au sommet d'une colonne ionique en marbre à gauche de l'escalier menant à la cella. Le fût est orné d'une inscription qui rappelle les deux donateurs, les duumvirs Lucius Sepunius Sandilianus et Marcus Herennius Epidianus.

### Temple de Vespasien

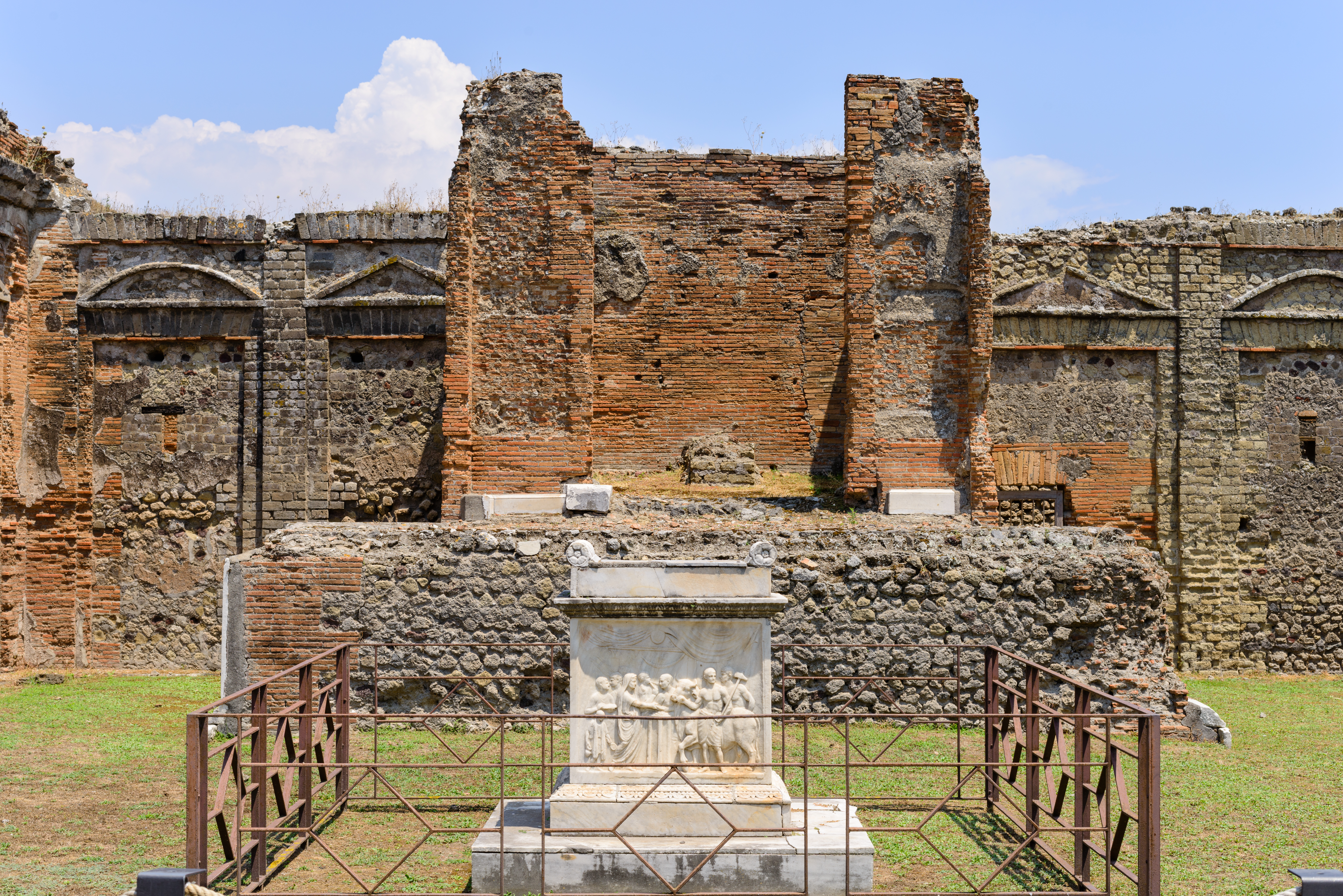
Temple de Vespasien

Le temple de Vespasien (it) était un petit édifice de culte qui a conservé une partie de sa façade et de sa structure péristyle. Les murs latéraux sont ornés de fausses fenêtres dotées d'un fronton — et de la cella surélevée sur un socle. Celle-ci, placée au-dessus d'un podium, était autrefois précédée de quatre colonnes crénelées soutenant un fronton. En face, se trouve un autel en marbre blanc, décoré de bas-reliefs. Celui qui fait face au forum représente le sacrifice d'un taureau
. Les bas-reliefs latéraux représentent les instruments du rite, tandis que sur la face arrière on peut voir une couronne de chêne entourée de lauriers.
L'édifice était encore incomplet au moment de l'éruption du Vésuve. Tous s'accordent désormais à penser que l'édifice était dédié à un empereur ; il n'est toutefois pas certain qu'il s'agisse de Vespasien, comme le voudrait l'hypothèse selon laquelle l'édifice reconstruit après le tremblement de terre était totalement nouveau. L'attribution d'un temple précédent au génie d'Auguste reste possible. Sous cet empereur, en effet, une profonde restructuration du forum avait eu lieu.

## Maisons et villas pompéiennes
Le site de Pompéi fut le premier qui révéla au monde moderne l'architecture précise des maisons romaines dans leur intégralité par la répartition et la fonction des diverses pièces, l'élévation des murs, le mobilier et la décoration intérieure. Le modèle de la maison pompéienne a fourni le plan type de la villa suburbaine. Néanmoins, il convient de signaler qu'une autre forme d'habitat spécialisé, l'immeuble de rapport à plusieurs étages (usuellement nommé insula) où s'entassent les locataires de conditions modestes, est absente à Pompéi.

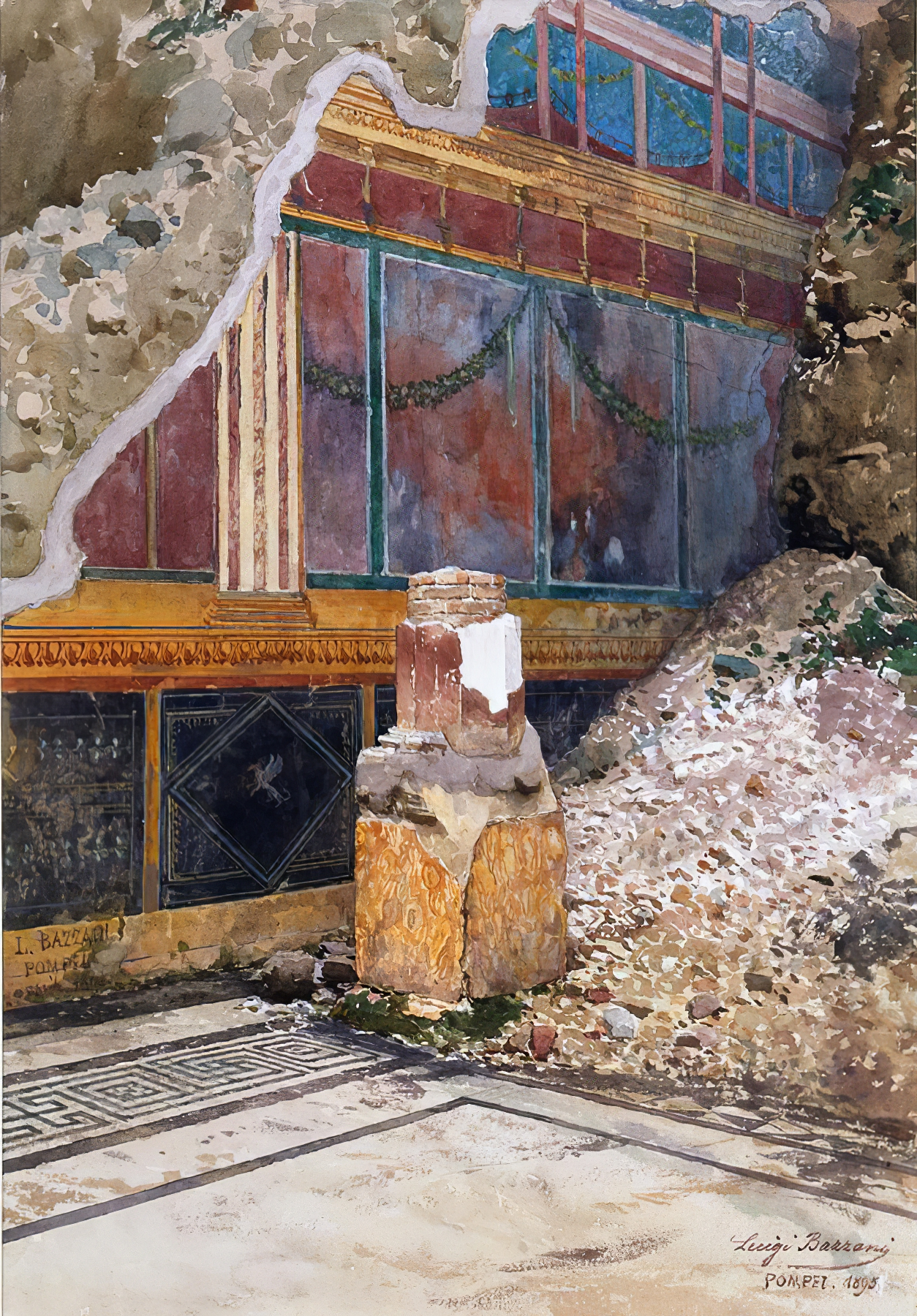
Domus du Mariage d'Argent, à Pompéi, aquarelle de Luigi Bazzani, signée Luigi Bazzani POMPEI 1895.

L'urbanisation s'étale en surface, les maisons ont au plus un étage, et l'on constate que Pompéi est en grande partie une mixité sociale, car on n'a pas vraiment identifié de quartier pauvre. Les habitations vastes et luxueuses jouxtent, dans un même bloc, d'autres plus modestes, des boutiques, des restaurants et des ateliers d'artisans. Les riches propriétaires possédant une domus dans une artère passante tiraient profit de cette situation pour construire à front de rue des boutiques. Ces dernières étaient dotées d'un étage en mezzanine servant de chambre à coucher, que l'on appelait pergula.

### Maisons urbaines

#### Maison du Centenaire (IX, 8, 6)
La maison du Centenaire (en) est une des habitations les plus grandes (près de 1 800 m2) retrouvées lors des fouilles de Pompéi. Elle est formée de la réunion de trois maisons (fin du Ier siècle av. J.-C. – début du Ier siècle), ce qui lui confère un aspect assez complexe. Retrouvée en 1879, l'année du XVIIIe centenaire de l'éruption du Vésuve (d'où son nom), la villa fournit au niveau de son architecture comme de sa décoration, de différents styles, des indices des diverses époques de sa construction.
On y a retrouvé dans le péristyle une statuette (« Petit Satyre portant une outre ») servant de bouche de fontaine. Elle est conservée au musée archéologique national de Naples. La décoration de la villa est caractérisée par des arcades sur fond jaune, avec une représentation de plusieurs divinités et des motifs floraux qui ornent les pièces situées à côté du tablinum et du péristyle grâce à une série de motifs décoratifs formés de poissons et d'oiseaux. Le péristyle était également agrémenté d'une piscine et de fontaines.

#### Maison de Méléagre (VI, 9, 2)
Bâtie à l'époque samnite, sa décoration date d'époques successives. La partie réservée aux réceptions, caractérisée par une belle colonnade à chapiteaux corinthiens, est remarquable. Le péristyle, qui comporte des arcades tout autour du périmètre de la piscine centrale, est très élégant lui aussi. Cette riche demeure, à la décoration picturale entièrement rénovée pendant les dernières années d'existence de Pompéi, constitue un exemple intéressant du IVe style, la fastueuse décoration d'un vaste triclinium en particulier, qui donne sur l'angle nord-ouest du péristyle.

#### Maison du Centaure (VI, 9, 3)
L'entrée par la rue de Mercure représente la fusion de plusieurs maisons en une seule. Le cubiculum est un bel exemple de décoration intérieure. Elle est constituée de l'agrégation de trois habitations précédentes.

#### Maison de Castor et Pollux (VI, 9, 6)

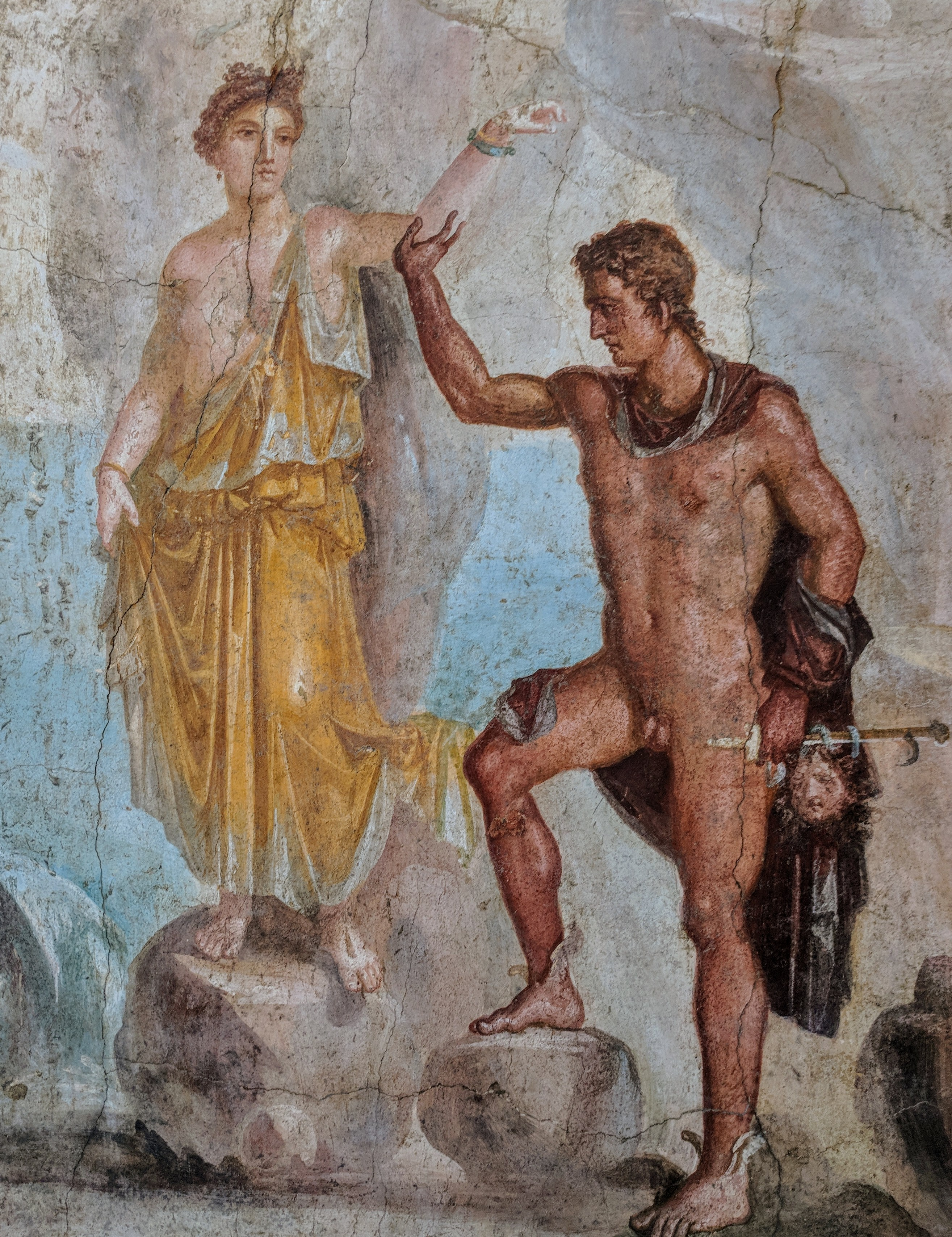
Persée et Andromède.

La maison de Castor et Pollux (it) est constituée de l'union de maisons plus petites rénovées à différentes époques. L'atrium présente un intérêt particulier, avec sa splendide colonnade aux chapiteaux corinthiens. La décoration picturale de plusieurs salles est également très jolie, avec la série de tableaux de scènes mythologiques représentant « Apollon et Daphné », « Adonis », « Silène » et « Scilla ». La Maison de Castor et de Pollux ou des Dioscures doit son appellation à la représentation des « Dioscures » décorant l'entrée et qui est désormais exposée au musée de Naples avec d'autres peintures qui ornaient les autres pièces.

#### Maison de Lucius Cæcilius Jucundus (VI, 1, 26)

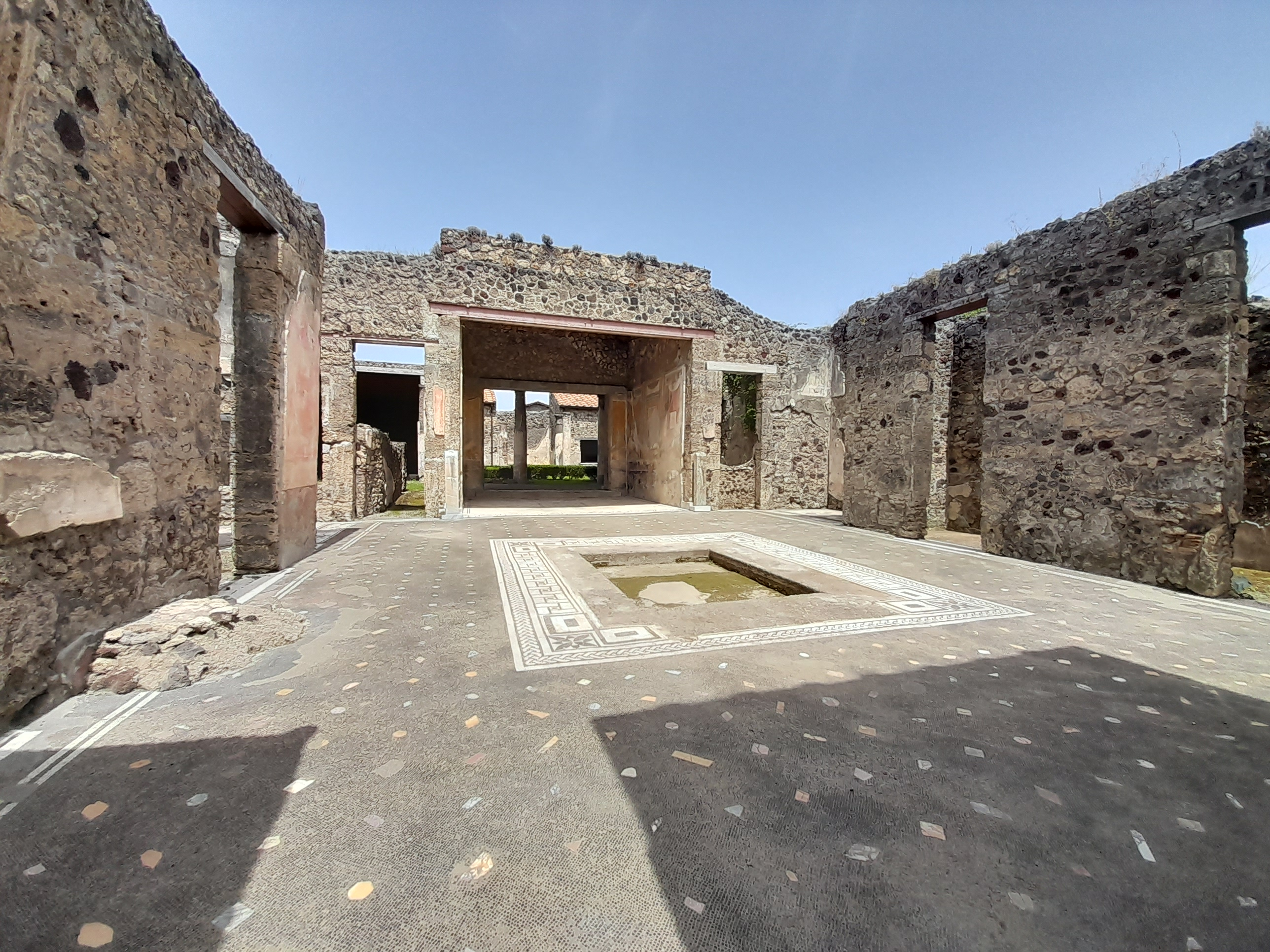
Impluvium

Elle fut fouillée en 1875-76. En juillet 1875, on a retrouvé à l'étage de cette maison un coffre contenant 154 tablettes de cire. Bien que la cire ait fondu, le stylet qu'on a employé pour écrire a laissé des traces sur le bois, de sorte qu'on peut encore lire le texte. Ces documents du plus vif intérêt, qui constituaient les archives d'un banquier nommé Lucius Caecilius Jucundus, concernent des transactions financières.

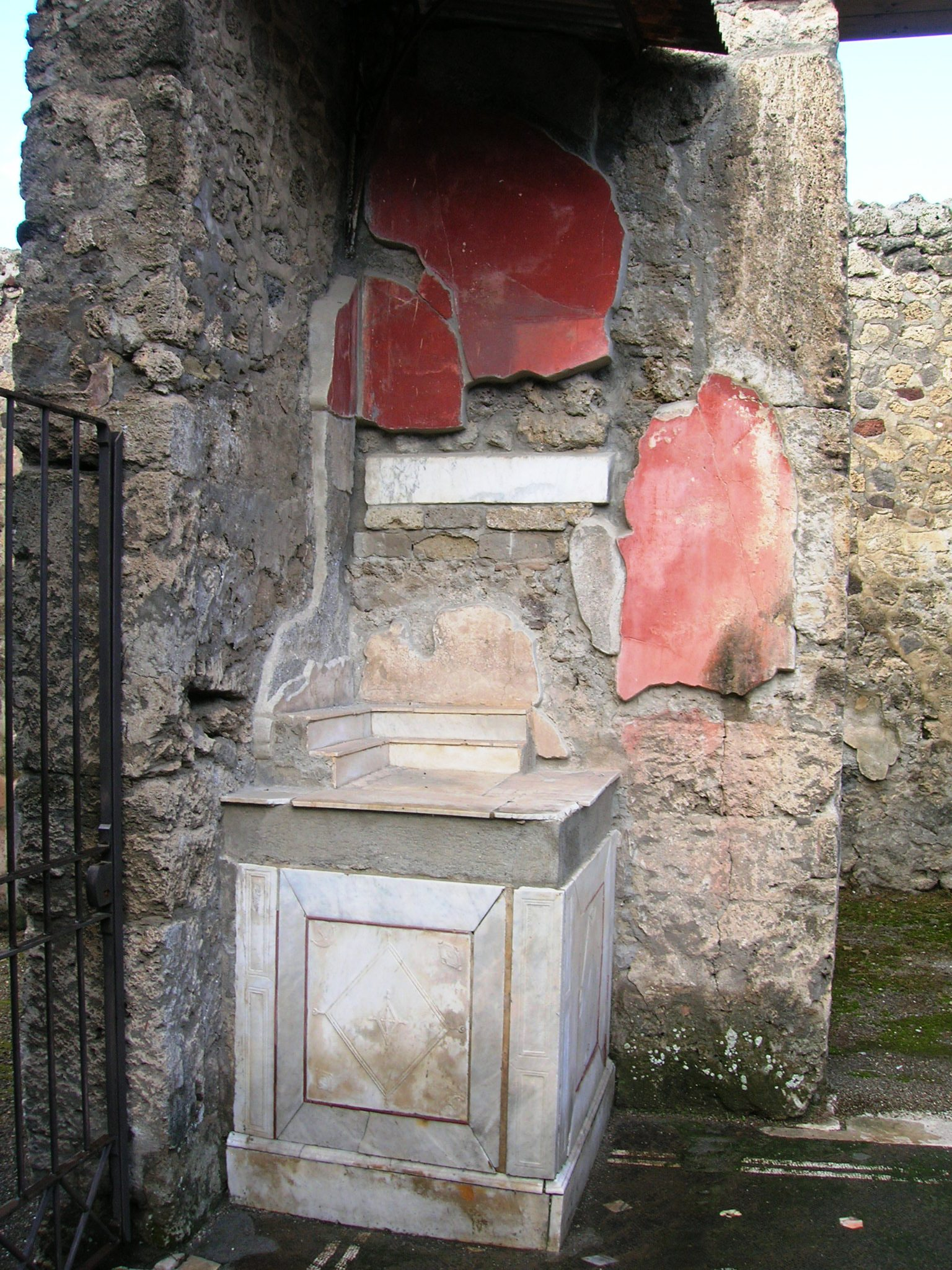
Laraire de la maison de Jucundus. Deux bas-reliefs étaient insérés dans la partie supérieure de son podium.

À gauche de l'entrée, se trouve le laraire qui était orné de bas-reliefs rappelant le tremblement de terre du 5 février 62 : l'un représentant le temple de Jupiter ébranlé et des sacrifices d'expiation décrétés à titre privé (sur le forum, devant un autel auquel sont destinés le porc et le taureau), l'autre l'écroulement de la porte du Vésuve. Un des bas-reliefs représentant des instruments de culte a été dérobé, tandis que l'autre a été mis à l'abri dans le musée de la Civilisation romaine.
Dans l'atrium se trouvait un hermès qui supportait le buste en bronze d'un homme d'âge moyen portant l'inscription : « Felix, affranchi, a dressé ceci à notre Lucius ». Ce portrait réaliste au point de montrer une verrue pourrait être Lucius Cæcilius Jucundus lui-même ou peut-être le père du célèbre banquier. Cette œuvre sculpturale précieuse est actuellement exposée au musée archéologique de Naples. Sur place, on peut en voir une copie.
Le triclinium était décoré de peintures mythologiques, dont le seul panneau bien conservé représente Thésée abandonnant Ariane. Il se trouve au musée archéologique de Naples.

#### Maison de Marcus Lucretius Fronto (V, 4, a)
Elle appartenait à un notable de Pompéi qui occupa entre autres la charge de prêtre de Mars. Il s'agit d'un bâtiment aisé dont les pièces sont finement décorées avec des peintures du IIIe style conservées au musée de Naples. Les décorations subsistantes présentent des effets architectoniques illusoires, ainsi que des scènes mythologiques, des représentations de « Petits Amours » et une grosse peinture représentant le triomphe de Bacchus (Ier siècle de notre ère). La zone du jardin est surélevée par rapport au reste de la maison, et embellie par des statues, des niches et des fontaines.

#### Maison du Faune (VI, 12, 2-5)

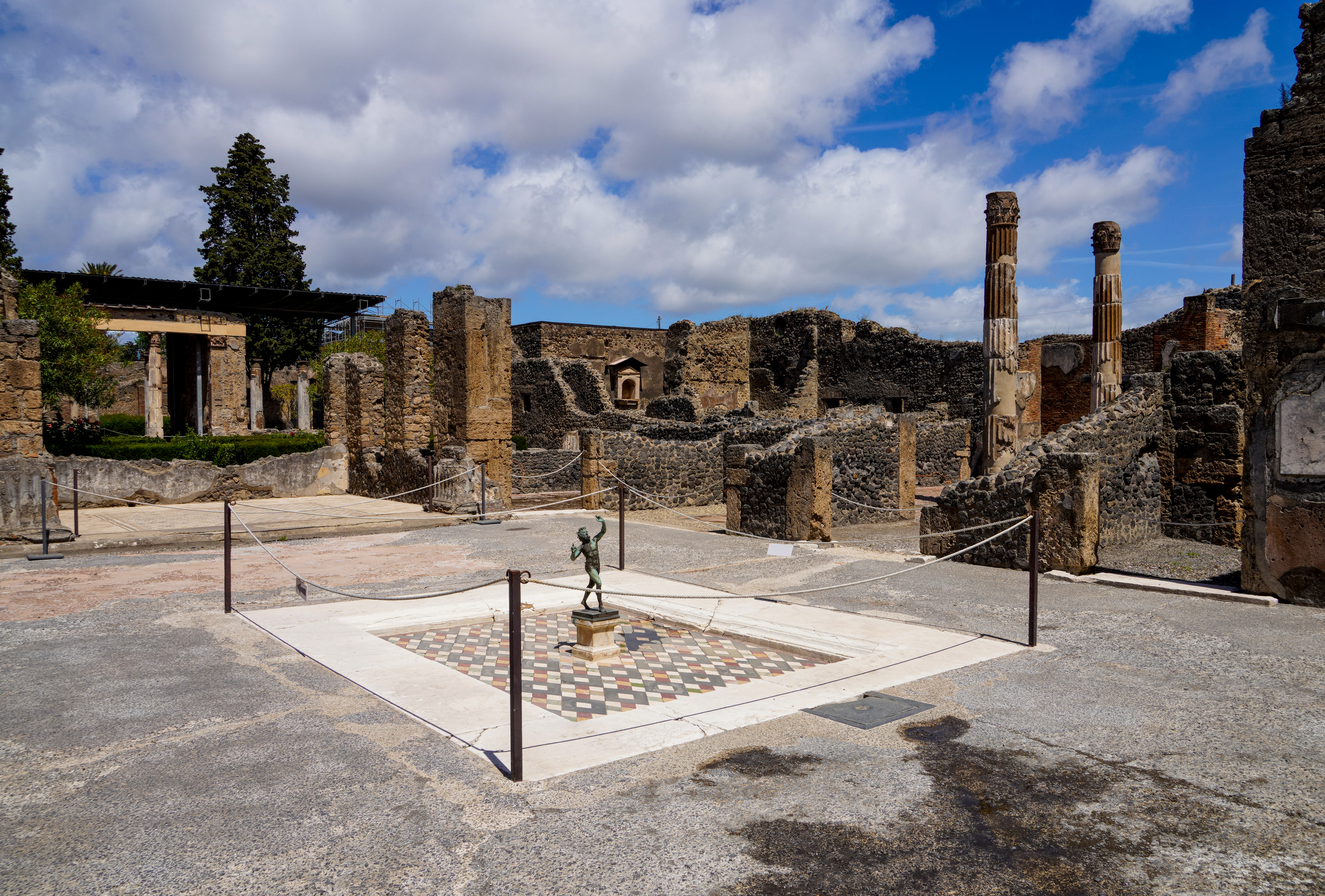
Reproduction du « faune dansant » de la maison du Faune.

La maison du Faune est une demeure aux proportions impressionnantes (environ 3 000 m2), mais harmonieusement équilibrées, et dont les pièces sont élégamment décorées. Elle constitue le type classique de la domus. Elle appartenait sûrement à l'un des personnages les plus en vue de la ville, le neveu de Sylla qui s'occupa de l'organisation politique de la cité.
Sa construction date de la première partie du IIe siècle av. J.-C., mais l'aspect sous lequel nous la voyons aujourd'hui remonte aux transformations de la fin du IIe siècle av. J.-C.

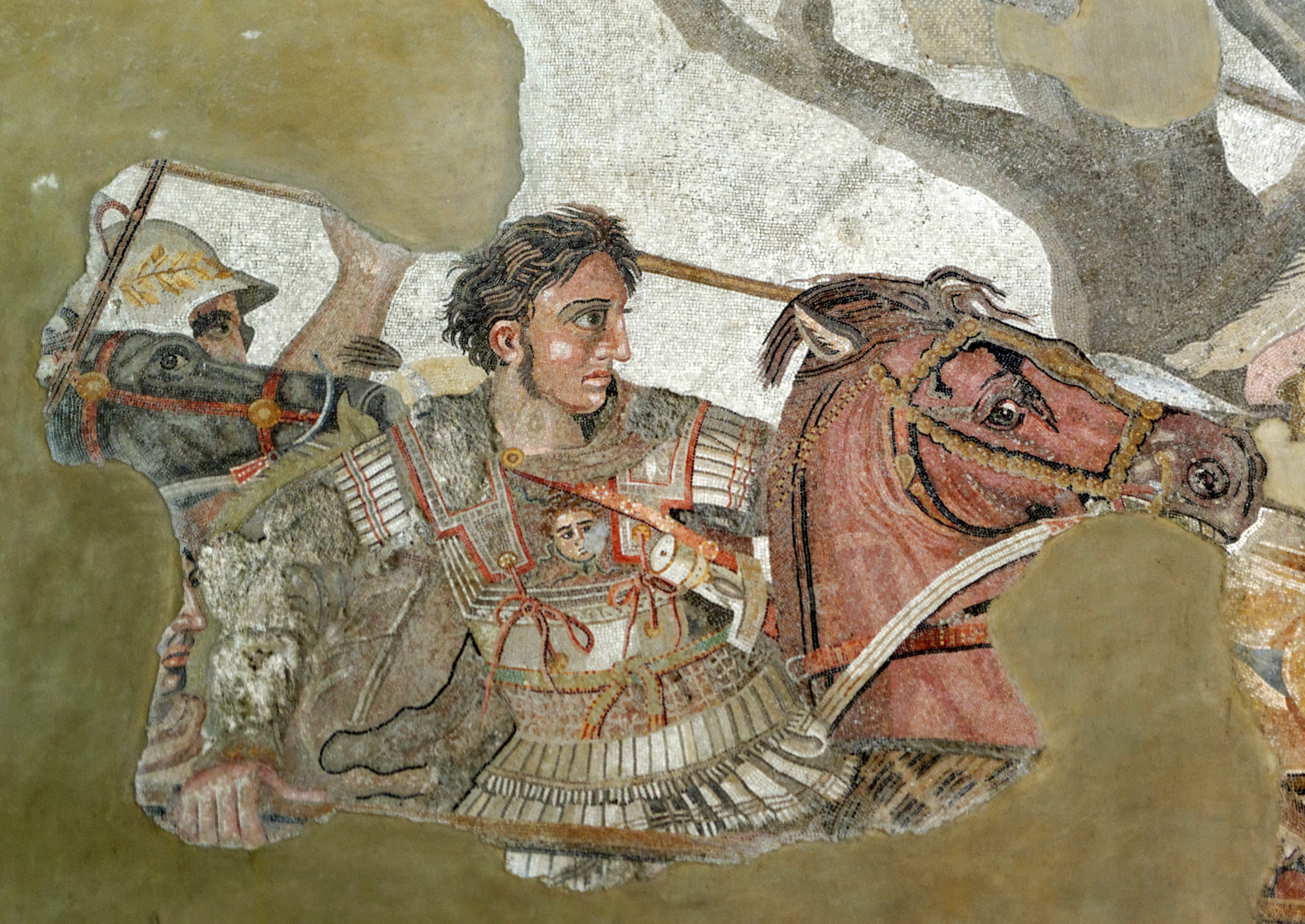
Détail de la Mosaïque d'Alexandre le Grand lors de la Bataille d'Issos.

L'atrium toscan appartient à la période et présente un sol en pierre. En revanche, le second atrium est de type hellénistique et comporte quatre colonnes corinthiennes.
Sa célébrité et son nom sont essentiellement liés à la petite sculpture en bronze retrouvée en 1830, représentant un « Faune dansant », petit chef-d'œuvre de l'art statuaire antique. Il ne faut cependant pas oublier la Mosaïque d'Alexandre, conservée au musée archéologique de Naples. Située dans la grande exèdre entre le premier et le second péristyle avant d'être déposée, elle est exceptionnelle par ses dimensions (elle mesure en effet 3,5 m sur 6 m) et le nombre de tesselles employées (un million et demi), mais aussi par sa puissance expressive : on y voit une foule de soldats, de lances et de chevaux saisis au moment où Alexandre, désormais vainqueur et fier de ses troupes, s'apprête à infliger le coup de grâce à l'ennemi en fuite.
Parmi les autres pièces, les deux péristyles sont particulièrement dignes d'être mentionnés : le premier possède une colonnade ionique, en partie décorée, elle aussi, de mosaïque ayant pour sujet la flore et la faune de la région du Nil ; le second, plus grand, est agrémenté d'une colonnade dorique courant autour du jardin.

#### Villa de Julia Félix (II, 4, 2)

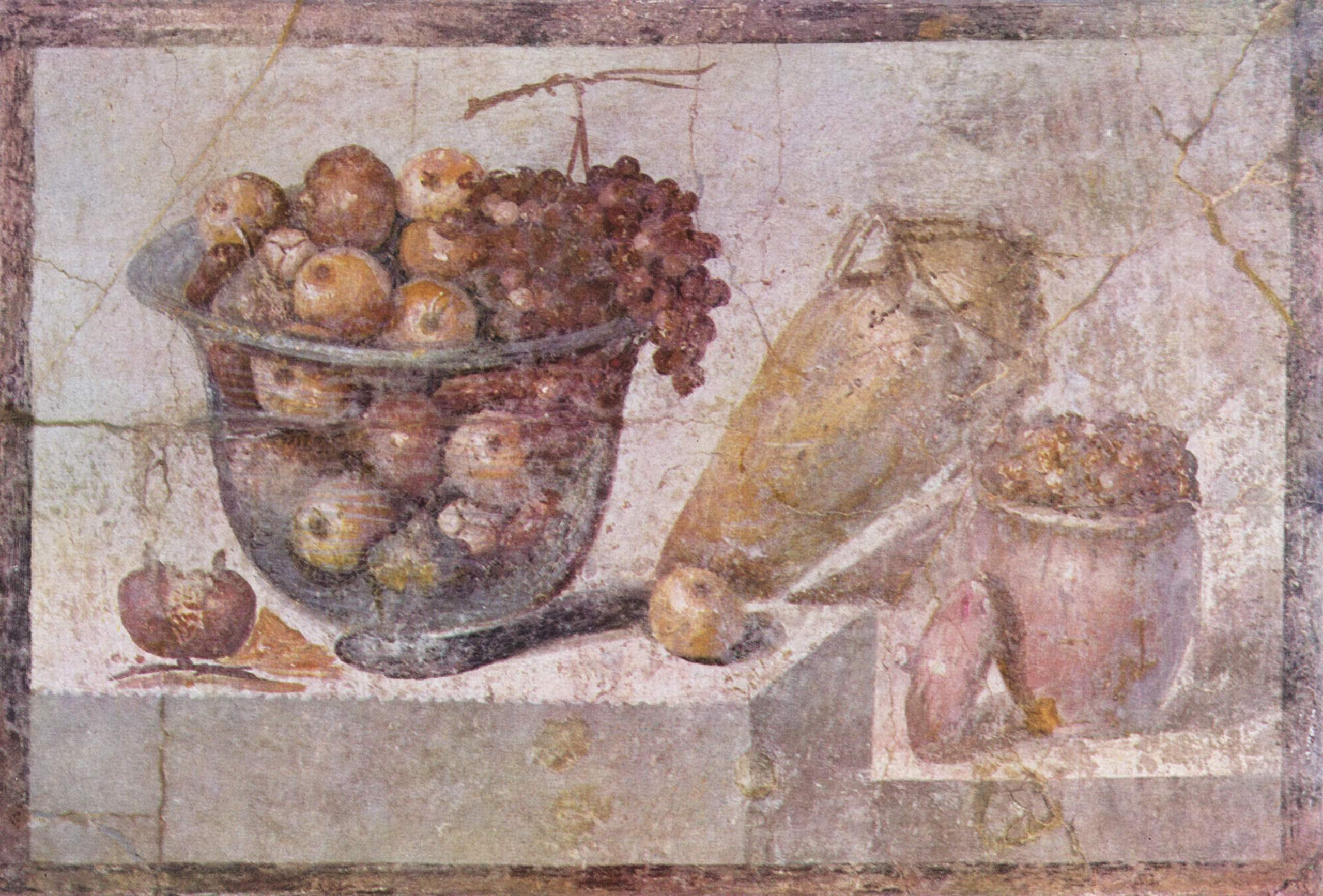
Une fresque de la villa de Julia Félix.

La maison de Julia Félix est une imposante propriété (prædia) qui occupe toute l'insula IV. Fouillée en 1757, elle fut ensuite à nouveau ensevelie. Le complexe a été à nouveau complètement dégagé en 1951-52. Elle est constituée de l'union d'une villa romaine, d'un ensemble thermal concédé à usage public et d'un ensemble de boutiques.
L'habitation proprement dite, munie de deux entrées, est vaste et luxueuse. Autrefois de nombreuses peintures l'embellissaient. Certaines ont été laissées en place ; d'autres ont été déposées et sont aujourd'hui conservées au Musée archéologique national de Naples. Le Musée du Louvre en possède également quelques-unes. Parmi les plus célèbres figurent les Scènes de la vie du forum, qui ornaient l'atrium. Le jardin, agrémenté de fontaines, de ponts et de colonnes, est suggestif. Dans la salle triclinaire, les lits sont en marbre. L'ensemble des bains (frigidarium, tepidarium, caldarium et aussi sauna) est organisé selon le schéma des bains publics et possède aussi une piscine en plein air. Originairement étroitement lié à la villa, cet ensemble fut par la suite destiné à l'usage des habitants de la ville en échange du paiement d'une taxe de location comme le prouve une inscription retrouvée sur place.
Le complexe des boutiques et des pièces situées le long de la ruelle, à l'ouest, fut lui aussi réalisé par la maîtresse de maison pour être loué. À l'arrière de la villa s'étend une vaste zone destinée à la culture des fruits et des légumes.

#### Maison des Vettii (VI, 15, 1)

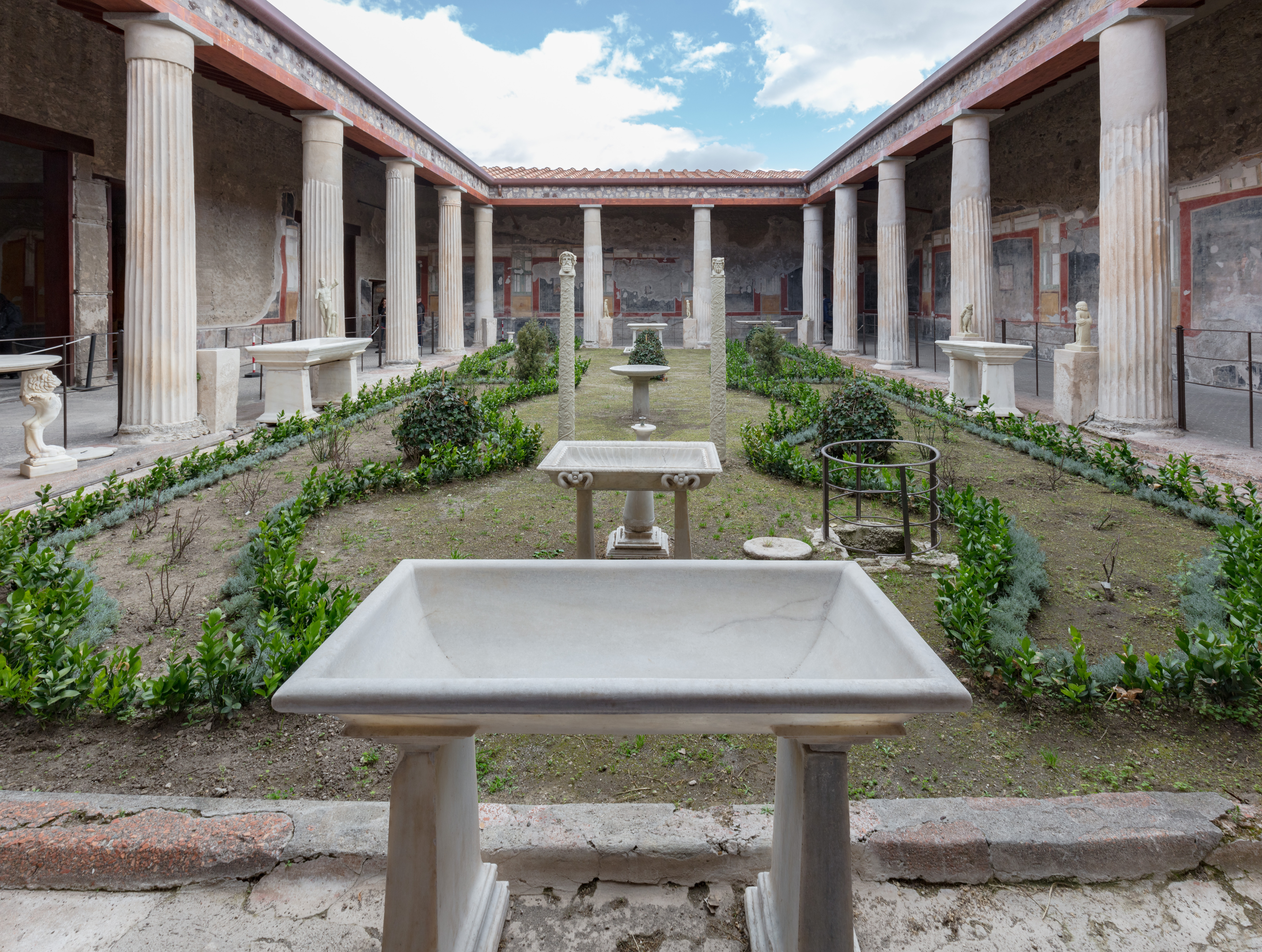
Atrium et péristyle de la maison des Vettii.

Témoin très précieux de la peinture pompéienne, cette habitation était l'une des plus belles et des plus intéressantes de la ville. Son état de conservation permettait il y a encore quelques années, à plusieurs siècles de distance, d'apprécier la magnificence atteinte par les demeures de la classe sociale la plus aisée de Pompéi et d'observer comment la riche bourgeoisie locale tendait à afficher son prestige et son train de vie en égalant, sinon surpassant, en richesses décoratives les demeures aristocratiques.
La maison des Vettii, qui appartenait à Aulus Vettius Restitutus et à Aulus Vettius Conviva, exprimait comme d'autres la situation économique qui fut la leur vers la fin du Ier siècle. De fait, la réalisation d'une grande partie de la décoration picturale représente un témoignage éclatant de la peinture du IVe style, dans la période qui suivit le tremblement de terre de l'an 62.
Découverte en 1894, l'habitation est demeurée longtemps pratiquement intacte ou a été minutieusement reconstruite. Le jardin, quant à lui, a été reconstitué à partir des empreintes de racines laissées dans le sol ou d'objets mis au jour lors des fouilles successives. De même, un savant travail de reconstitution a fait retrouver au péristyle ses formes originales, fusion d'éléments architecturaux, sculpturaux et picturaux.
Dans le vestibule, on trouve une célèbre peinture apotropaïque : le dieu Priape, dont le gigantesque phallus repose sur un des bras d'une balance, tandis que sur l'autre se trouve une bourse d'argent.

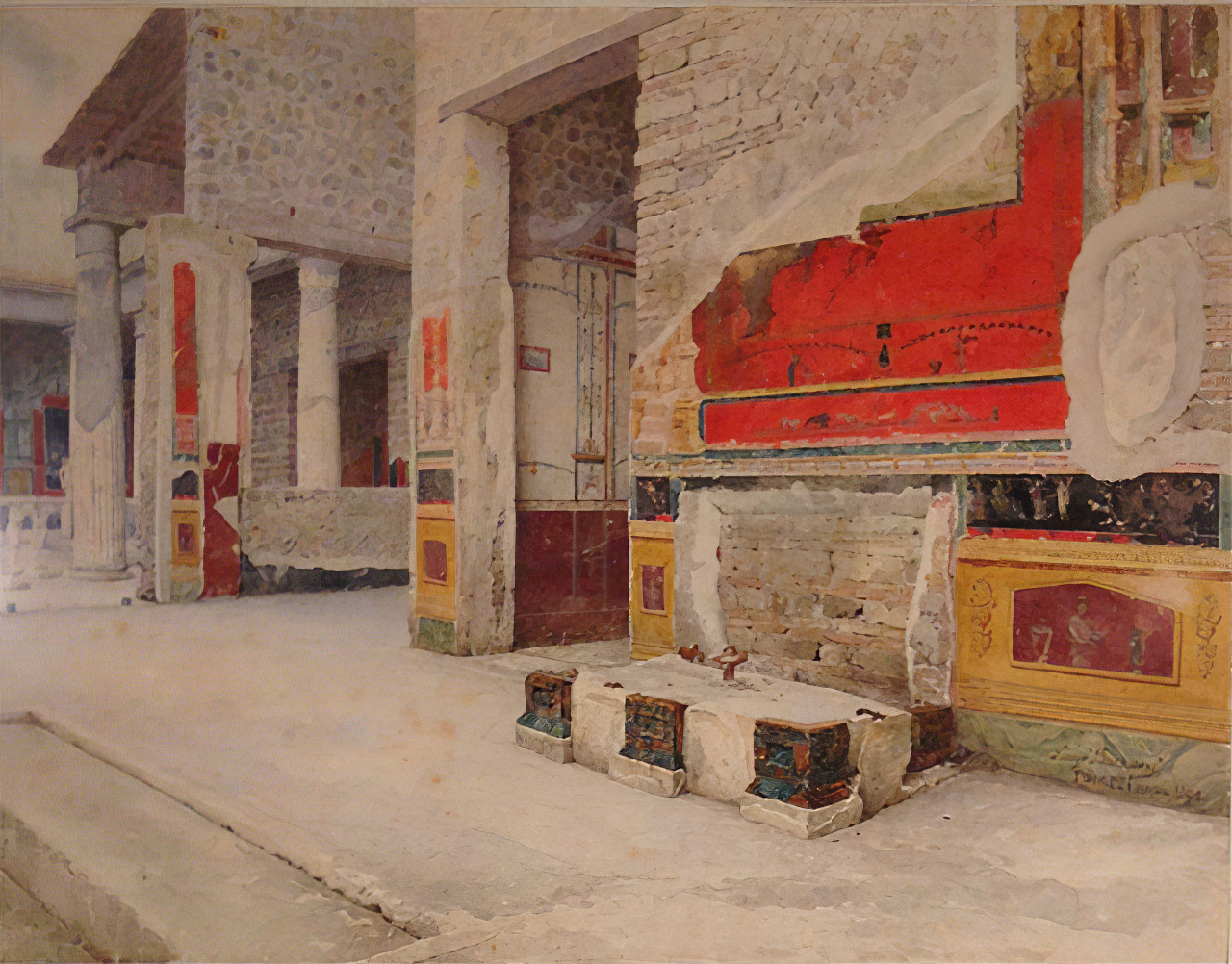
Atrium de la Maison des Vettii.

La décoration de l'atrium — constituée de deux coffres-forts où les propriétaires conservaient leurs objets précieux — a pour sujet des « Petits Amours » et « Psyché ». Le toit a été complètement recréé afin d'offrir une image plus vraie de cette époque. Les salles qui donnent sur l'atrium sont ornées de peintures avec des scènes mythologiques dont certaines possèdent un caractère expressif et immédiat.
Le grand triclinium au nord du péristyle est célèbre pour ses peintures. Celles-ci recouvrent presque entièrement les murs (une partie a été perdue) et se découpent sur un fond rouge ; les figurations de grandes scènes mythologiques sont insérées dans de faux cadres : « Persée et Andromède », « Ariane et Dionysos », « Daphné et Apollon », « Poséidon et Amymoné ». La longue frise, sur fond noir et tout autour des murs, représente des « Petits Amours » accomplissant divers métiers, d'une facture très raffinée (« Amours atteignant une cible, Amours portant une guirlande de fleurs, Amours vendant des parfums, Amours sur des chars, Amours orfèvres, Amours teinturiers, Amours célébrant des rites sacrés, Amours pendant la vendange, Amours célébrant Bacchus, Amours vendant du vin »).

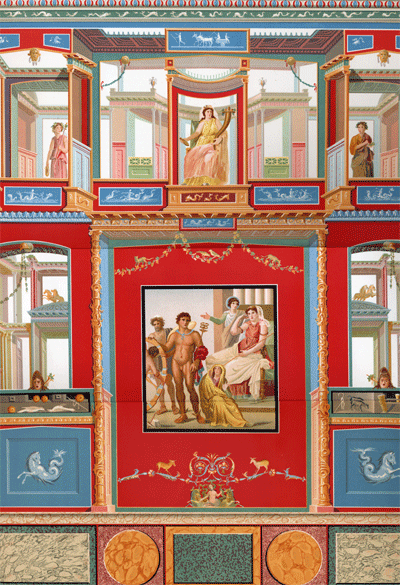
Reconstitution d'un mur peint de la salle au nord-est de la maison des Vettii.

Dans une salle tout aussi célèbre située au nord-est du péristyle, la décoration se développe sur trois registres : le bas du mur est occupé par une plinthe en faux marbre, tandis qu'au registre médian se trouvent des tableaux placés au milieu de panneaux rouges représentant « Dédale confiant une jument de bois à Pasiphaé », « Ixion torturé », et « Dionysos découvrant Ariane endormie ». Enfin, au registre supérieur se déploient des mises en scène architecturales.
Dans une autre pièce du même secteur, à l'angle sud-est du péristyle, des peintures placées au milieu de panneaux jaune ocre encadrant des architectures imaginaires représentent : « Hercule tuant le serpent », « la torture de Dircé » et « le supplice de Penthée ».
Un petit péristyle, situé au nord du grand péristyle, contient également des peintures mythologiques : « Héraclès surprenant Augé » et « Achille travesti en femme reconnu par Ulysse à Skyros ».
Les communs, en particulier la cuisine, permettent de reconstituer la vie domestique.

#### Maison des Amours Dorées (VI, 16,7)
Demeure particulièrement luxueuse, elle aurait appartenu à Gn. Poppæus Habitus, sans doute un membre de la gens Poppeia, dont faisait partie Poppée, femme de Néron. Son état de conservation permet d'apprécier tout spécialement son ensemble pictural ainsi que son architecture équilibrée et harmonieuse. Les dimensions relativement réduites de cette demeure, plutôt irrégulière, semblent avoir servi de stimulant au raffinement de la décoration et des objets, afin de lui conférer un plus grand sens de faste et de riche élégance.

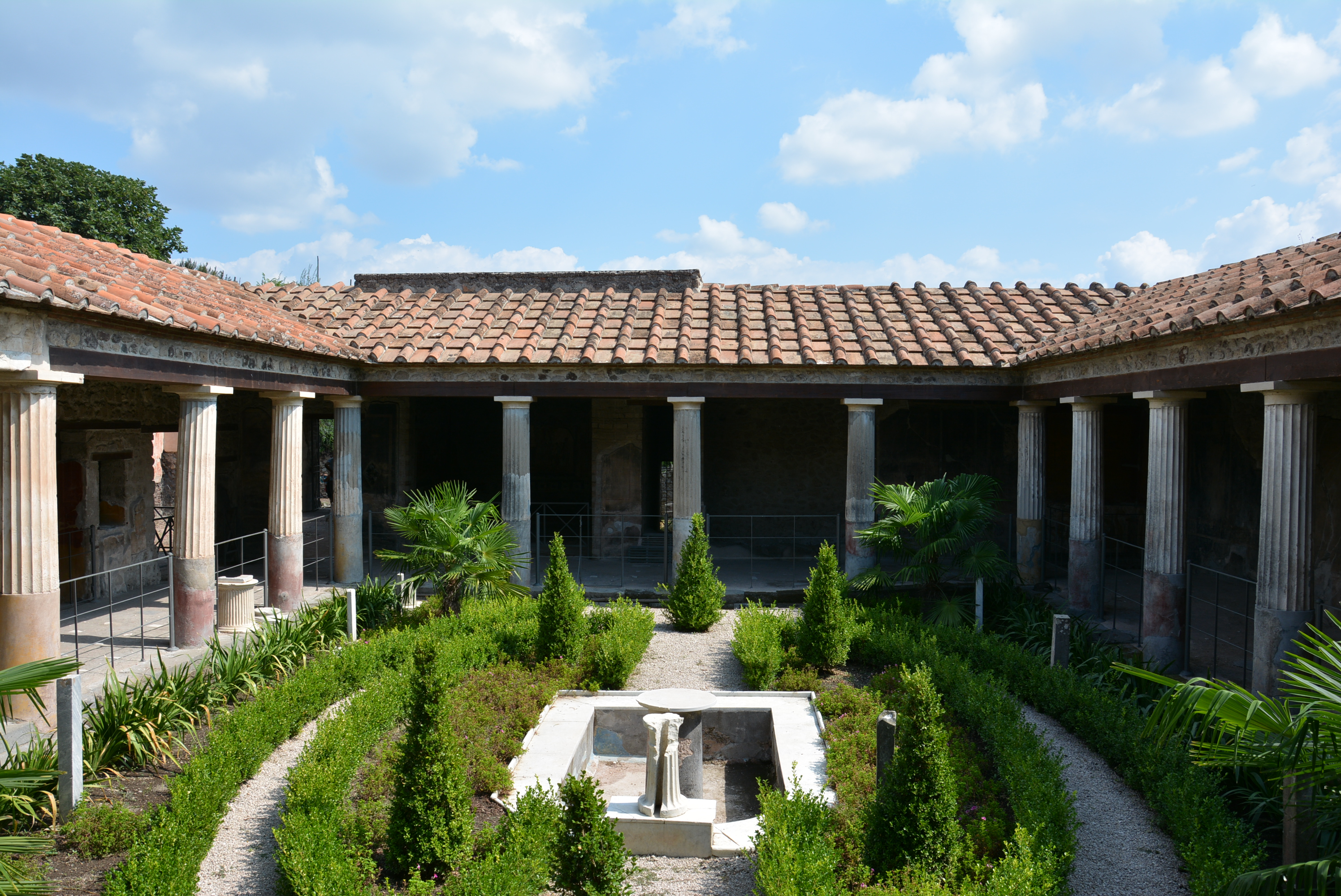
Péristyle de la maison des Amours Dorées.

Elle doit son nom à la décoration de médaillons de verre incisés de figures d'amours incrustés de feuilles d'or, aujourd'hui disparue, située dans un des cubicula : les figures légères sont peintes sur une feuille d'or. La présence de grands masques théâtraux est une des caractéristiques de cette maison.
La disposition de la maison témoigne de l'évolution de la domus italique sous l'influence du goût hellénistique. L'atrium, qui était le point focal de la maison, est détrôné au profit du péristyle, autour duquel s'agencent les pièces de réception.
La maison possède deux laraires. À l'angle sud-ouest du péristyle se trouve un beau sacellum (petit sanctuaire) décoré de figures d'Isis, d'Osiris, d'Anubis et d'Harpocrate : parmi les cultes orientaux présents à Pompéi, le plus en vue était celui d'Isis. Du côté opposé se trouve un autre sacellum consacré à la triade capitoline, Jupiter, Junon et Minerve.
Un côté du péristyle — sans doute la partie la plus belle de cette maison — est surélevé (péristyle rhodien) et surmonté d'un fronton et a pratiquement la forme d'une scène de théâtre : cela révèle une inclination du propriétaire pour la recherche de solutions nouvelles et d'effet qui ne manquent cependant pas d'élégance et de sobriété. Le triclinium avec ses peintures représentant des scènes mythologiques comme Thétis dans l'atelier de Vulcain, Briséis et Patrocle, Jason et Pélias. Cet espace était peut-être destiné à des représentations, comme le laissent supposer l'escalier et les trois accès.
La décoration de certaines pièces doit être ici soulignée : elle appartient généralement au IIIe style et a pour sujet des « Épisodes et personnages mythologiques ».

#### Maison du Poète Tragique (VI, 8, 5)

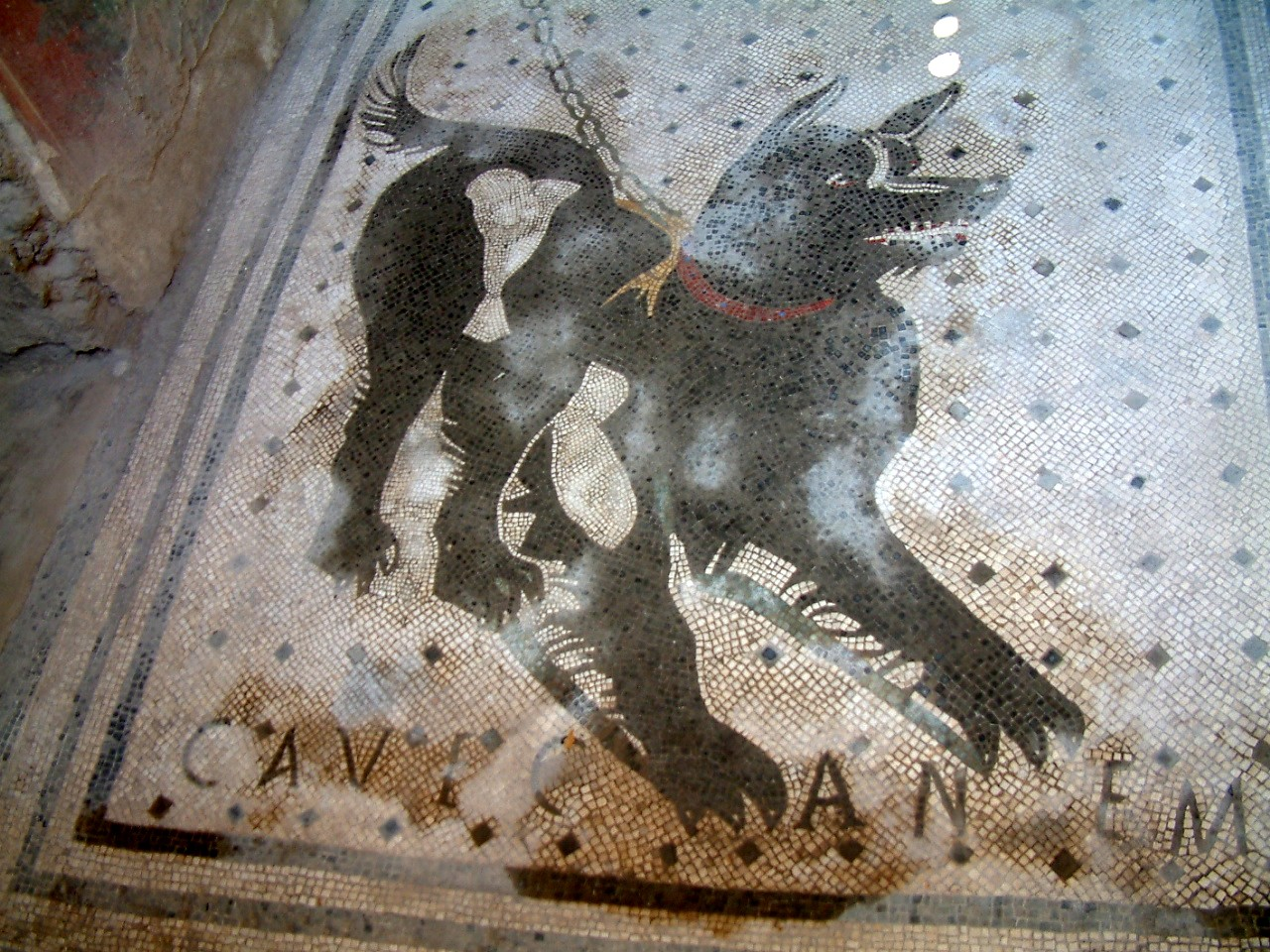
La célèbre mosaïque Cave canem (« Attention au chien »).

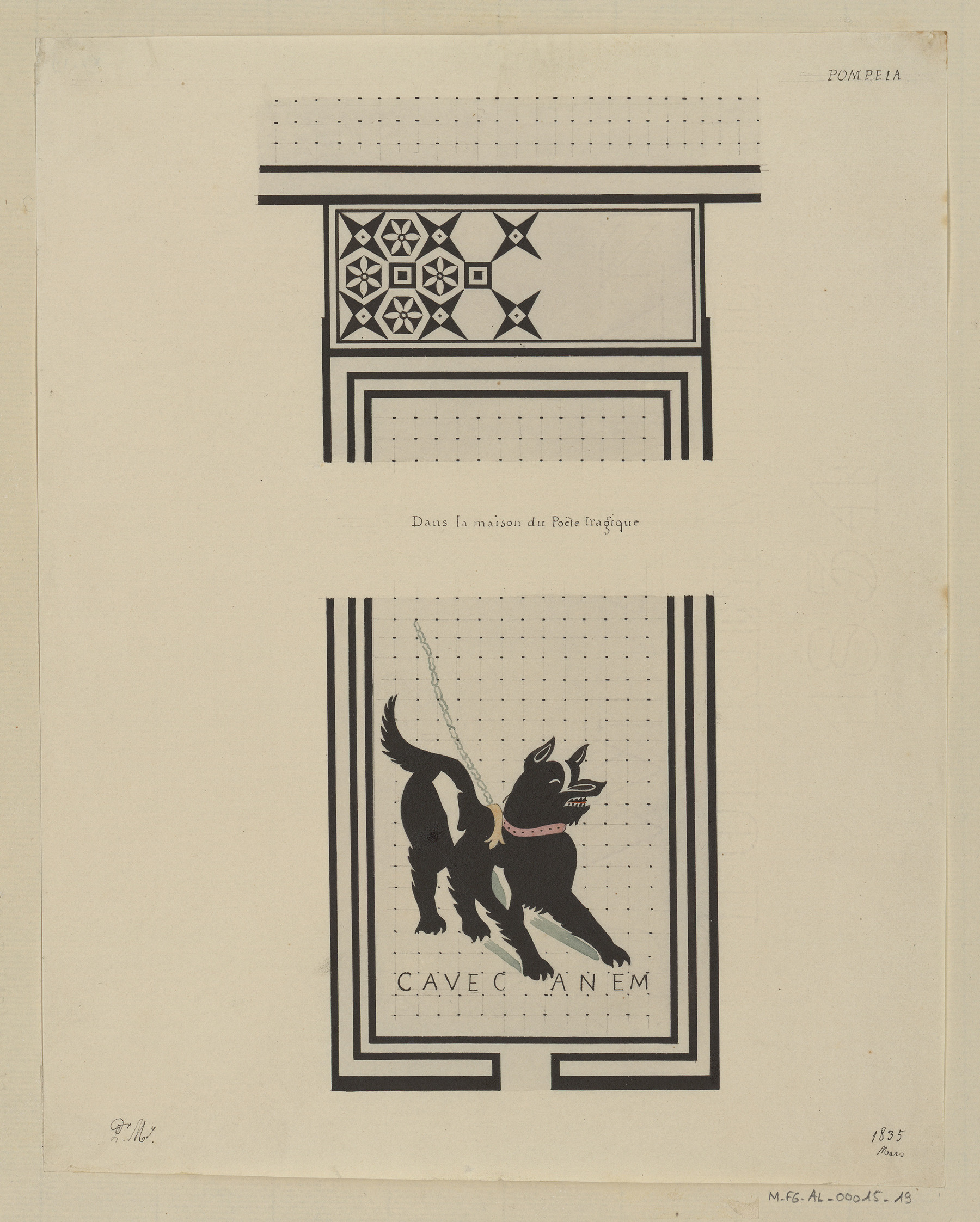
Dessin de la mosaïque Cave canem, par Prosper Morey, 1835

La maison du Poète Tragique (en) s'appelle ainsi en raison de la présence d'une mosaïque représentant un « Maître de théâtre ». Remontant à l'époque impériale, c'était une demeure luxueuse dont plusieurs pièces étaient agrémentées d'une belle décoration. L'architecture apparaît composite, mais harmonieuse, avec des dimensions modestes, typique de la classe moyenne qui s'était enrichie lors de la dernière période de la vie pompéienne. La présence de deux boutiques tout près de l'habitation laisse supposer que le propriétaire, qui s'appellerait Aninus, fut un nouveau riche, exerçant une activité commerciale. À l'entrée se distingue le fameux Cave canem (« Attention au chien »), une des représentations les plus célèbres de Pompéi. L'atrium, qui vient ensuite, avec l'impluvium, était orné de scènes de l'Iliade. Il possède deux cubicula habituelles sur le côté, tandis que les petits escaliers mènent à l'étage supérieur. Dans le tablinum on a retrouvé une représentation du « poète tragique » qui a donné son nom à la maison, ainsi que plusieurs autres peintures comme Admetus et Alceste. La série de peintures du triclinium a pour sujet des scènes mythologiques : Thésée et Ariane, Vénus et des Amours. D'autres peintures au sujet mythologique décorent les murs des cubicula. La fresque du « Sacrifice d'Iphigénie » conservée au musée archéologique de Naples est très belle. Plusieurs experts ont reconnu en elle une copie du peintre grec Timanthe, du Ve siècle av. J.-C..
C'est de la maison du Poète Tragique que l'écrivain Edward Bulwer-Lytton s'est inspiré pour la demeure de Glaucus, le personnage principal de son roman Les Derniers Jours de Pompéi. En France, elle inspira également le prince Jérôme Napoléon pour l'aménagement de son appartement de l'avenue Montaigne à Paris, où lui et ses amis s'habillaient en Romains.

#### Maison de Ménandre (I, 10, 4)

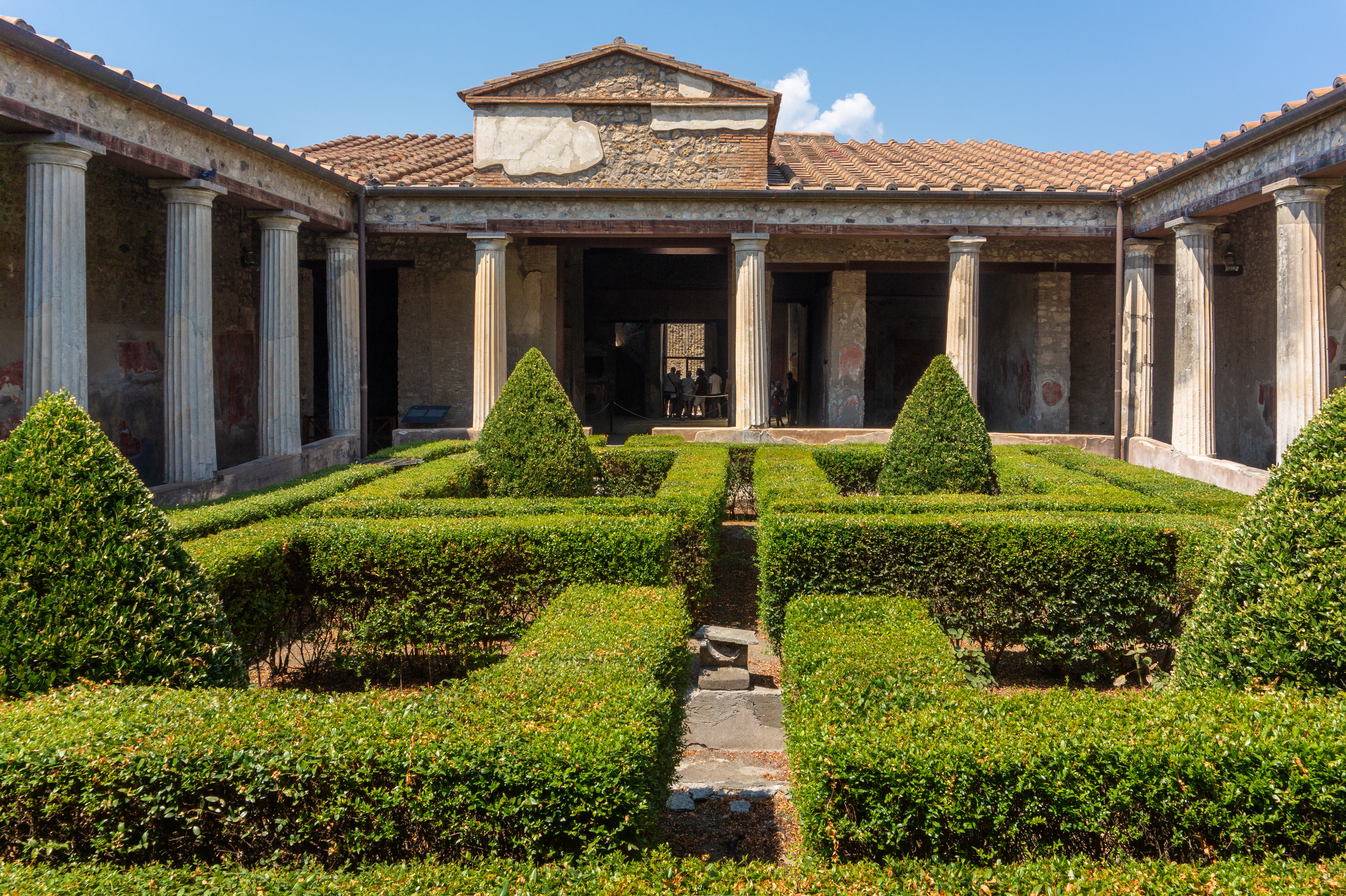
La maison de Ménandre

La maison de Ménandre (en) est l'une des maisons pompéiennes les plus grandes et les plus riches, avec une décoration précieuse et se caractérisant par une disposition très complexe des pièces. Son nom dérive du portrait de Ménandre, mais elle est également connue comme « maison de l'argenterie » en raison de l'impressionnante collection d'objets (au total 118 pièces d'argenterie) retrouvés en 1930 dans une caisse placée dans ses caves, ainsi que de nombreuses autres en or et des monnaies qui sont actuellement exposés au musée archéologique de Naples.
Cette demeure aurait appartenu à la gens Poppæa, dont faisait partie Poppée, l'épouse de l'empereur Néron. C'est ce que laisse supposer la découverte d'un squelette ayant au doigt une bague portant le nom de Q. Poppæus Eros. Elle fut construite au cours de phases successives. Commencée au IIIe siècle av. J.-C., elle fut embellie et agrandie par la suite. Au moment de l'éruption du Vésuve, des travaux de restauration étaient en cours. De l'entrée — caractérisée par deux piliers ornés de chapiteaux corinthiens — on accède à l'atrium (de type toscan), assez bien conservé et rendu très suggestif par sa décoration du IVe style, par le gracieux petit laraire à double fronton, situé dans un angle, et surtout par l'auvent en bois, très prononcé, ouvert au centre pour permettre le passage de la lumière et pour recueillir l'eau plus aisément.

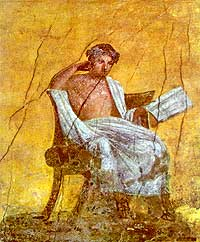
Ménandre.

Les salles situées à gauche de l'entrée contiennent des peintures avec des scènes extraites d'épisodes de l'Iliade. Après le tablinum, se trouve le péristyle, pièce élégante et enrichie d'une colonnade peinte. De là partent une série de salles : sur la droite, se trouvent la zone de la cuisine et des bains ; sur la gauche s'ouvre le triclinium flanqué de deux pièces dont les murs sont recouverts de fresques. Les exèdres, situées au-delà des pièces destinées au logement des domestiques, possèdent des peintures raffinées ayant trait à la mythologie et au théâtre (masques) ; s'y trouve le portrait du poète Ménandre.

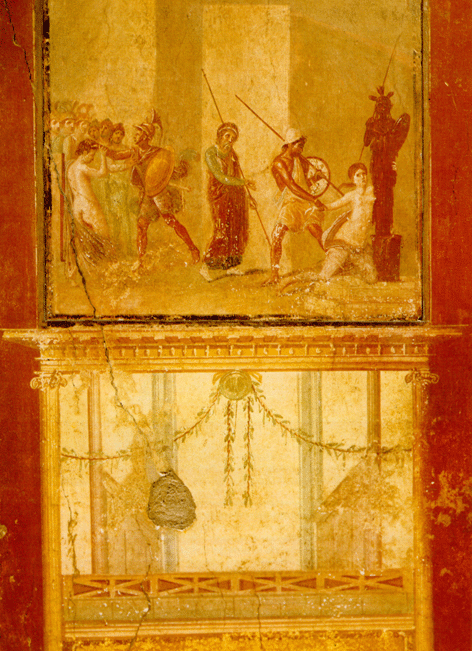
Cassandre et Ulysse. Il tente d'éloigner la prêtresse qui enlace la statue de la déesse Athéna, protectrice de Troie. Pièce 4 de l'atrium mur gauche, fresque du, troisième quart du Ier siècle.

La partie ouest de la maison est occupée par la zone réservée aux bains chauds : le caldarium est très beau, avec sa décoration faite de mosaïques et de peintures demeurées presque intactes. Un secteur du logement était réservé au surintendant de la propriété, un affranchi dénommé Éros (son nom est inscrit sur le sceau retrouvé sur son corps) qui s'occupait des biens de la maison sous le titre de procurateur.
Dans les années 1920, les fouilleurs de l'équipe d'Amedeo Maiuri dénombrent dix-huit corps : dix dans le couloir, entre les pièces nobles et le logement des esclaves, trois dans l'écurie, deux dans la chambre de l'intendant du domaine. Qui étaient ces morts ? Des membres de cette riche famille de propriétaires ou bien des esclaves logés tout à côté afin d'être toujours disponibles ? Surtout, derrière l'entrée d'une salle à manger, on a retrouvé trois autres corps, dont un enfant ou un adolescent, à côté de pics et de pioches. Ceux-ci étaient probablement des pillards, piégés par l'effondrement des scories alors qu'ils étaient en train d'explorer la maison quelque temps après l'éruption.
Demeure parmi les plus cossues de la ville, la maison de Ménandre n'était cependant pas exempte de défauts. Sa situation, par exemple. Elle ne donne pas sur la rue principale de la ville, la rue de l'Abondance, mais se situe juste derrière, un peu en retrait, dans une rue de moindre importance. De plus, en l'an 79, c'était déjà une maison assez ancienne. La partie avant, qui représente le cœur de cette propriété, date sans doute du IIe siècle av. J.-C. D'où la taille réduite de l'atrium.

#### Maison de D. Octavius Quartio (II, 2,2)

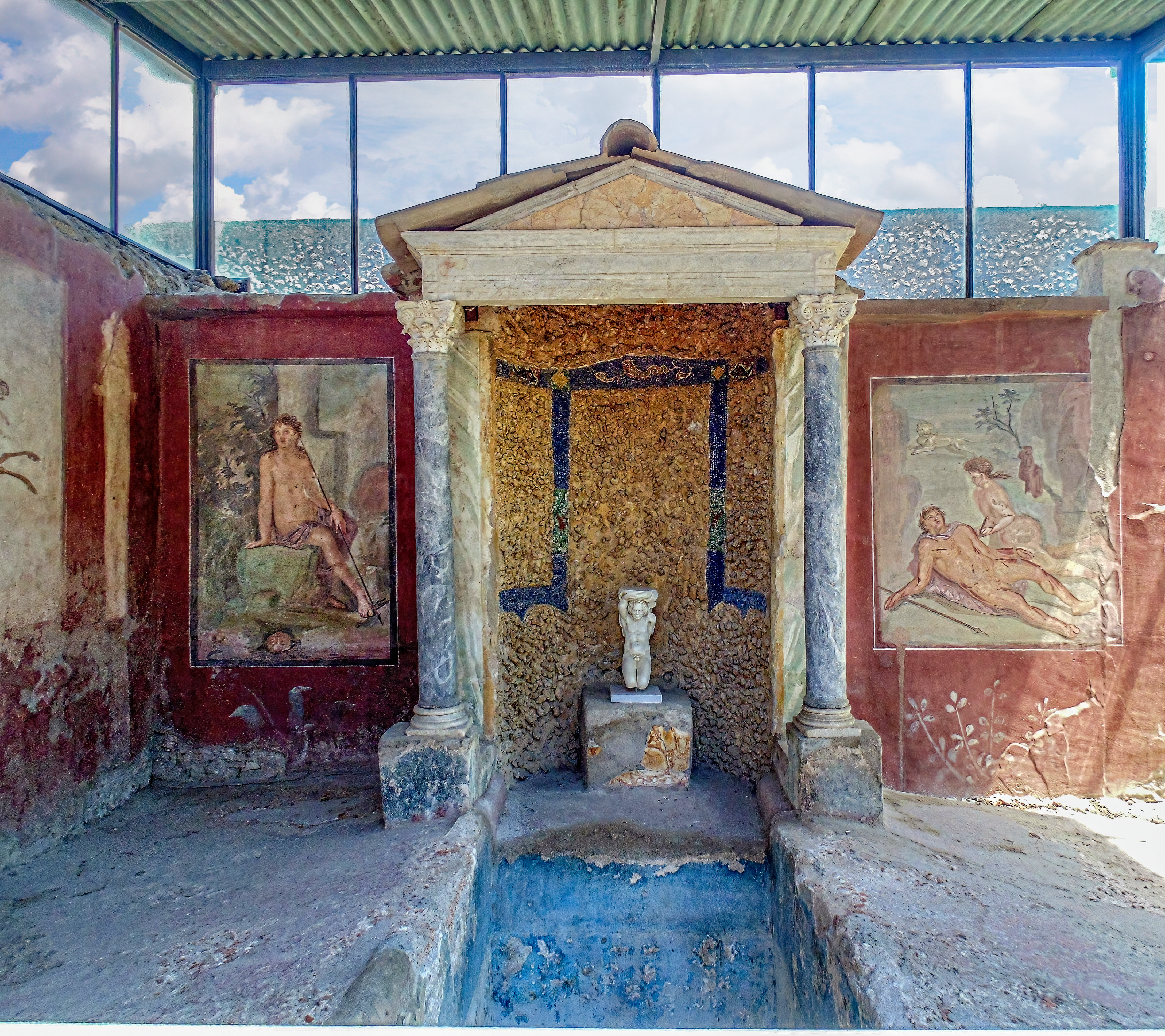
Fontaine de la maison d'Octave Quartio.

La maison de D. Octavius Quartio (it) doit son nom à un certain Octavius Quartio, dont on a retrouvé le cachet de bronze. Certains auteurs pensent qu'il s'agit du dernier propriétaire de la maison. Elle est également connue sous le nom curieux de « Maison de Loreius Tiburtinus » à cause des affiches électorales sur sa façade qui mentionnent un certain Loreius et un nommé Tiburtinus qui semblent être des personnages différents.
L'entrée s'ouvre sur le traditionnel atrium toscan qui permet de passer directement au péristyle, de dimensions très réduites, mais au centre de salles richement décorées. La pièce de droite semble affectée au culte d'Isis, notamment en raison des évidentes évocations de style égyptien que l'on reconnaît dans le jardin. Elle possède une ample décoration picturale exécutée avec une haute perfection technique, qui constitue l'un des exemples les plus significatifs de peintures pompéiennes du IVe style.
Du côté opposé du petit péristyle s'ouvre la grande salle triclinaire, ornée de scènes picturales sur deux registres : le registre supérieur représente la lutte d'Hercule contre Laomédon, roi de Troie, et le registre inférieur des scènes de la guerre de Troie. L'un et l'autre mènent à une loggia avec arcades, longue et originale, ombragée par une tonnelle et bordée par un des canaux (appelés euripi en latin) qui constituent les éléments distinctifs du splendide et vaste jardin situé en contrebas. L'eau destinée à alimenter un autre long euripus qui traversait toute la longueur du jardin coulait du petit temple à quatre colonnes qui s'élève au centre des arcades. Il était décoré comme le premier, de sculptures évoquant la mythologie égyptienne. Les inventions hydrauliques grâce auxquelles l'eau des canaux pouvait s'écouler périodiquement dans le jardin, simulant les inondations du Nil, rappellent clairement l'Égypte.

#### Maison de Vénus (II, 3, 3)

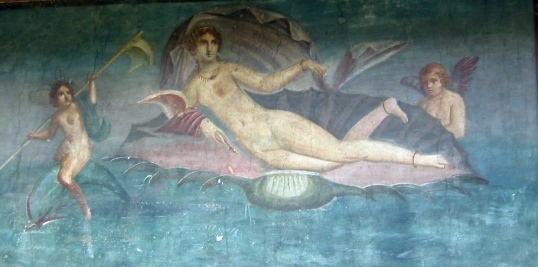
« Vénus à la coquille », emplacement : maison de Vénus à la coquille.

Ce fut la demeure d'une famille aisée, comme on peut le déduire de la richesse des matériaux utilisés. Outre la représentation très pure de « colombes, fontaines et fleurs », la grande fresque « Vénus nageant » située sur le mur du jardin est remarquable. La scène est d'un aspect agréable : la déesse, dans une coquille, sillonne les eaux tandis que les petits Amours lui font escorte. La scène est peuplée d'oiseaux et de fleurs. Sur un côté, est représenté le dieu « Mars portant les armes ». D'autres pièces sont ornées de peintures, notamment certaines sur fond noir du plus bel effet.
La maison de Vénus était en cours de réparation au moment du grand cataclysme de l'an 79. Elle fut endommagée par les bombes en 1943. Restaurée depuis 1952, elle se trouva de nouveau dans la zone affectée par le dernier séisme de 1980.

#### Maison de la Statuette indienne (I, 8, 5)
Cette maison doit son nom à la découverte en 1938 d'une statuette indienne en ivoire représentant une divinité indoue. On ignore comment elle est parvenue à Pompéi. Cet objet met en relief la problématique des rapports entre l'Empire romain et l'Inde et de manière plus générale l'Extrême-Orient.

#### Maison de l'Éphèbe (I, 7, 11)
Une fresque murale du laraire de la maison de l'Éphèbe a connu une certaine notoriété en raison de la représentation d'un fruit énigmatique que le botaniste italien Domenico Casella crut pouvoir identifier en 1950 comme un ananas, posant ainsi la question d'éventuelles relations maritimes entre l'Ancien Monde et le Nouveau Monde en particulier l'Amérique du Sud. Ce fruit a été identifié par la suite comme le cône d'un pin parasol (Pinus pinea). La fresque est conservée au musée archéologique de Naples.

#### Maison d'Orion
Une maison à Via di Nola, fouillée une première fois au XVIIIe siècle, a été renommée « maison de Jupiter » en raison d'un petit tableau du dieu romain retrouvé dans le lararium. De nouvelles fouilles ont permis d'avoir une vision plus complète de l'architecture, du décor et de l'histoire. En 2018, les archéologues découvrent « une mosaïque exceptionnelle illustrant un mythe des plus énigmatiques : celui d'Orion ».

### Villas suburbaines

#### Villa de Diomède

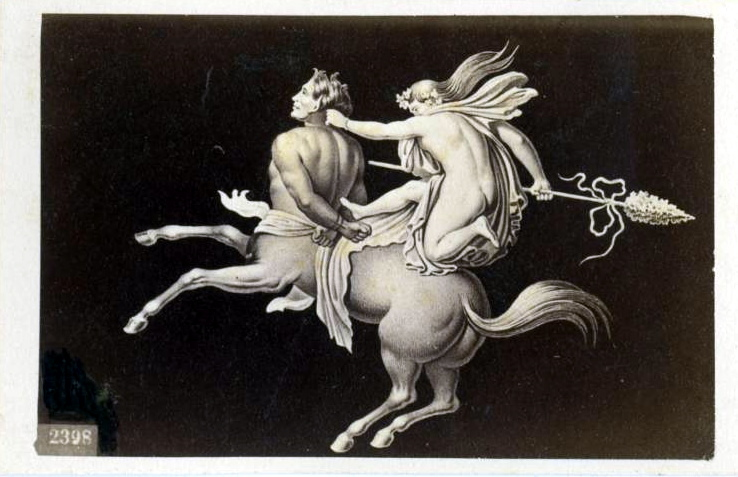
Fresque. Photographie : Behles & Sommer.

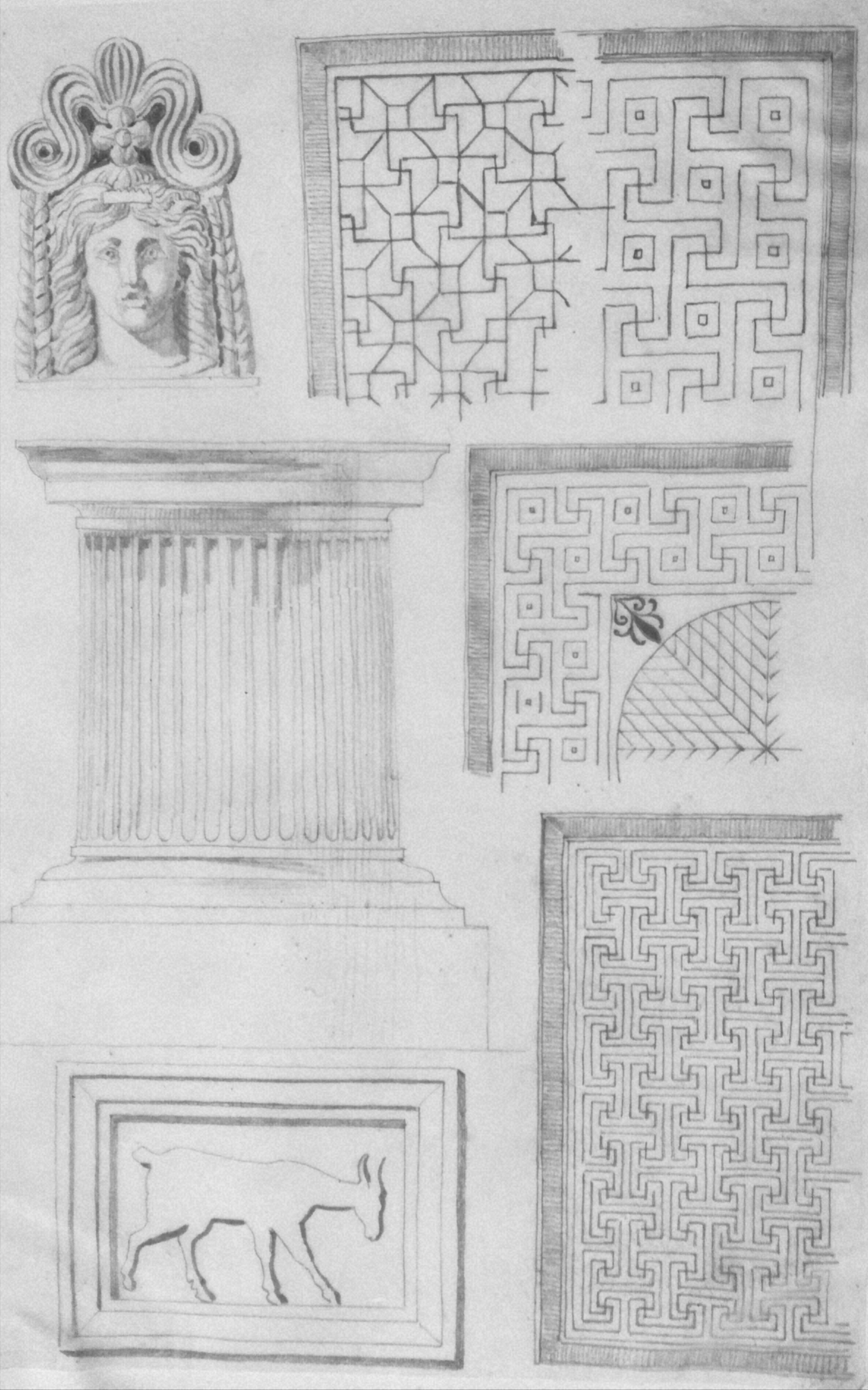
Détails du péristyle de la maison de campagne (maison de Diomède), Mosaïques à Pompéi (ca. 1820) par Charles Frédéric Chassériau (1802-1896), collaborateur de François Mazois pour son ouvrage Les ruines de Pompéi (Planche XLVI et Planche XLIX de la Partie 2).

La villa de Diomède est située sur la route des Sépulcres, à l'extérieur de la porte d'Herculanum. Elle fut mise au jour au cours de la seconde moitié du XVIIIe siècle. Elle est considérée comme l'habitation d'Arrius Diomède, simplement parce qu'elle est située en face de sa tombe.
Elle constitue l'un des chefs-d'œuvre de l'architecture pompéienne, notamment en raison du concept très différent qui sous-tend la construction de cette demeure. De ce fait, tout en conservant certains caractères importants de la maison-type romaine, elle occupe de vastes espaces lumineux et surtout elle s'élève sur plusieurs étages capables de suivre ainsi la forme du terrain et de structurer la maison de manière plus aérée et originale. Située le long de la rue des Tombeaux, cette habitation possède de vastes dimensions. Le noyau principal est celui du jardin, agrémenté d'une piscine. Les pièces donnent sur un côté du jardin et sont disposées à leur tour autour du péristyle qui communique directement avec l'extérieur. La grande chambre avec l'abside se caractérise par son aspect spacieux et par l'ample vue dont elle bénéficie. La galerie offre elle aussi de beaux panoramas sur le golfe, ainsi que la terrasse qui s'étendait autrefois sur toute la longueur des arcades. À l'entrée de la villa se trouvent les bains, équipés d'une petite piscine. Une série de petits escaliers relient les différents étages de la maison entre eux, étages qui sont décalés, ce qui offre à l'architecture générale un mouvement supplémentaire. L'un de ces escaliers mène au cryptoportique, c'est-à-dire aux souterrains de l'habitation. Dans cette maison, dix-huit corps ont été retrouvés, nouveau témoignage du cataclysme qui frappa Pompéi en 79.

#### Villa des Mystères

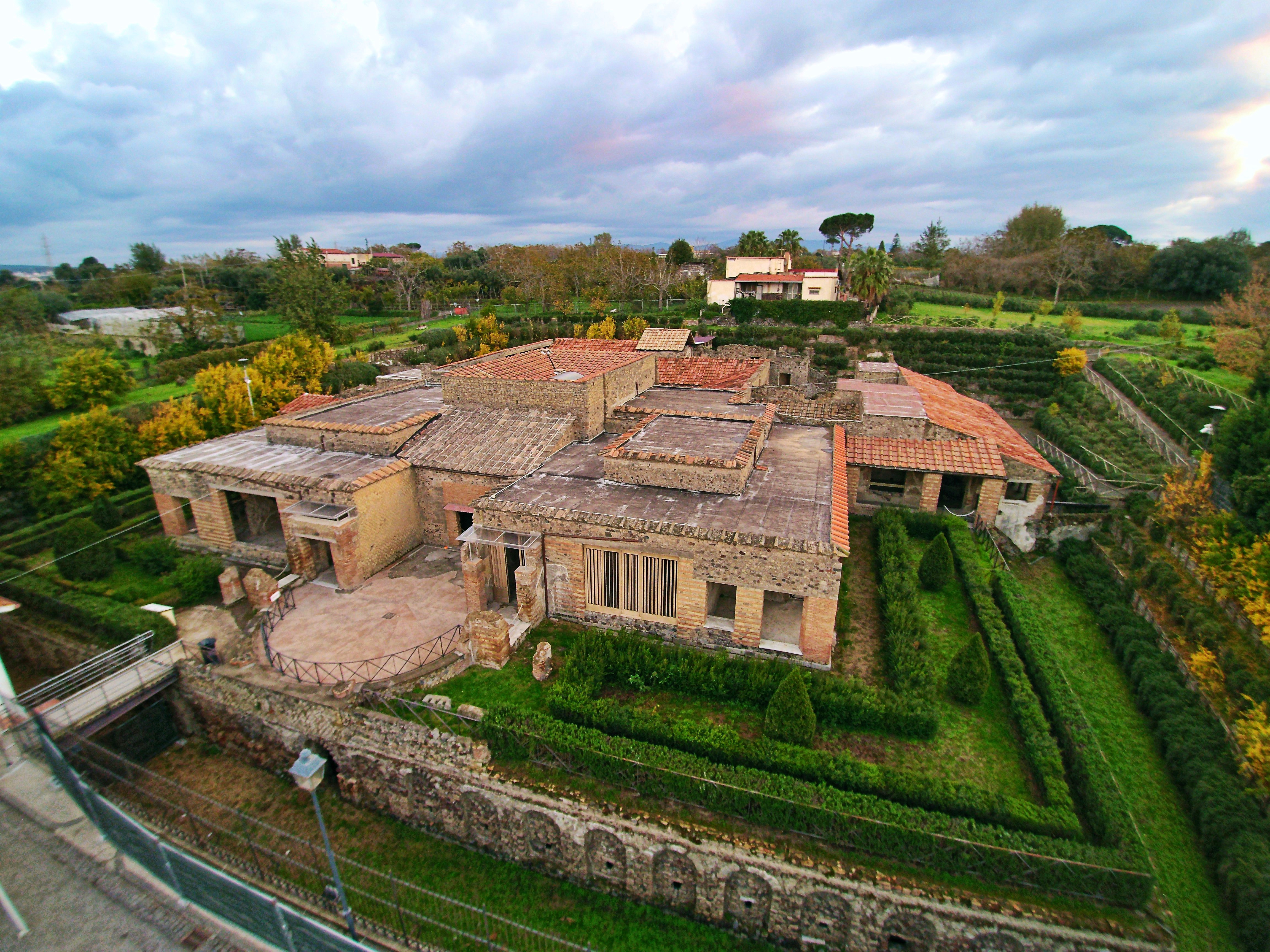
Villa des Mystères

La villa des Mystères se trouve à l'extrême périphérie de Pompéi, à quelque 300 m de la porte d'Herculanum. Elle a été partiellement fouillée entre 1909 et 1910, puis en 1929-1930 sous la direction d'Amedeo Maiuri. Grandiose de par ses proportions et célèbre en raison de son superbe cycle de fresques, elle a suscité l'enthousiasme des spécialistes dès la découverte de ses premières pièces aussi bien pour la complexité, la particularité de son architecture que pour le merveilleux cycle pictural et pour l'interprétation de ce dernier, lié aux cultes religieux qui existaient à côté de la religion officielle. La villa fut construite aux environs du IIe siècle av. J.-C., mais elle fut rénovée et embellie à l'époque impériale, période au cours de laquelle elle acquit la splendeur qui est encore la sienne aujourd'hui, bien qu'en partie dépourvue des meubles et des objets précieux qui furent perdus après le tremblement de terre de l'an 62 lorsqu'elle fut abandonnée par son propriétaire. Une fresque de 3 mètres de haut sur 17 mètres de large figure une scène dont le contenu est débattu : selon Gilles Sauron, la fresque raconte les phases de l'initiation d'une jeune mariée au culte voué au dieu Bacchus. Paul Veyne constate, lui, que l'accumulation des détails correspond à un pastos, une peinture matrimoniale qui présente les stéréotypes dionysiaques de l'iconographie conventionnelle, probablement inspirée d'un original grec adapté localement. Selon ce dernier, la fresque représente simplement les préparatifs d'un riche mariage et les festivités qui l'accompagnent.

##### La structure architecturale
La villa possède un plan de forme carrée. Pour s'adapter au terrain qui présente des irrégularités et des dénivellations à cet endroit et contrairement à la villa de Diomède où le problème fut résolu par une articulation complexe de la structure et par des escaliers de raccord, la villa des Mystères prit appui sur une base réalisée expressément de sorte que l'habitation puisse s'étager sur un unique niveau et assumer ainsi un aspect très régulier et équilibré. Une longue galerie d'arcades et une série de jardins relient ensuite la maison au milieu environnant, créant un ensemble véritablement agréable et harmonieux. On accède à la villa par une exèdre, une sorte de véranda lumineuse donnant sur l'extérieur ; sur les côtés sont disposés des viridariums (terrasses avec jardin) et des arcades. Suivent le tablinum et l'atrium ; le premier offre la vision d'une décoration picturale sur fond noir, avec de délicates miniatures (IIIe style). Les cubiculæ, c'est-à-dire les salles, situées à côté de l'atrium, offrent de splendides décorations du IIe style reproduisant de jolies perspectives. Sur la partie située à l'arrière se trouve le péristyle avec seize colonnes doriques. Au-delà commencent la cour intérieure et les communs. La villa est équipée de deux fours et de pièces servant à la vinification. Plusieurs salles sont aussi équipées d'installations balnéaires.

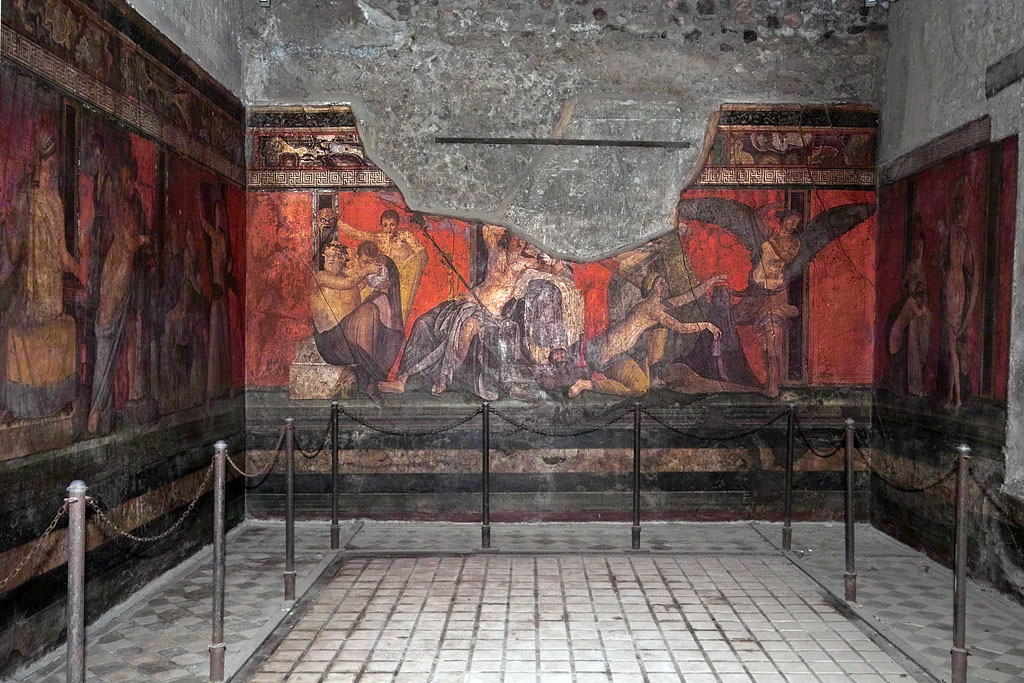
Intérieur de la villa des Mystères à Pompéi.
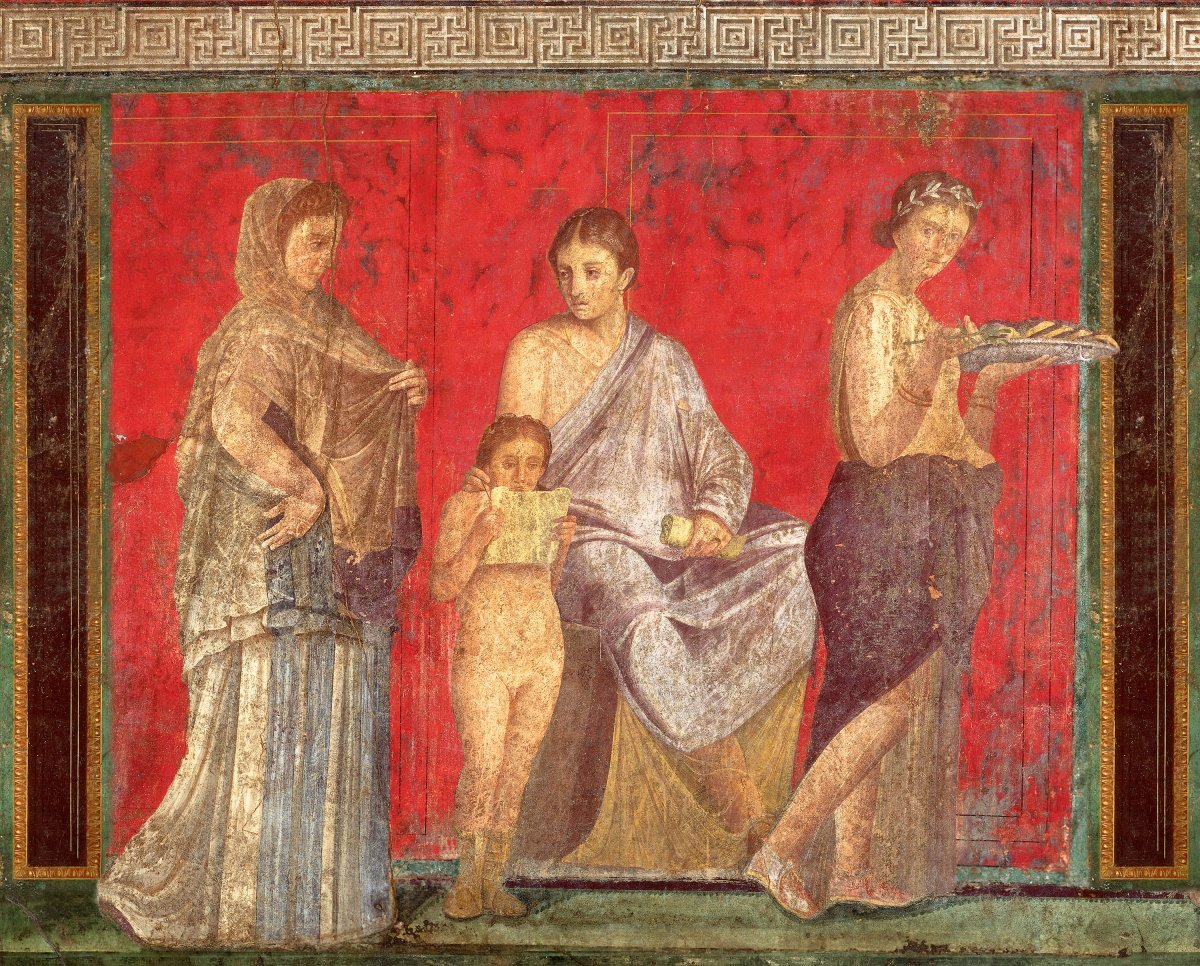
Détail de la Mégalographie de la villa des Mystères.
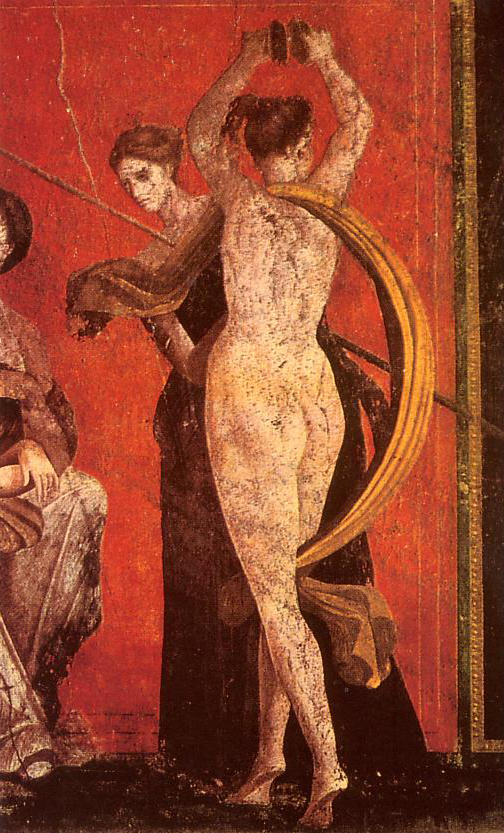
Détail de la Mégalographie de la villa des Mystères.
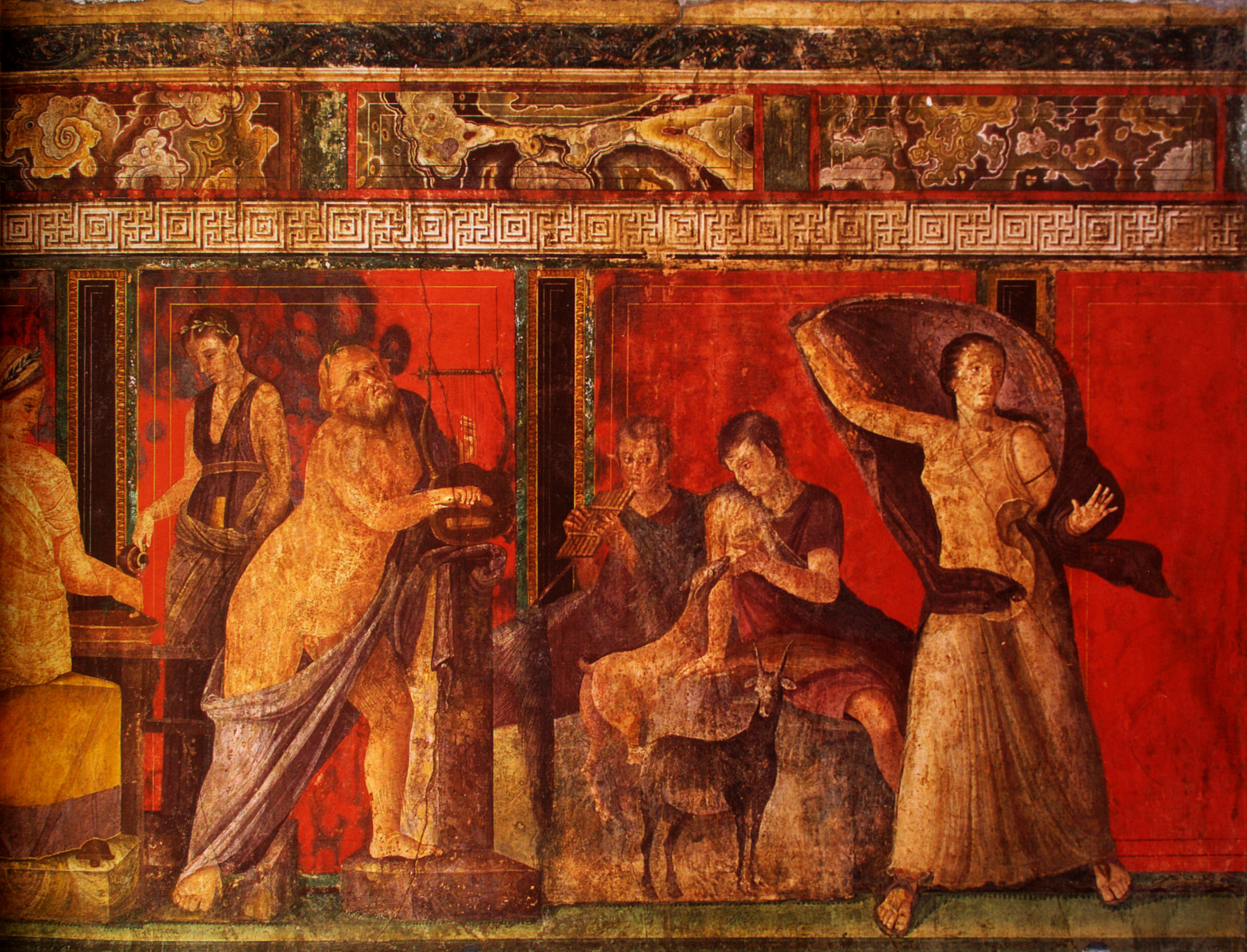
Détail de la Mégalographie de la villa des Mystères.
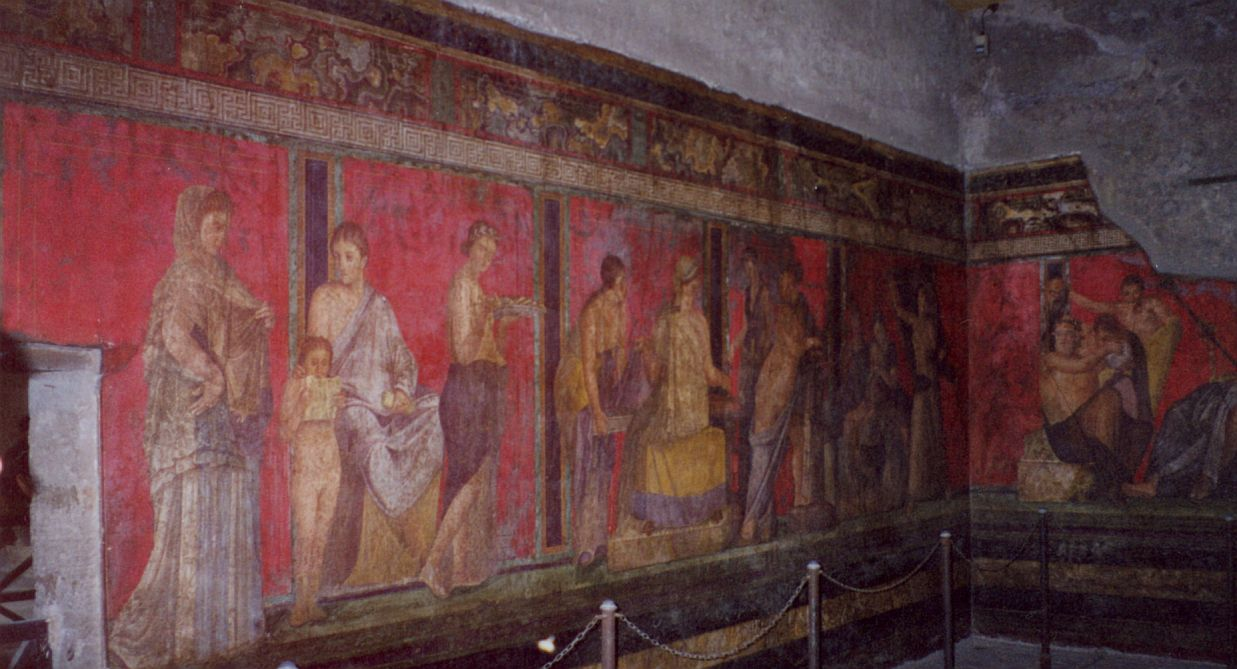
Mégalographie de la villa des Mystères à Pompéi.

## Boutiques

### Fullonicade Stephanus (I, 6,7)
Les esclaves des fullonicæ (fouleries) foulaient (piétinaient) les linges dans des bassins d'urine, d'eau et de soufre afin de blanchir les étoffes nouvelles ou anciennes. Ensuite ils étendaient le linge pour le faire sécher. Mais l'espérance de vie des esclaves diminuait fortement dans ces conditions de travail.

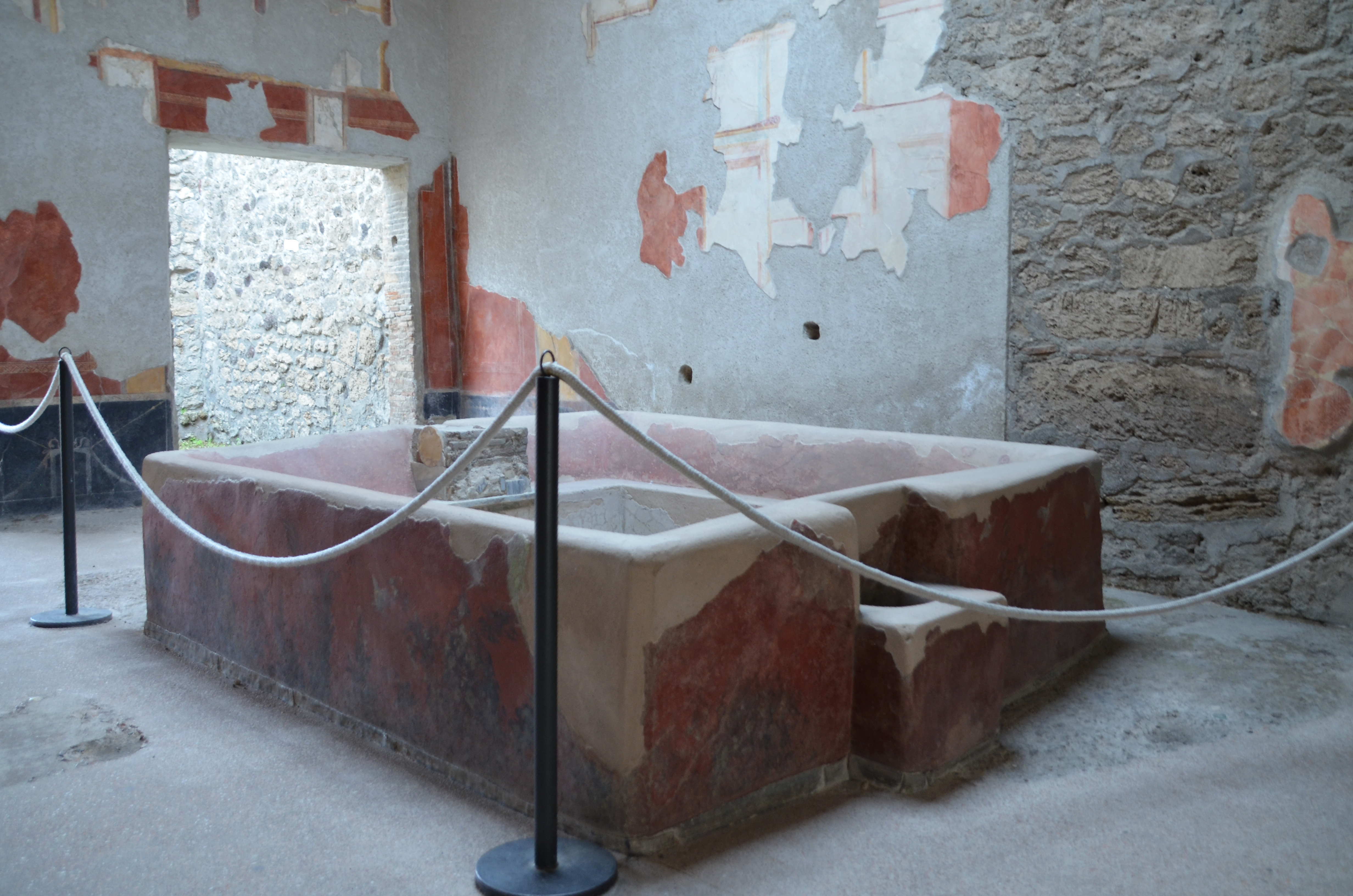
Fullonica de Stephanus

L'une des fullonicæ les mieux conservées est celle de Stephanus. La fullonica de Stephanus a été fouillée entre 1912 et 1914 par Vittorio Spinazzola. Le nom du propriétaire est issu des inscriptions électorales de la façade. Il s'agit d'une maison du IIe siècle av. J.-C. qui a été transformée en fullonica après le tremblement de terre de 62. Le décor du IIe style subsiste encore dans le péristyle. Une peinture de la façade sert d'enseigne au commerce. Il s'agit d'une fresque représentant Vénus debout sur une barque tirée par des éléphants et accompagnée d'une inscription vantant la qualité du travail de la fullonica. Un portail en bois fermé de l'extérieur barrait l'entrée. Un moule en a été fait lors des fouilles. Plusieurs squelettes furent découverts derrière cette porte dont un accompagné d'une grosse somme d'argent (1089,5 sesterces). Cette dernière devait être soit la recette du jour, soit la fortune de la victime.
L'entrée de la fullonica était très large afin de faciliter le passage des clients. À droite de l'entrée, une pièce devait être réservée à l'administration du commerce et aux dépôts des linges à reprendre ou à laisser. Dans le vestibule, les restes d'un torcular ou presse pour le repassage du linge ont été découverts.
L'impluvium a été transformé en bassin de lavage avec l'ajout d'un parapet. Comme il était à part de la zone de lavage du fond de la maison, on suppose qu'il devait servir au lavage des étoffes fragiles comme le lin. Le toit de l'atrium est plat et le compluvium a été remplacé par une lucarne. Grâce à cette disposition inhabituelle, on bénéficie d'une terrasse à l'étage pour le séchage du linge. Un salon ouvrait sur cet atrium transformé où les clients pouvaient patienter en attendant leur linge.

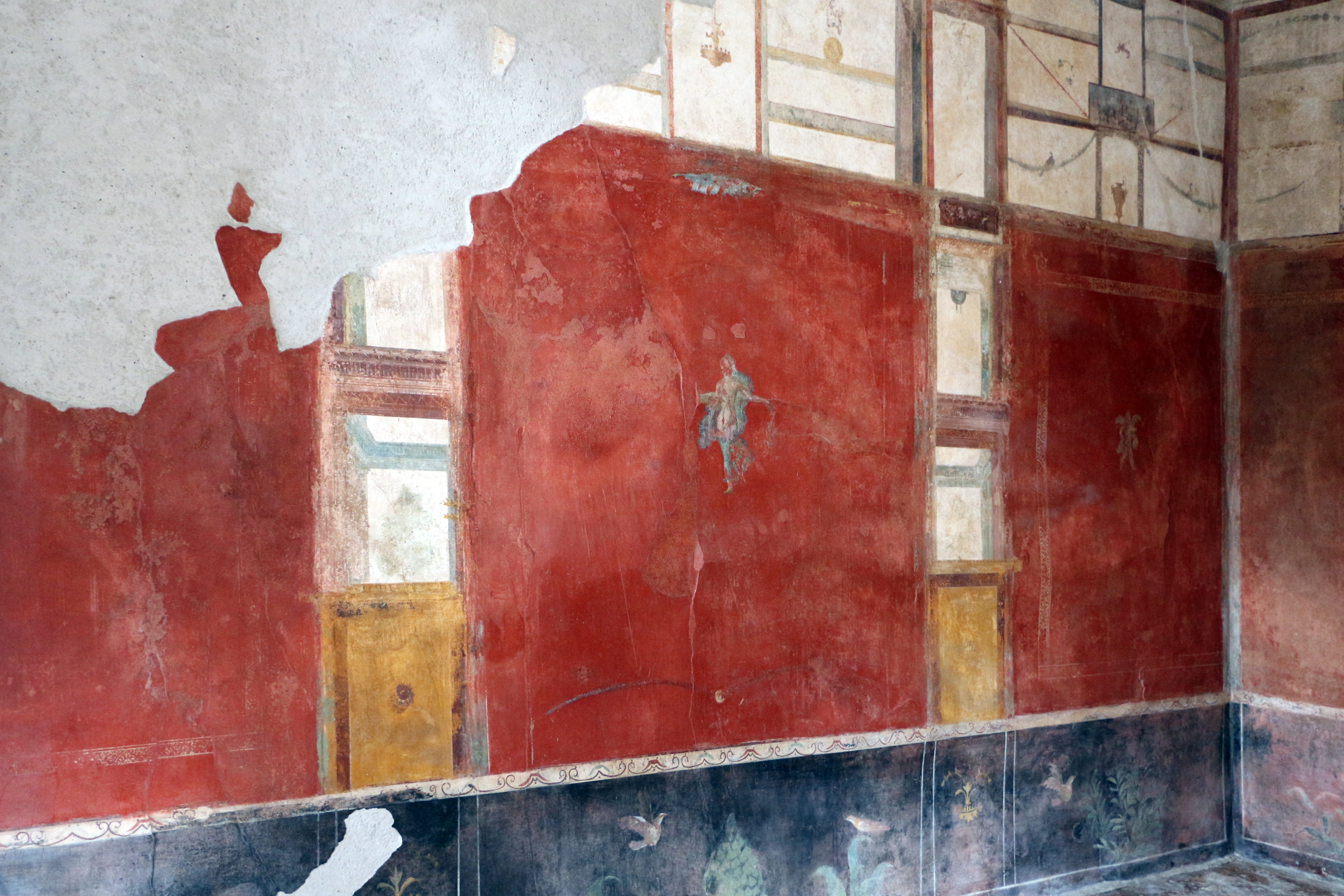
Fresque dans la fullonica de Stephanus.

Un péristyle s'ouvrait ensuite et au fond de ce dernier se trouvait la zone de lavage. Trois grandes cuves communiquant entre elles à des hauteurs différentes occupaient la majorité de l'espace. Cinq bassins plus petits, trois à l'est et deux à l'ouest, complétaient le dispositif. Le foulage aux pieds des étoffes avait lieu dans les petits bassins avec un mélange d'eau et de produits alcalins (soude ou urine) pour dégraisser les tissus. Après le foulage, l'étoffe était assouplie avec une argile appelée terre à foulon pour dégraisser et assouplir l'étoffe. Un lavage et un rinçage étaient réalisés dans les grandes cuves. Une fois propres, les étoffes étaient mises à sécher sur la terrasse. Une cuisine avec un plan de cuisson et tous les ustensiles étaient mis à disposition des ouvriers ainsi que des latrines.
Le salon est décoré avec un décor du IVe style réalisé après 62. Il s'agit de grands panneaux rouges divisés en compartiments architecturaux avec une figure ailée au centre. La partie supérieure du décor avait un fond blanc avec des architectures fantastiques et des tableautins avec des natures mortes et des sanctuaires rupestres.

### Boulangerie de Modestus (VII, 1, 36)

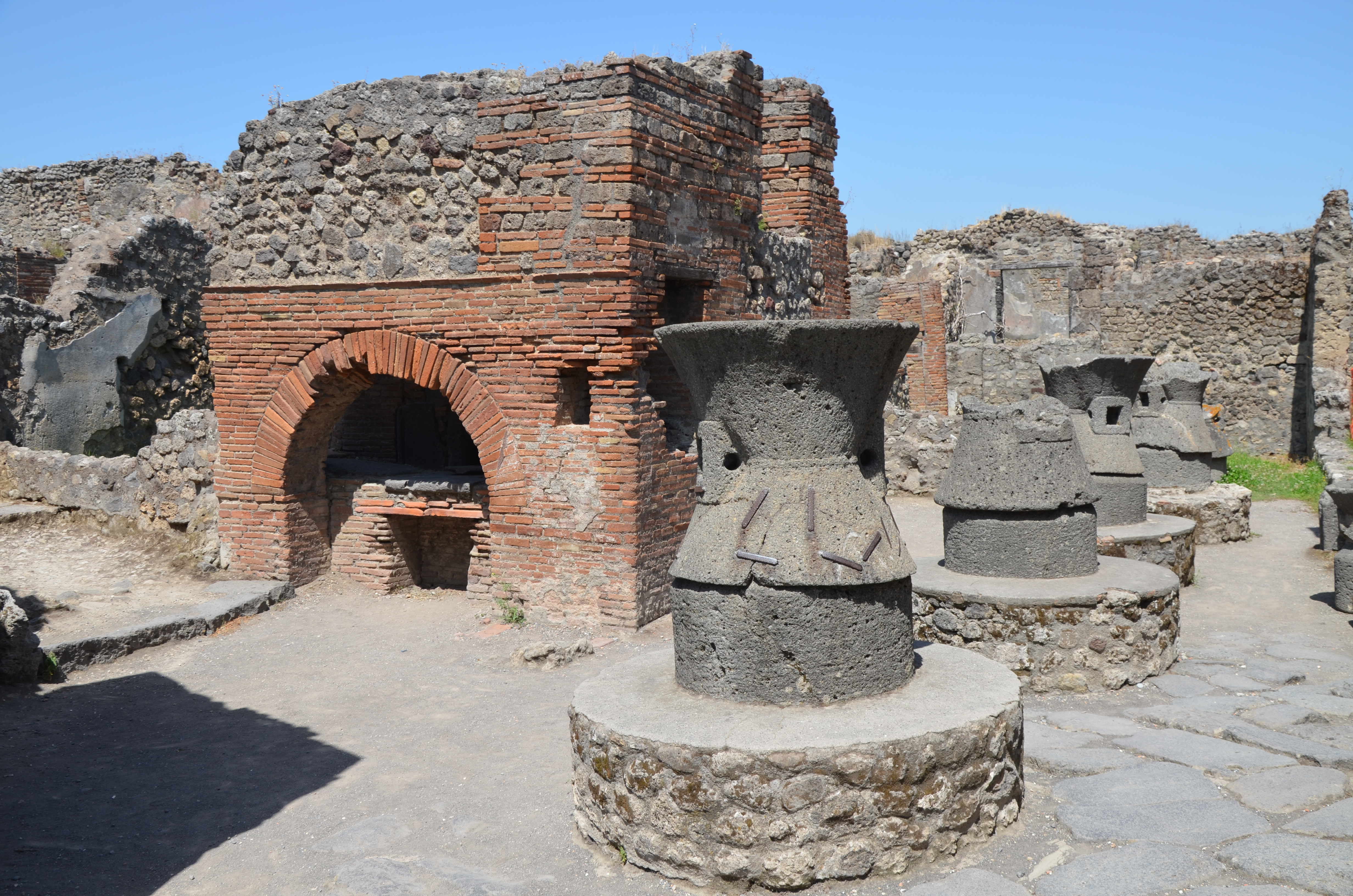
Une boulangerie de Pompéi, avec ses meules actionnées par des équidés ou une main-d'œuvre humaine.

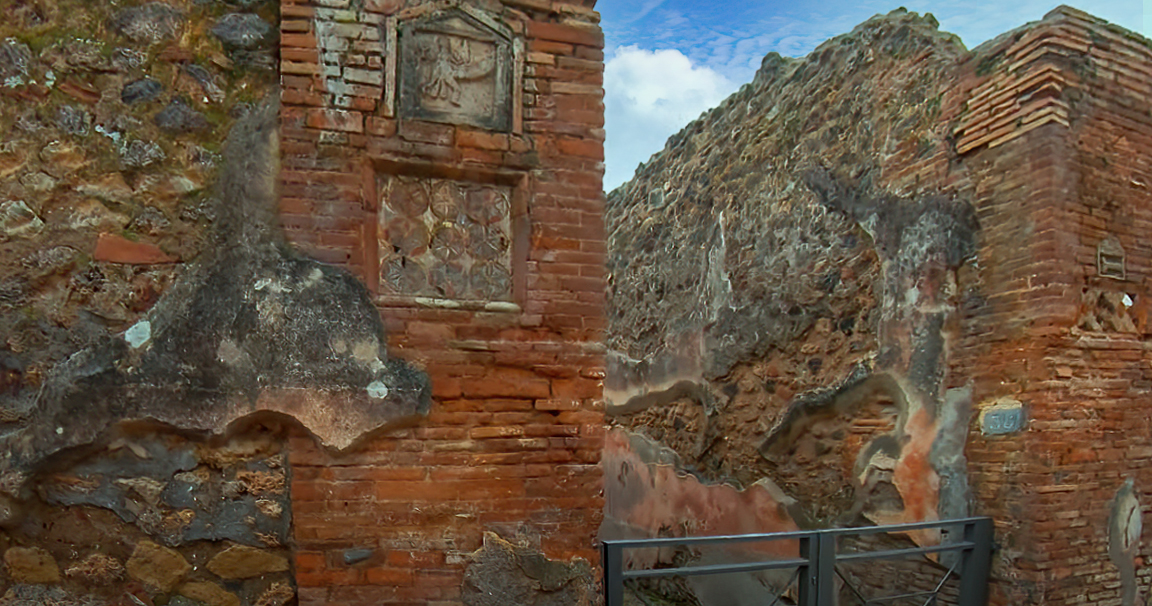
Plaques ithyphalliques au niveau de l'entrée de la boulangerie de Modestus.

L'épaisse chape de cendres produite par l'éruption de 79 a préservé pendant des siècles, parmi les nombreux témoignages exceptionnellement conservés à Pompéi, une boulangerie complète, avec ses équipements : les meules, constituées de deux éléments en lave, capable de travailler l'une à l'intérieur de l'autre, les comptoirs pour le pétrissage du pain et le four pour la cuisson.
Le tout est organisé avec efficacité, de façon à coordonner le travail du personnel employé aux différentes tâches avec des critères qui surprennent par leur modernité. Une des meules a été remise en état, grâce à la reconstitution des parties en bois, rendant ainsi possible la démonstration de son fonctionnement qui, autrefois, s'effectuait par la force des bras des esclaves ou, plus souvent par la force des ânes.
On a retrouvé dans le four 81 pains carbonisés, de forme ronde avec des parties relevées, semblables à ceux qui apparaissent dans différentes scènes de la vie quotidienne peintes ou sculptées, présentés aux clients dans des corbeilles ou des rayonnages.
Plusieurs inscriptions démontrent que la vente du pain et des fouaces à Pompéi était confiée à des vendeurs ambulants, en plus des boutiques habituelles.

### Lupanar (VII, 12, 18)

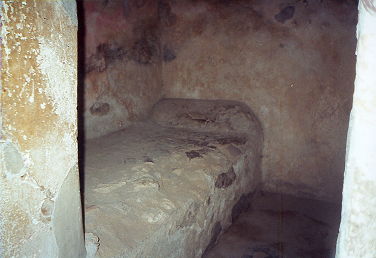
Vue intérieure d'un lupanar pompéien.

Le lupanar de Pompéi situé au coin de la ruelle du Balcon et de la ruelle du Lupanar dans la Région VII est le seul bâtiment de Pompéi clairement exclusivement dévolu à la prostitution. D'habitude, les maisons de plaisirs se situent au premier étage des auberges, tavernes ou dans une chambre donnant directement sur la rue. D'après les inscriptions, les derniers tenanciers avaient pour nom Africanus et Victor.
Deux entrées existent au rez-de-chaussée du bâtiment. Une entrée est située au no 18 de la rue du Lupanar et la deuxième donne sur une ruelle menant au Forum.
Ces deux entrées donnent sur une petite salle où s'ouvrent cinq chambres avec des lits maçonnés. On plaçait sans doute un matelas sur la maçonnerie. Des latrines sont aménagées sur le côté ouest de la salle, derrière un muret. Les parois des chambres sont couvertes de graffiti inscrits au graphium. Plus de 120 inscriptions sont lisibles (vantardises, réclame, satisfactions, jalousies, regrets, etc.). L'intérieur a sans doute été réaménagé peu avant l'éruption de 79. Le crépi d'une des chambres conserve l'empreinte d'une monnaie postérieure à 72 av. J.-C.. Les parois de la salle d'entrée sont décorées d'encadrements et de guirlandes stylisées sur un fond blanc. Des tableaux à scènes érotiques sont peints au-dessus des portes. Au centre de la paroi nord, à côté de l'entrée no 18, un Priape est peint devant un figuier en tenant ses deux phallus.

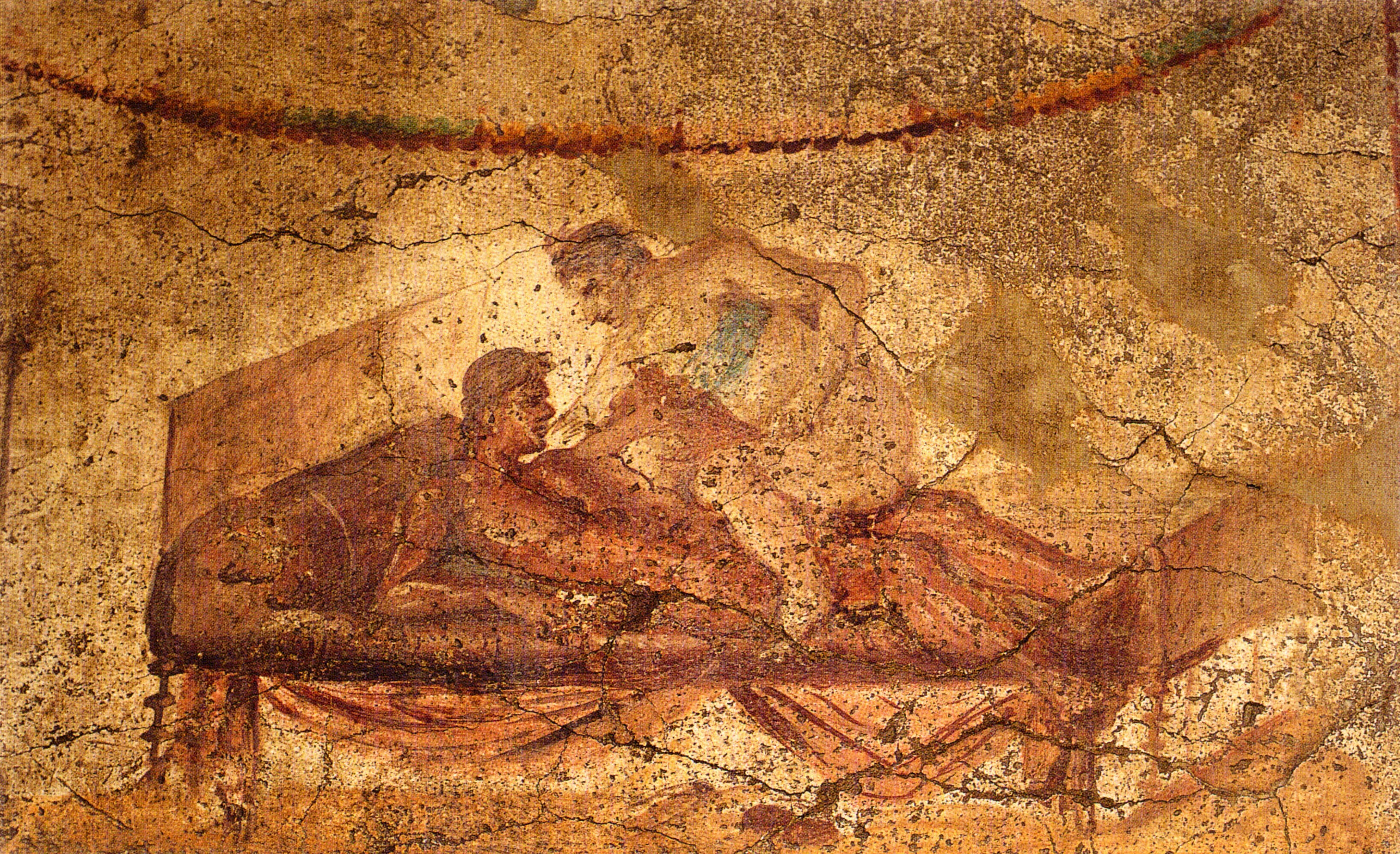
Peinture du lupanar.

On accède à l'étage par un escalier dont la porte donne sur la ruelle menant au Forum. Une fenêtre ponctue l'escalier. Ce dernier débouche sur un balcon sur lequel s'ouvrent cinq chambres. Des lits en bois devaient avoir été installés dans ces chambres. Celles-ci sont plus vastes, avec un décor du IVe style plus raffiné et dépourvu de toute scène érotique.
La prostitution était une profession infamante au même titre que les professions d'acteur et d'usurier. Beaucoup de femmes portaient des noms grecs et orientaux, réputés pour leur exotisme. Le tarif d'une rencontre était très bas, en moyenne deux as, l'équivalent de deux coupes de vin. Ces établissements étaient fréquentés par des couches sociales défavorisées et les esclaves, d'où le prix peu élevé. Caligula avait créé un impôt sur la prostitution équivalent à un client par jour. Les prostituées ne pouvaient ni témoigner au tribunal ni hériter. Elles pouvaient éventuellement obtenir le titre de matrone en se mariant.

### Thermopolium de Vetutius Placidus (I, 8, 9)

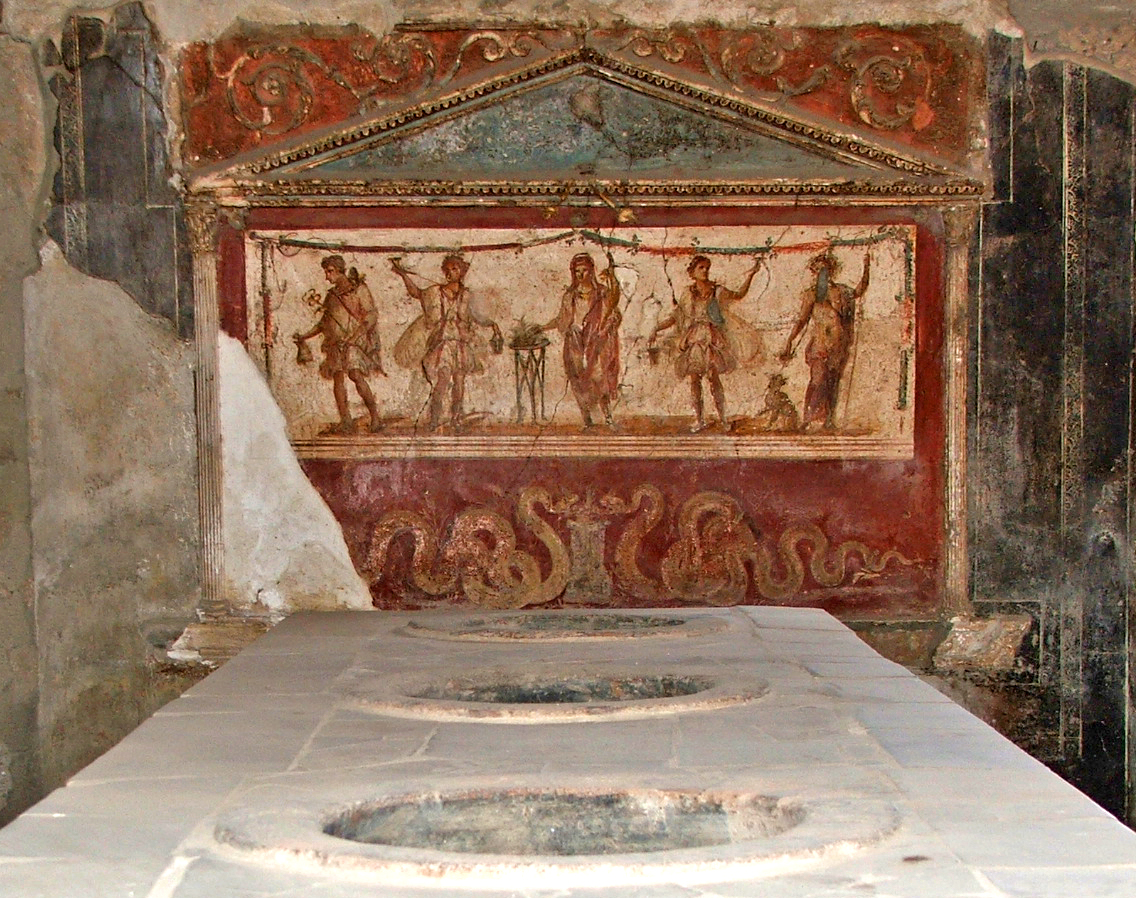
Laraire du thermopolium de Vetutius Placidus et dolia du comptoir.

Ce thermopolium possède un beau laraire, un des édicules les mieux conservés et affecté au culte des Lares, culte diffusé dans la plupart des habitations du monde romain. C'était une sorte de petit temple miniature, avec de petites colonnes surmontées de chapiteaux corinthiens, placé à droite du comptoir. À l'intérieur étaient représentées de part et d'autre d'une scène de sacrifice deux Lares, bras levé, et deux divinités protectrices de l'activité commerciale qui se déroulait ici : Mercure, patron du commerce, et Dionysos, dieu du vin. Au-dessous, deux serpents encadrent un autel.
Ce « bar » était équipé d'un comptoir de vente en forme de L, dans lequel étaient insérées de grandes jarres (dolia). Dans l'une des dolia, on a retrouvé plus de 1 600 pièces de monnaie pour un montant de 585 sesterces, d'un poids total avoisinant les trois kilos, l'équivalent de peut-être la recette de la journée.
L'arrière-boutique communiquait avec la maison du propriétaire. Celle-ci était aménagée avec goût, bien que de petites dimensions, avec un triclinium décoré de jolies fresques raffinées du IIIe style. Ce dernier est caractérisé par des éléments décoratifs typiques qui s'étendaient sur les murs autour de cadres mythologiques, dont une représentation du Rapt d'Europe, la princesse phénicienne dont Zeus tomba amoureux, n'hésitant pas à prendre la forme d'un taureau pour l'enlever.

## Nécropoles

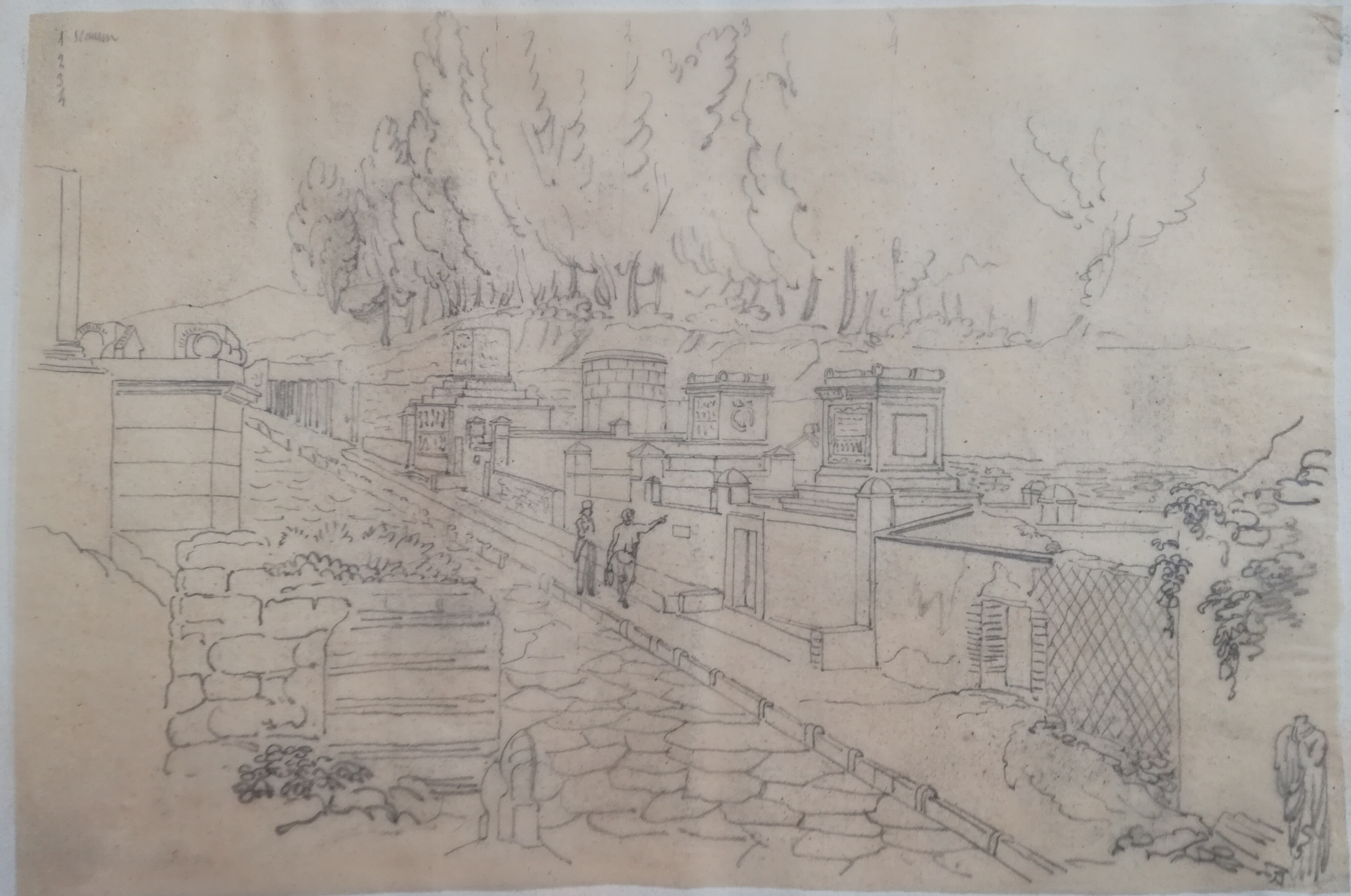
Le faubourg occidental de Pompéi et ses nécropoles (ca. 1820) par Charles Frédéric Chassériau (1802-1896), collaborateur de François Mazois pour son ouvrage Les ruines de Pompéi.

Comme c'est le cas pour toutes les villes romaines, les nécropoles étaient reléguées hors de Pompéi, le long des voies d'accès. Les tombes constituent une source importante d'informations sur la composition sociale de la cité. Les tombes de l'élite sont érigées bien en vue près des portes, tandis que celles des petites gens sont généralement situées plus loin. On trouve des tombes individuelles, mais également des sépultures collectives. La plupart des tombes datent de la période allant du milieu du Ier siècle av. J.-C. au milieu du Ier siècle apr. J.-C. Le mode d'inhumation peut également varier : enterrement ou — c'est le cas le plus fréquent pour la période romaine — crémation.

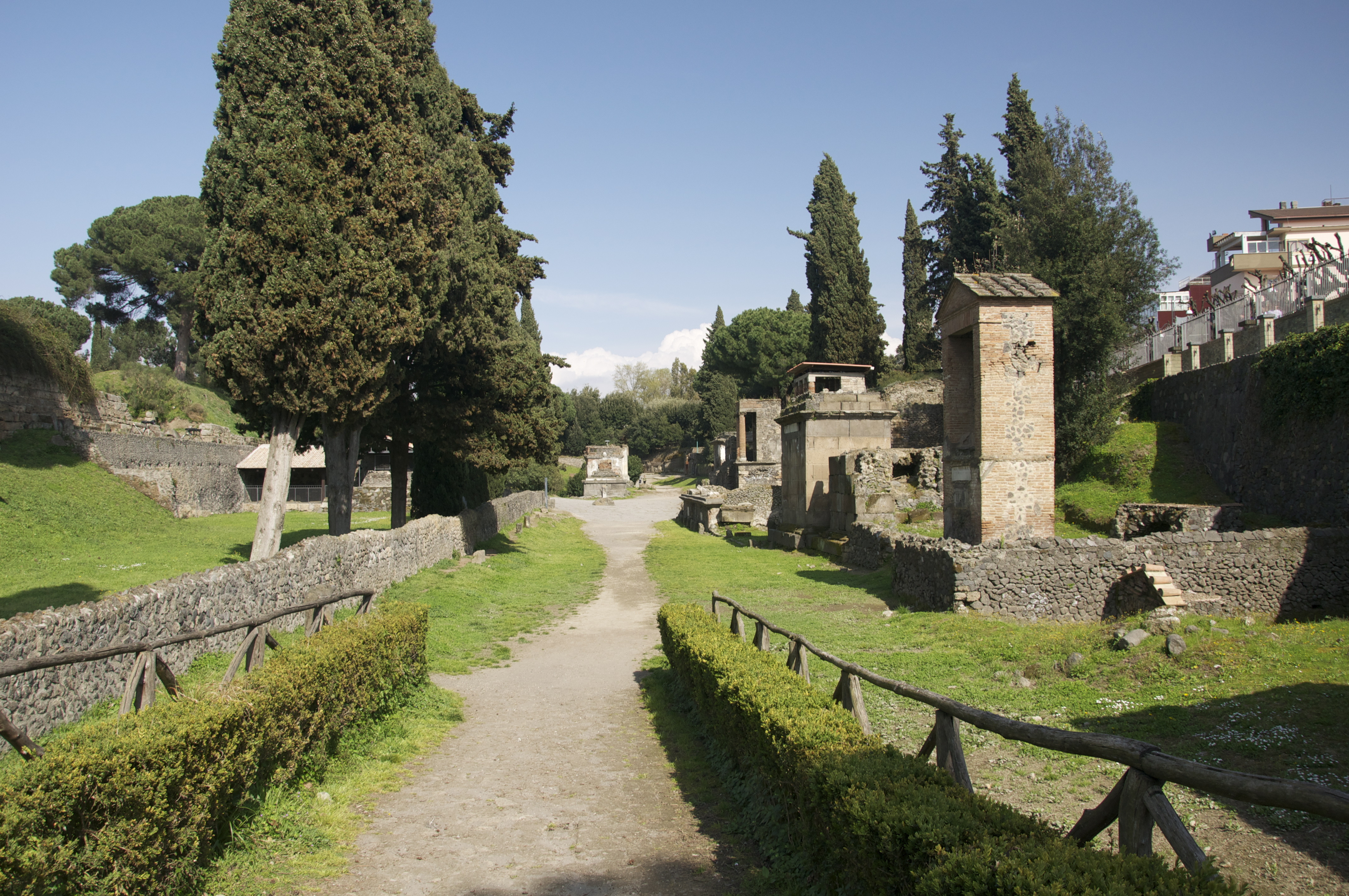
Nécropole de la porte de Nocera.

Les tombeaux les plus somptueux présentent une grande diversité architecturale. Les plus imposants sont des monuments à exèdre. D'autres ont la forme d'un autel ou évoquent un temple. On trouve parfois des bancs semi-circulaires (schola) pour permettre aux passants de se reposer, mais également aux membres de la famille de s'asseoir au moment de procéder à des rituels funéraires. Dans certains cas, un conduit en terre cuite relié à l'urne funéraire permet à la famille de procéder à des libations. On a dégagé jusqu'à présent deux grandes nécropoles, celle de la porte d'Herculanum, de 1763 à 1838, et celle de la porte de Nocera, de 1951 à 1953.

## L'art à Pompéi

### Graffitis

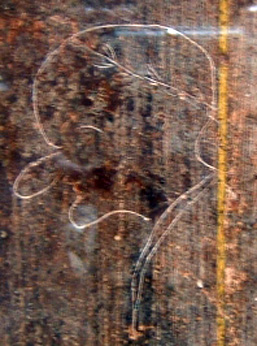
Caricature accompagnée de l'inscription « Rufus est » (Voici Rufus), sur le mur nord de l'atrium de la villa des Mystères.

Les murs des maisons de Pompéi sont souvent recouverts d'inscriptions qui, comme les graffitis actuels, sont de nature très diverse.
Elles traitent des sujets les plus disparates et permettent d'imaginer une vie sociale prise sur le vif et sans fard : boutades grivoises, commentaires sur une personne ou sur un événement, caricatures de personnages, pensées amoureuses, jugements sur une belle femme ou sur la jouissance à huis clos, au lupanar. Certaines concernent aussi la vente et l'achat de matériaux ou de bestiaux, ou encore les comptes de marchandises. D'autres se réfèrent aux spectacles municipaux ou vantent les champions qui se sont distingués dans les luttes. Enfin, certains graffitis peuvent être attribués aux enfants.
Enfin, on compte environ 3 000 inscriptions électorales à Pompéi et la plupart ont trait à la dernière année d'existence de la ville : d'ordinaire, les inscriptions précédentes étaient effacées pour faire place aux nouvelles, peintes (parfois gravées) à même les murs des maisons. Ces inscriptions, de couleur rouge ou noire et, pour la majeure partie d'entre elles, en lettres majuscules, étaient écrites par des écrivains professionnels qui s'occupaient également des communications officielles, des sentences du tribunal, de l'achat et de la vente d'esclaves ainsi que des délibérations publiques.

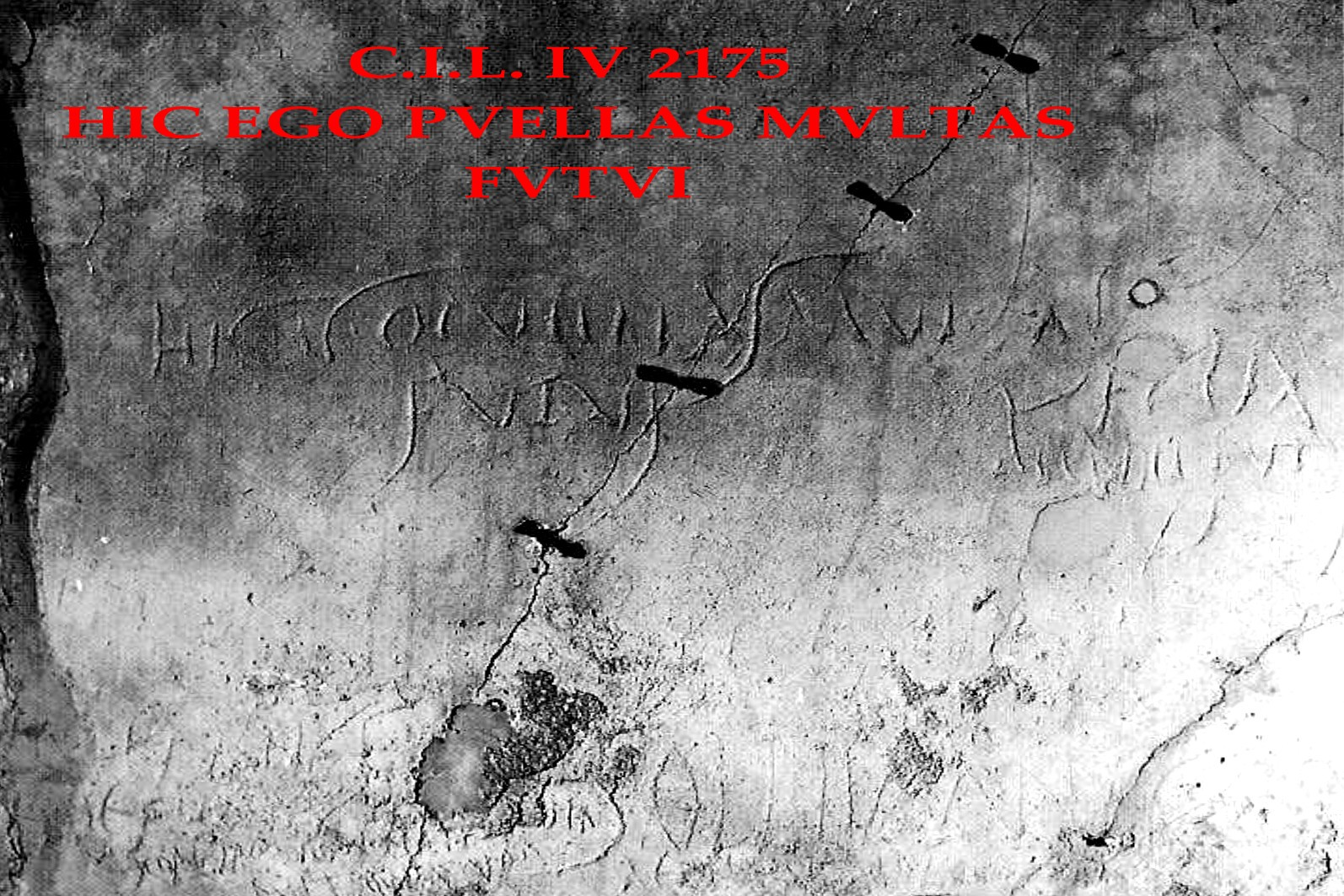
Graffiti à caractère sexuel[note 20].
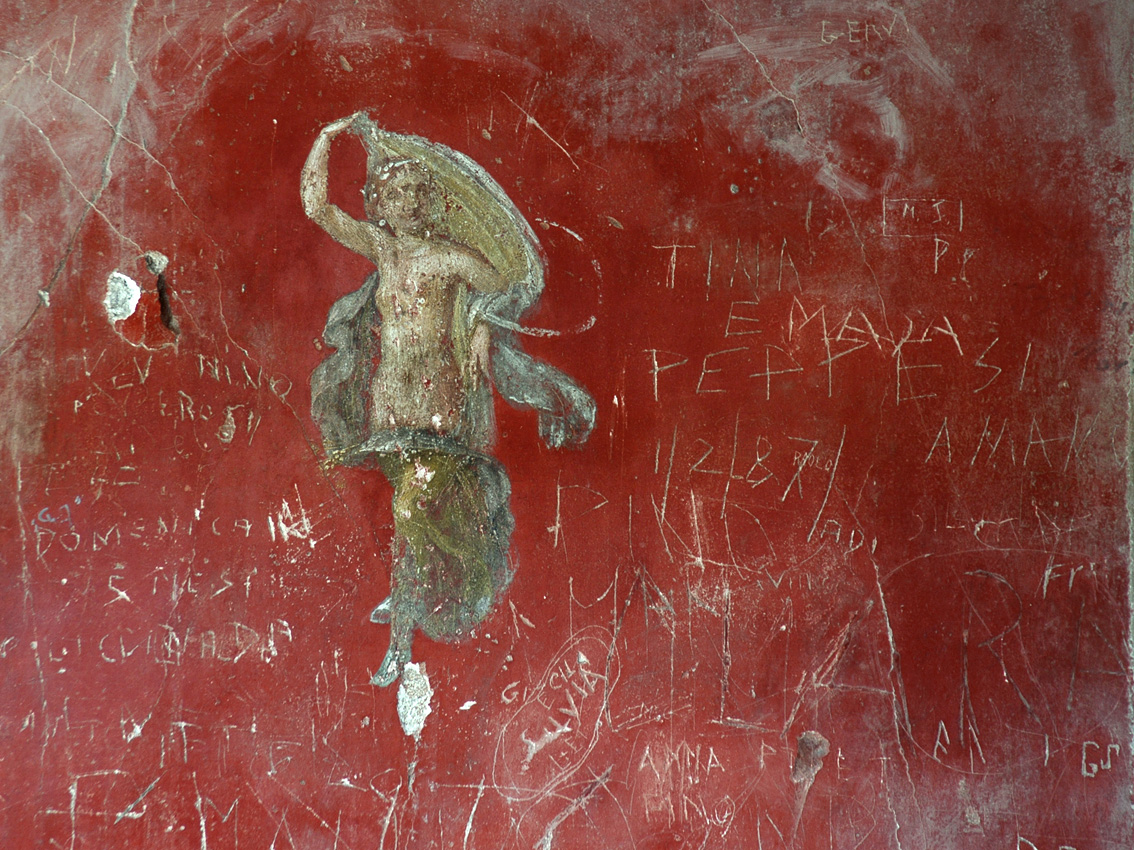
Grafitti dans la fullonica de Stephanus
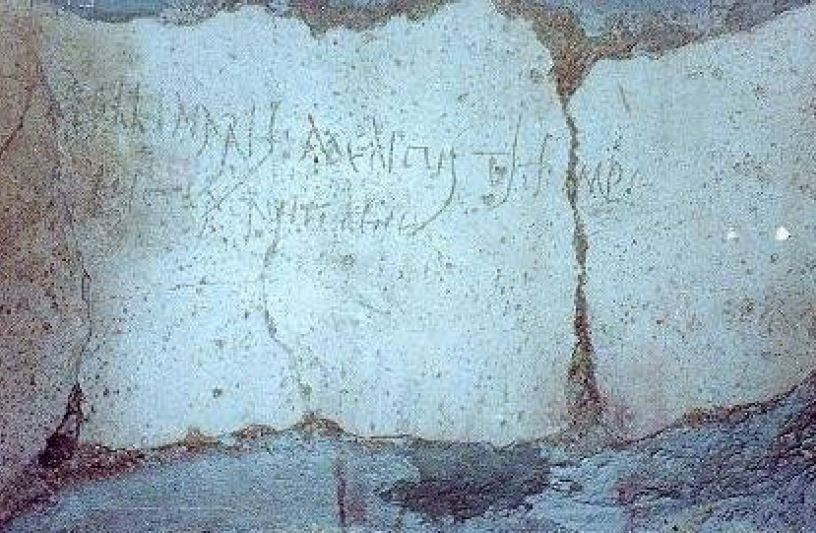
Graffiti à caractère scatologique dans une latrine[note 21].

### Les quatre styles de la fresque à Pompéi

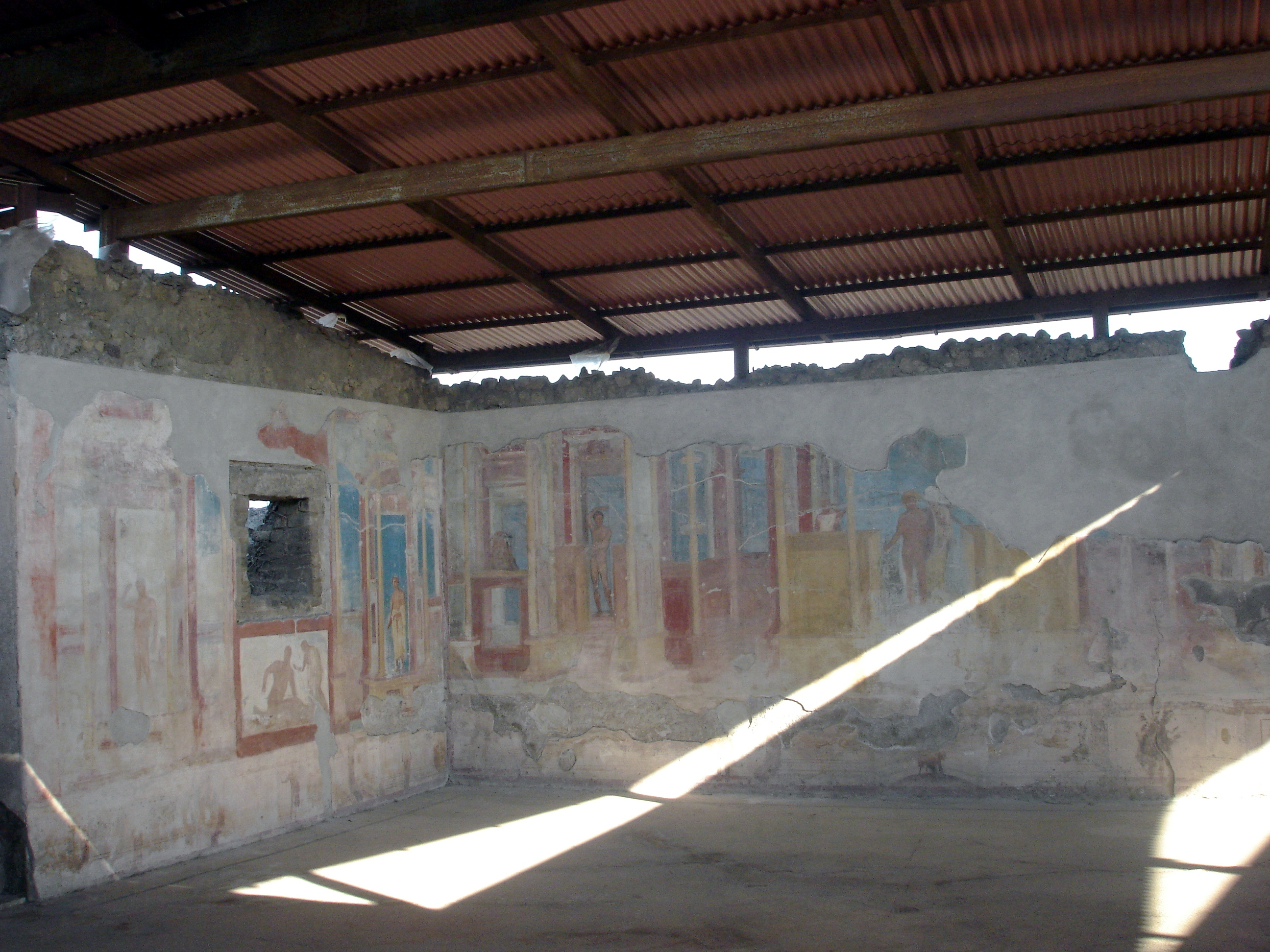
Fresques dans une maison de Pompéi.

Pompéi a laissé à la postérité des témoignages attachants, souvent très beaux et parfois saugrenus, du mode d'existence de ses habitants. Les fouilles de Pompéi ont exhumé d'innombrables peintures bien conservées. La plupart nous sont parvenues intactes et paraissent toujours aussi vivantes. L'extraordinaire diversité des trésors montre que l'art était partout présent à Pompéi. Souvent, presque toutes les parois internes et externes d'une maison étaient décorées de scènes mythologiques ou de portraits de famille. Des mosaïques, pleines de couleurs et de détails montrant des paysages, des scènes de bataille ou de théâtre, étaient cimentées sur le sol. Des peintures ou stucs ornaient des plafonds et des voûtes.
Les murs entourant les jardins étaient souvent peints de sujets aux couleurs vives. Les thèmes à la mode étaient les scènes de chasse, les paysages campagnards et marins. Les pièces intérieures présentaient des sujets plus variés : scènes mythologiques, natures mortes, oiseaux et autres animaux. Ce qui frappe avant tout dans la peinture pompéienne, c'est l'illusion du réel. Animaux et oiseaux semblaient animer jardins et intérieurs. Tel ce chien représenté en mosaïque sur le sol d'un couloir (cave canem), si vrai qu'il semble aboyer contre le visiteur.
Ces peintures transformaient la maison pompéienne en musée imaginaire. On entre, d'une certaine manière, dans l'univers spirituel des Pompéiens. Ils étaient des hommes fidèles à la nature, qui aimaient le bien-être et la bonne chère.

#### Les quatre styles de la peinture pompéienne
Traditionnellement, la peinture pompéienne a été divisée en quatre « styles » (on a plus affaire à un style de modèles et de règles qu'à des styles, qui désigne quelque chose de très personnel). Ils ont été définis par l'archéologue allemand August Mau d'après les textes de Vitruve et d'après le Livre XXXV de l'Histoire naturelle de Pline l'Ancien. La peinture murale reprend souvent les modèles et les images de la peinture de chevalet (aujourd'hui disparue), ce qui permet de s'en faire une idée.

##### Premier style
Le premier style apparait au IIe siècle av. J.-C. Il est aussi appelé style à incrustation, style pictural, ou masonry style. La décoration des édifices publics s'étend aux maisons privées. Il a pour origine le monde hellénistique et la peinture macédonienne, avec ses décorations en grandes dalles de marbre réparties en trois registres (soubassement, zone intermédiaire et zone supérieure). On reproduit cette décoration architecturale avec du stuc polychrome imitant les marbres de couleurs. Des éléments en saillie apparaissent comme des socles, de grands panneaux en relief, des registres supérieurs à carreaux plus petits, des corniches et des piliers toujours en stuc divisent la paroi. On recherche les effets de matières, l'impression de reliefs… Ce style continuera à être utilisé en même temps que les autres styles.

##### Deuxième style
Le deuxième style ou style architectural apparait en 100 av. J.-C. et s'achève vers 20 av. J.-C. Il n'y a plus de relief en stuc, c'est un style entièrement peint. Il s'agit d'un style illusionniste et architectural inspiré des palais hellénistiques et des décors de théâtre. Le mur s'ouvre vers l'extérieur par le biais de portes, de fenêtres… Les décors de théâtre et les imitations d'architecture, comme des paysages urbains vus depuis une fenêtre, sont peints en trompe-l'œil, et on y prend en compte la lumière et le relief, les détails se veulent réalistes.
Dans la dernière phase de ce style, des petits tableautins indépendants avec des scènes figurées apparaissent et annoncent le troisième style. Des scènes figurées, mythologiques et des mégalographies s'imposent comme à la Villa des Mystères. On voit également apparaître des décors de jardins (horti conclusi) et des natures mortes (xenta)

##### Troisième style
Le troisième style, ou style ornemental, apparait progressivement vers 30 av. J.-C. et disparaît vers 50 apr. J.-C. C'est un style de réaction contre l'illusionnisme du IIe style et l'exubérance, le chaos de ses architectures en trompe-l'œil. Les parois se ferment et les décors sont plus simples. Des traits horizontaux et verticaux de couleur unie divisent la paroi. Les éléments architecturaux sont très fins, étirés, et purement décoratifs, on parle alors de style candélabre. Des décors de miniature aux couleurs vives sont réalisés sur des fonds noir ou blanc. L'intérêt se déplace vers les tableaux (plus impressionnistes), et un grand tableau occupe la partie centrale de la paroi. Il est placé à l'intérieur d'un édicule flanqué de panneaux. Les thèmes sont tirés de la mythologie, de la religion ou idylliques. Des bandes décoratives avec des motifs d'inspiration égyptienne ponctuent la paroi. Le niveau supérieur de la fresque montre encore quelques architectures en trompe-l'œil.
Dans une deuxième phase, on retrouve quelque chose de plus complexe, de plus chargé au niveau du décor extérieur. On retourne à des éléments architecturaux, et on multiplie les tableaux et les tableautins, dont les sujets reproduisent la peinture de chevalet.

##### Quatrième style
Le quatrième style, ou style fantastique, s'étend de 50 à 79. Ce style fait un retour aux perspectives architecturales et à l'illusionnisme. Il s'agit d'une synthèse des deux styles précédents et du prolongement direct du troisième style. Le goût ornemental subsiste avec des décors exubérants, des dorures et des reliefs en stuc. Les couleurs sont plus nettes et des oppositions chromatiques apparaissent. L'architecture est peinte en trompe-l'œil sur un podium et la zone centrale, qui est mise en avant, de la fresque est divisée en trois par des portiques à étages. Les thèmes sont mythologiques, naturalistes, montrent des scènes de la vie quotidienne, des natures mortes très fidèles ou des portraits. Ces scènes sont peintes avec une technique impressionniste. Des tapis en trompe-l'œil apparaissent aux murs avec au centre de petites figurines.

### Remise en état des fresques pompéiennes
La remise en état des grandes fresques pompéiennes est une œuvre délicate à laquelle l'ordinateur apporte désormais une aide appréciable. Il est en effet possible de définir sur écran la nuance exacte qui permettra de restaurer au mieux les parties manquantes : une couleur manquante est obtenue en faisant la moyenne pondérée de toutes celles présentes sur la fresque.

### Sculptures

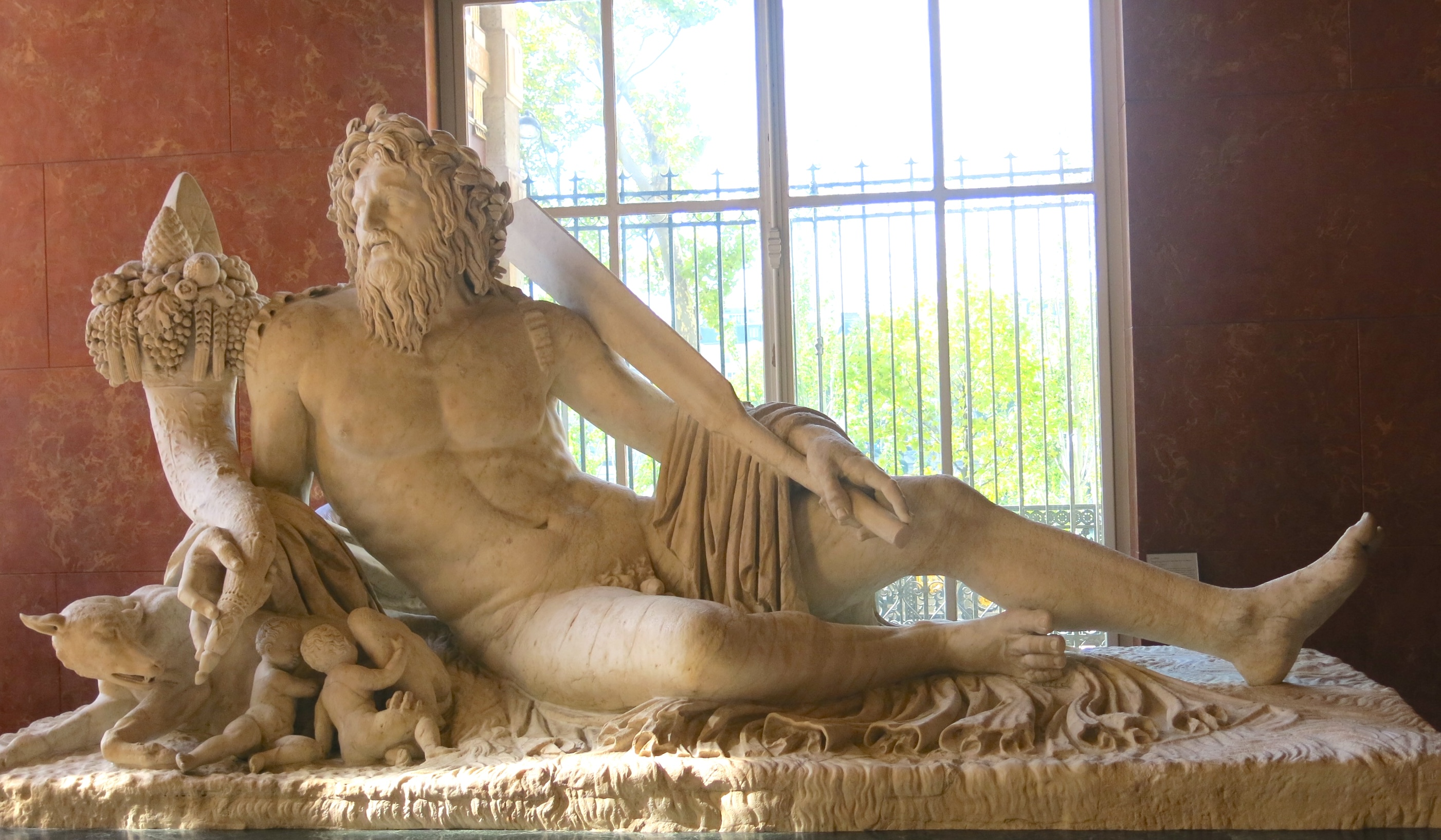
Statue du Tibre avec Romulus et Rémus.

Les sculptures parvenues jusqu'à nous témoignent d'une prédilection pour la statuaire de petites dimensions, car elle était conçue dans un but d'ameublement à insérer dans les pièces ou de décorations pour les jardins, pour les fontaines, les atriums, ou les tablinums. Les grandes statues, c'est-à-dire celles qui revêtaient une fonction commémorative, étaient pour la plupart situées à l'intérieur du Forum. Le matériau préféré était le bronze, mais les petits chefs-d'œuvre en marbre, en tuf et en terre cuite ne manquent pas. Le « Faune dansant », le « Silène ivre », le « Sanglier assailli » figurent parmi les œuvres dont la fraîcheur et l'immédiateté s'accompagnent d'une facture exquise. Le « Doryphore » mérite une mention à part : il s'agit d'une belle copie d'une splendide sculpture grecque. Plusieurs fragments de statues provenant pour la plupart du quartier du Forum et des temples consacrés à la Triade capitoline ont aussi été retrouvés.

### Mosaïques

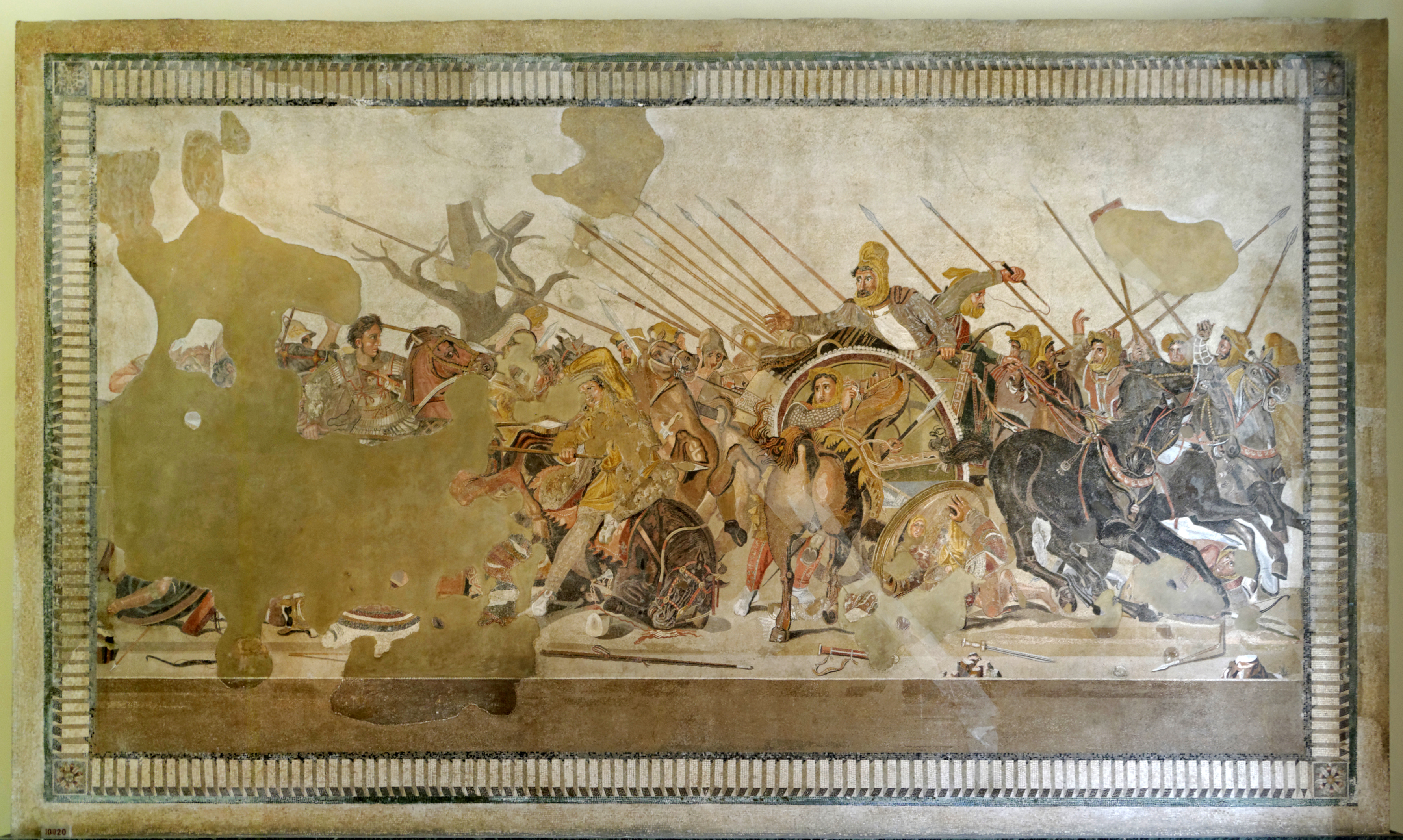
Mosaïque d'Alexandre, Maison du Faune

La mode des mosaïques, venue de Grèce au Ier siècle av. J.-C., a trouvé une large application dans la décoration des maisons de Pompéi. Elles étaient souvent utilisées comme pavage. Les plus anciennes sont réalisées avec des motifs géométriques simples, avec des tesselles grossières au niveau de leur facture et humbles au niveau des matériaux. En revanche, la composition des plus récentes est recherchée, aussi bien pour ce qui est du goût chromatique que de la finesse des tesselles utilisées. La technique employée est celle de l'opus vermiculatum, dont les tesselles sont particulièrement minuscules. Les propriétaires de grandes domus appréciaient les emblemata, c'est-à-dire des tableaux insérés dans un autre motif. La fameuse mosaïque d'un chien menaçant accompagnée de l'inscription « cave canem » (attention au chien), située à l'entrée de la maison du Poète Tragique, est sans doute un des sujets les plus connus. Le panneau représentant la « Bataille d'Issos », conservé au musée archéologique de Naples et provenant de la Maison du Faune, en constitue en revanche l'un des témoignages les plus grandioses.

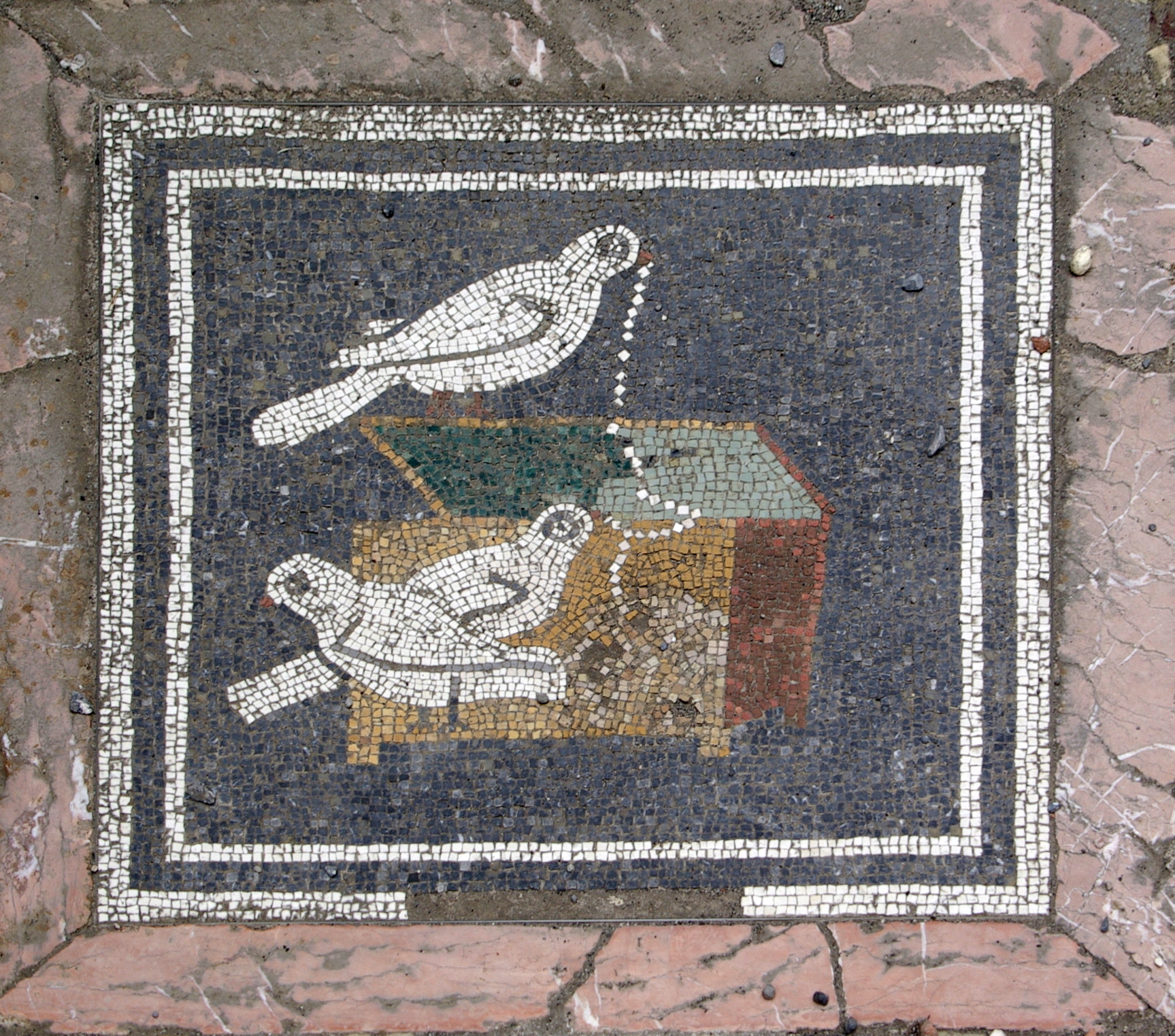
Mosaïque représentant des colombes et un coffre à bijoux (représentation de la richesse), maison du Faune.
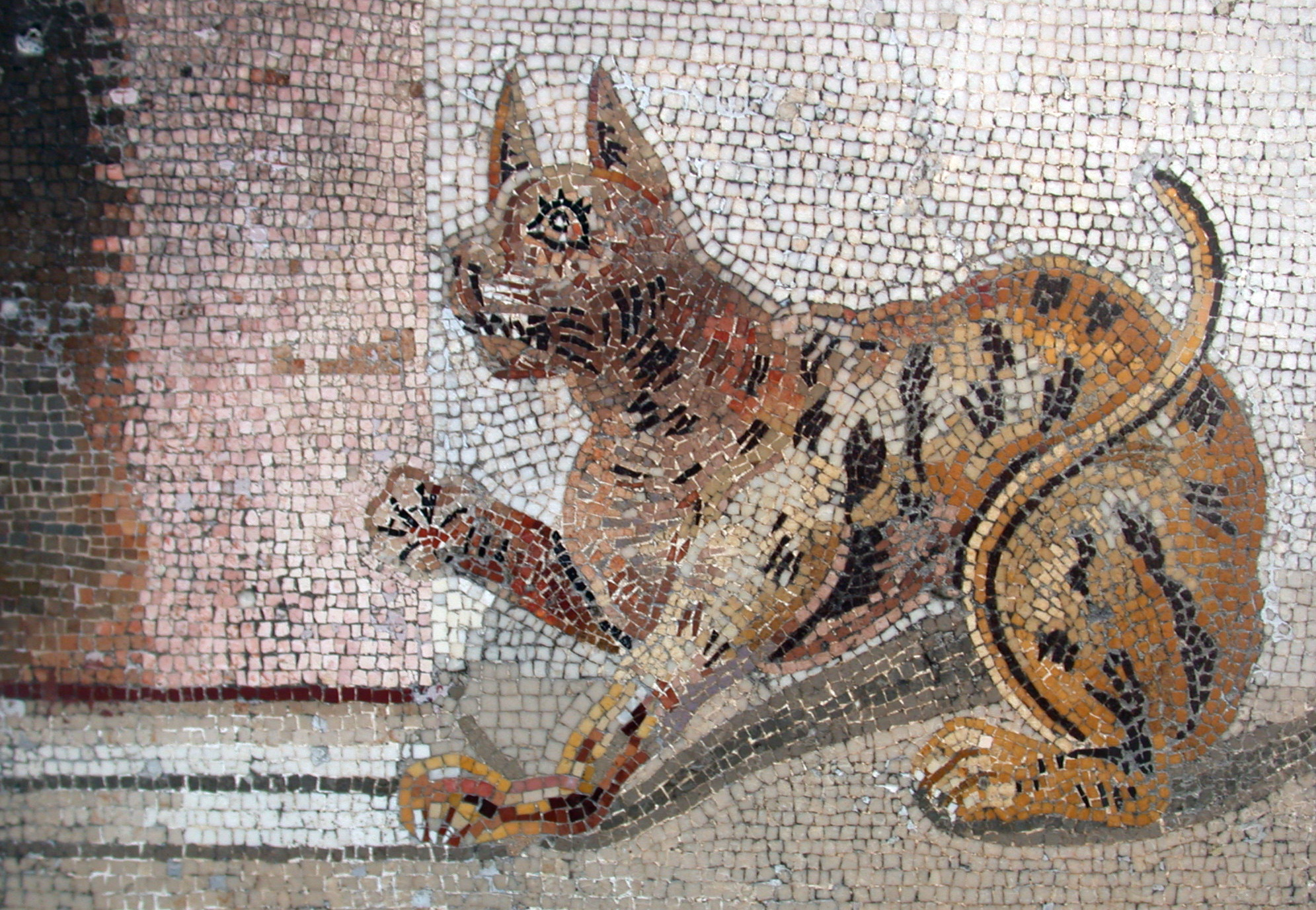
Mosaïque représentant un chat (Felis).
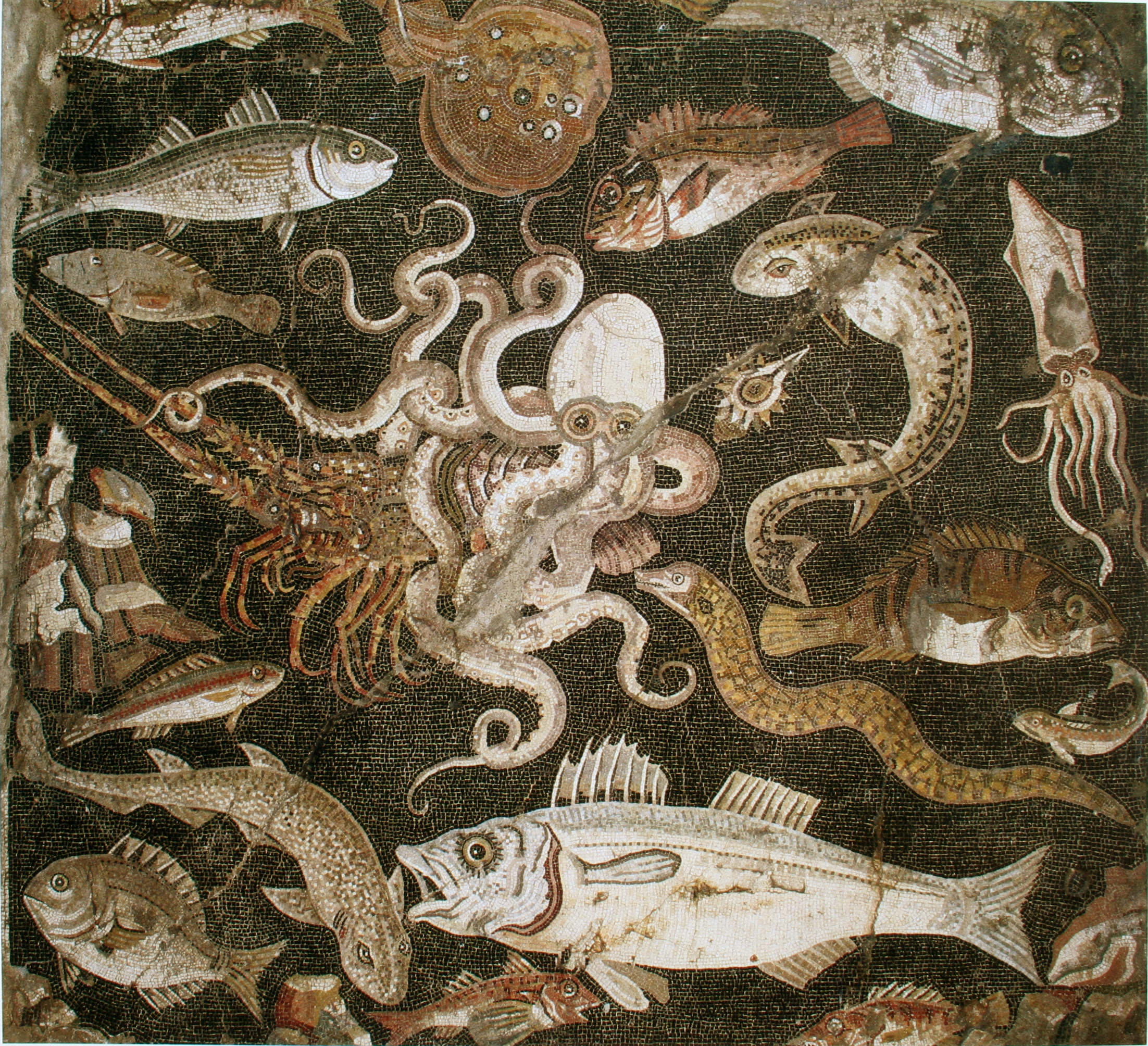
Faune marine, maison du poète tragique.

## Pompéi dans les arts

### Littérature
- Pline le Jeune
- Les Mystères de Pompéi, Cristina Rodríguez, Éditions du Masque, 2008 (ISBN 2702434045)
- Les derniers jeux de Pompéi, Anne Pouget-Tolu, Éditions Casterman, 2011, 2013
- Arria Marcella, nouvelle de Théophile Gautier
- Jettatura, nouvelle de Théophile Gautier
- Le Temple d'Isis. Souvenir de Pompéi de Gérard de Nerval
- La fête et la cendre, poème de Jean Tardieu
- Gradiva, fantaisie pompéienne, nouvelle de l'écrivain allemand Wilhelm Jensen, parue en 1902. Cette nouvelle est le point de départ de l'ouvrage de Sigmund Freud, Le délire et les rêves dans la « Gradiva » de W. Jensen, publié en 1907
- L'Esclave de Pompéi, Annie Jay, Hachette Jeunesse
- La Fiancée de Pompéi, Annie Jay, Hachette Jeunesse
- Les Derniers Jours de Pompéi, E. Bulwer Lytton
- Les Secrets de Pompéi, Caroline Lawrence, collection « les Mystères romains », Milan Poche Histoire
- Les Pirates de Pompéi, Caroline Lawrence, collection « Les Mystères romains », Milan Poche Histoire
- Pompéi, Robert Harris
- Péplum, Amélie Nothomb

### Cinéma et télévision
- The Last Days of Pompeii, réalisé par Walter R. Booth (1900)
- Les Derniers jours de Pompéi (Gli ultimi giorni di Pompei), réalisé par Arturo Ambrosio and Luigi Maggi (1908)
- Les Derniers Jours de Pompéi (Gli ultimi giorni di Pompei), réalisé par Mario Caserini et Eleutrio Rodolfi (1913)
- Jone ovvero gli ultimi giorni di Pompei, réalisé par Giovanni Enrico Vidali et Ubaldo Maria Del Colle (1913)
- Les Derniers Jours de Pompéi (Gli ultimi giorni di Pompei), réalisé par Carmine Gallone et Amleto Palermi (1926)
- Les Derniers Jours de Pompéi (The Last Days of Pompeii), réalisé par Ernest B. Schoedsack et Merian C. Cooper (1935)
- Les Derniers Jours de Pompéi, film réalisé par Marcel L'Herbier et Paolo Moffa (1950)
- The Curse of the Faceless Man, réalisé par Edward L. Cahn (1958)
- Les Derniers Jours de Pompéi (Gli Ultimi giorni di Pompei), film réalisé par Mario Bonnard et Sergio Leone, avec Steve Reeves, Fernando Rey (1959)
- Up Pompeii, réalisé par Bob Kellett (1971)
- Pink Floyd: Live at Pompeii réalisé par Adrian Maben (1972)
- 1984 : Les Derniers Jours de Pompéi, mini-série italienne-française-britannique de Peter Hunt, avec sir Laurence Olivier, Duncan Regehr, Nicholas Clay, Olivia Hussey, Linda Purl, Franco Nero, Lesley-Anne Down, Ernest Borgnine, Ned Beatty et Siobhán McKenna ;
- Warrior Queen, réalisé par Chuck Vincent (1987)
- Le dernier jour de Pompéi, docufiction réalisé par Peter Nicholson (2003)
- La Chute de Pompéi, 2e épisode de la quatrième saison de la série Doctor Who
- Pompéi (Pompeii), réalisé par Paul W. S. Anderson (2014)
- Un combat de la partie 5 du manga (1996-1999) et anime (2018) JoJo's Bizarre Adventure prend place à Pompéi. On peut reconnaître plusieurs endroits du site dont la mosaïque cave canem
- Le Variant (The Variant), deuxième épisode de la série Marvel Studios Loki

### Musique
- Pink Floyd: Live at Pompeii, film tourné en 1971 dans les ruines de la ville
- Bastille : Pompeii, sorti le 22 février 2013 sur l'album Bad Blood
- Live at Pompeii, album et film du concert de David Gilmour sortis le 29 septembre 2017
- Pompéi : comédie musicale de David Tainturier
- Pompeii : album du groupe de rock progressif allemand Triumvirat, paru en 1977

### Photosculpture
- Pompéi à Paris, exposition des principaux monuments de Pompéi reproduits par photosculpture et exposés à Paris en 1874

### Jeux vidéo
- Pompéi : La colère du volcan, jeu vidéo à dimension éducative publié par Cryo Interactive en 2000

### Expositions
- 2020 : Pompéi, l'exposition immersive du Grand Palais, Paris, 2020,